# Умершие в январе 2023 года
Это список известных людей, соответствующих установленным критериям значимости (см. Википедия:Критерии значимости персоналий), умерших в январе 2023 года.
Причина смерти указывается лишь в исключительных случаях (убийство, самоубийство, гибель в результате военных действий, смертная казнь, ДТП или несчастные случаи). В остальных случаях — не указывается.

## 31 января

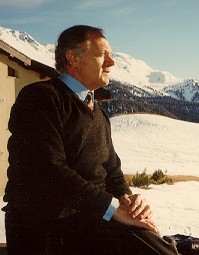
Луиджи Пазинетти

- Берардинелли, Клеонис (106) — бразильская писательница и литературовед, член Бразильской академии литературы (2009)[1].
- Бхушан, Шанти[англ.] (97) — индийский государственный деятель, министр юстиции (1977—1979)[2].
- Видулея, Лигита (89) — латвийский музыковед и сценарист[3].
- Дюренбергер, Дэвид[англ.] (88) — американский политик, сенатор (1978—1995)[4].
- Ким Ён Хи[кор.] (59) — южнокорейская баскетболистка, серебряный призёр летних Олимпийских игр 1984 года в Лос-Анджелесе[5].
- Кудра, Ян[пол.] (85) — польский шоссейный велогонщик, участник Олимпийских игр 1964 года[6].
- Лацкий, Мирослав (79) — чехословацкий хоккейный вратарь, игрок национальной сборной, двукратный бронзовый призёр чемпионатов мира (1969, 1970)[7].
- Некрасов, Владимир Филиппович (91) — советский и российский историк и писатель, доктор исторических наук, профессор, основоположник отраслевой исторической науки о ведомстве внутренних дел России[8].
- Нордбрандт, Хенрик (77) — датский поэт и писатель[9].
- Нурмамбет, Кадрие (89) — румынская крымскотатарская исполнительница народных песен и фольклористка[10].
- Пазинетти, Луиджи (92) — итальянский экономист, автор теоремы Пазинетти[11].
- Скофилд, Барбара (96) — американская теннисистка, победительница чемпионата Франции по теннису в смешанном парном разряде (1950)[12].
- Суханов, Евгений Николаевич (67) — советский и российский тренер высшей категории по лёгкой атлетике, заслуженный тренер России[13].
- Томас, Чарли[англ.] (85) — американский певец, член Зала славы рок-н-ролла (1988) в составе группы The Drifters[14] (о смерти объявлено в этот день).
- Тхай Тхи Льен (104) — вьетнамская пианистка и музыкальный педагог[15].
- Увицкий, Сергей Сергеевич (41) — российский каратист, председатель Федерации киокушин России, серебряный призёр чемпионата Европы (2010), чемпион России (2005), участник российско-украинской войны; убит[16].
- Червиньская, Анна[пол.] (73) — польская альпинистка[17].
- Чернов, Василий Иванович (93) — советский и российский хозяйственный, государственный и партийный деятель, первый секретарь Воркутинского горкома КПСС (1973—1980)[18].

## 30 января

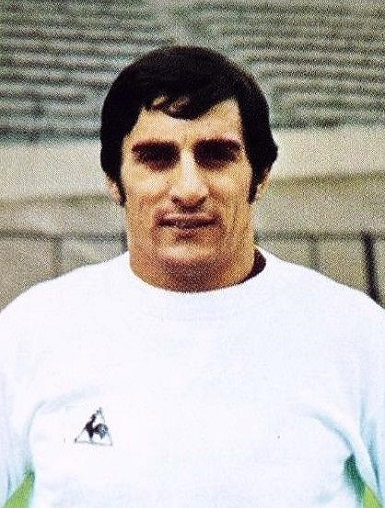
Шарли Лубе

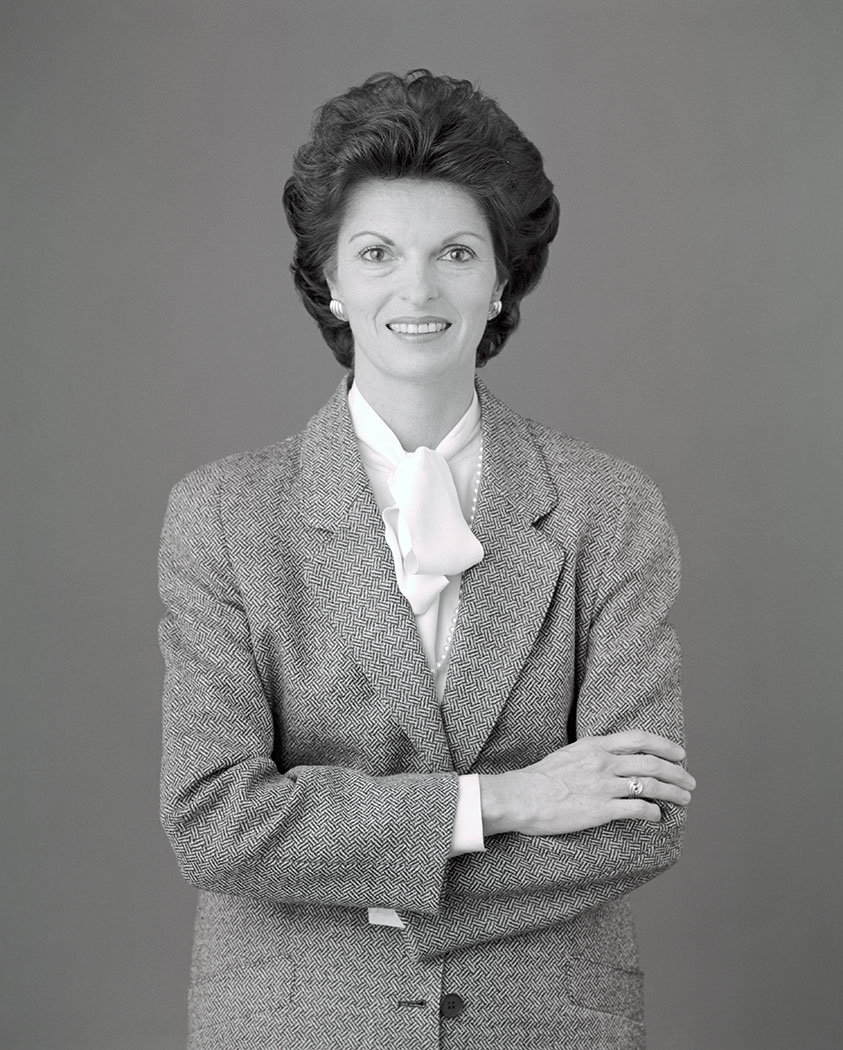
Энн Маклафлин-Корологос

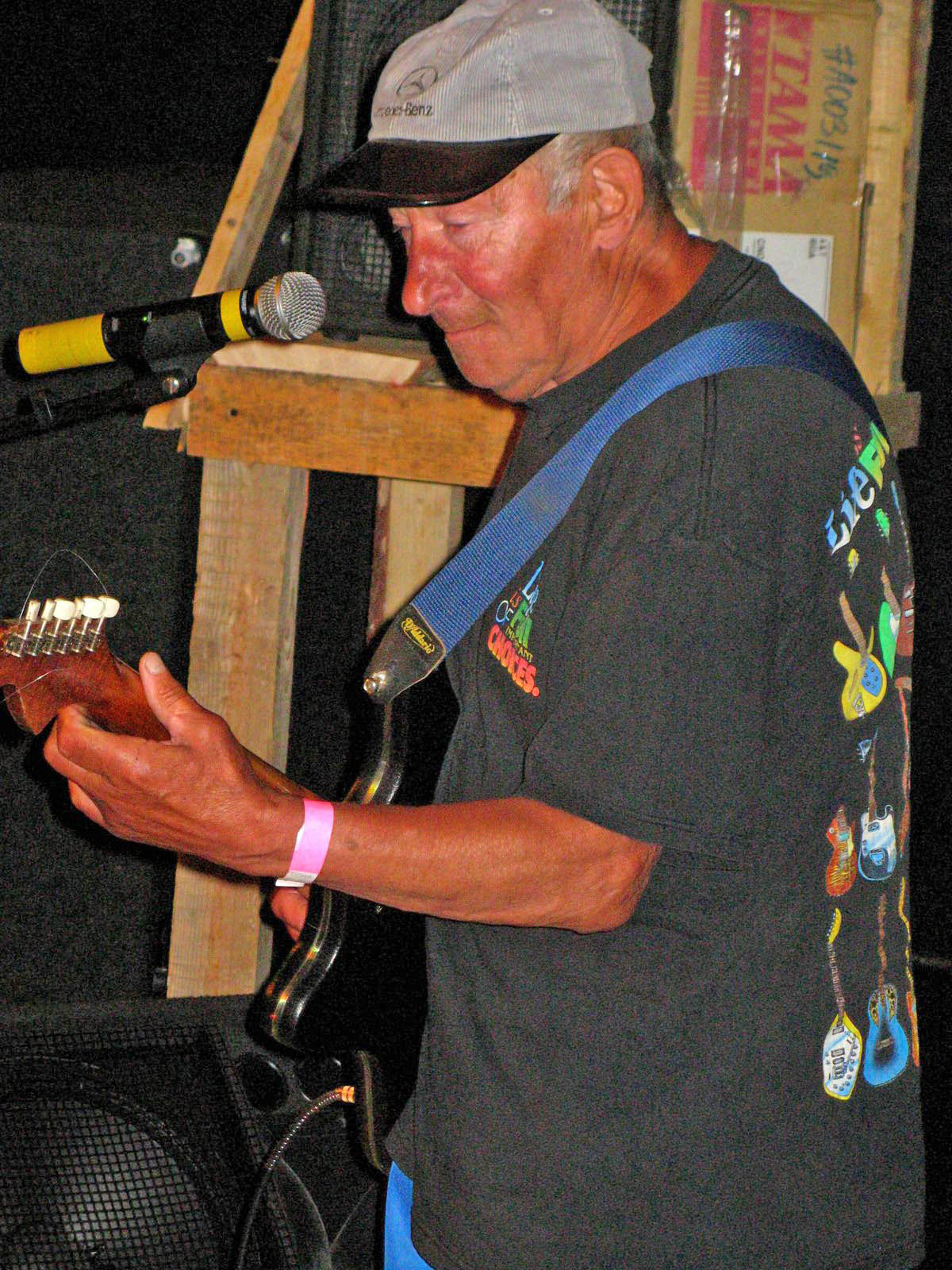
Герман Фирсов

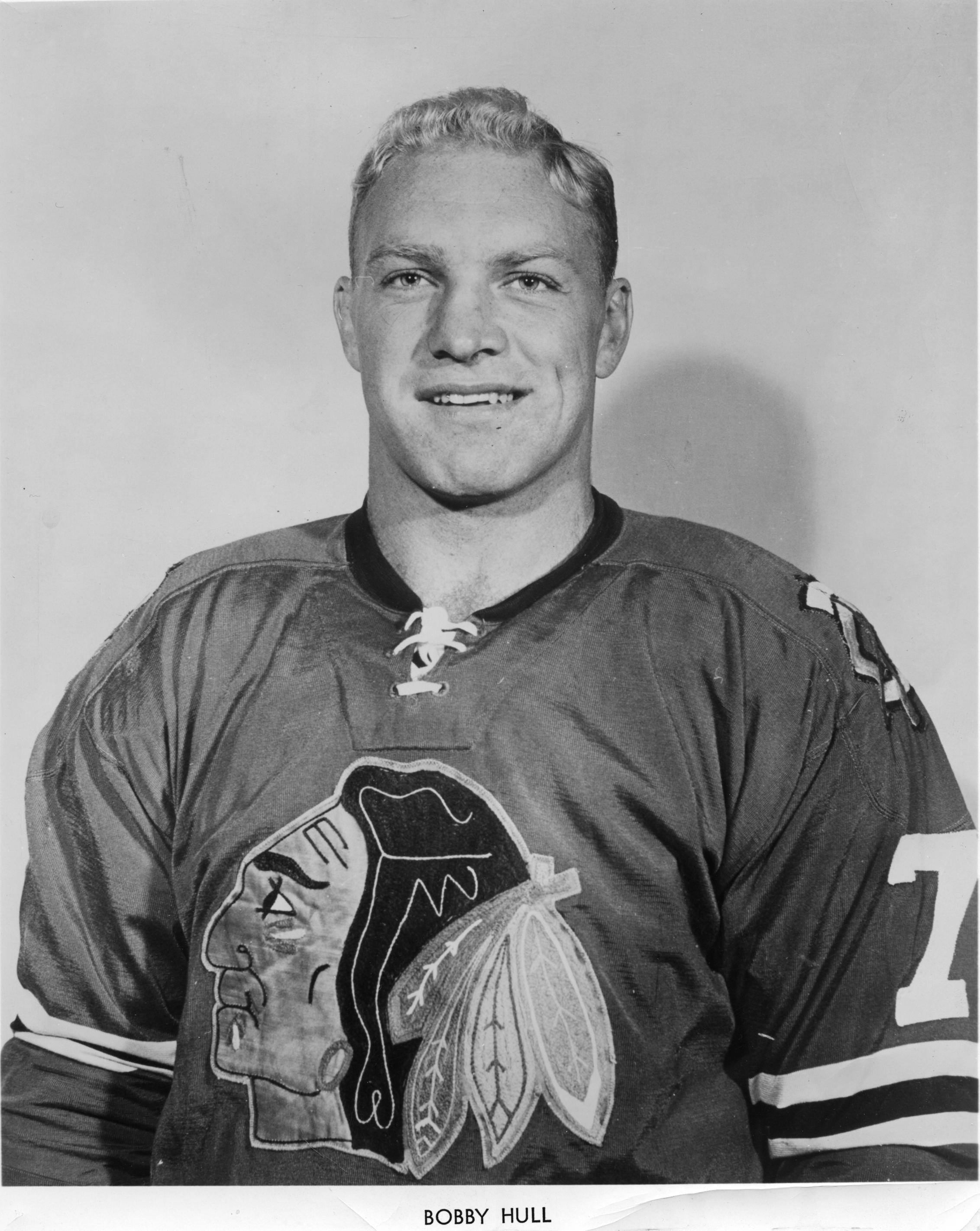
Бобби Халл

- Агеев, Виктор Иванович (86) — советский и российский ватерполист, серебряный призёр летних Олимпийских игр 1960 года, бронзовый призёр летних Олимпийских игр 1956 и 1964 годов[19].
- Агилар Падилья, Хесус[исп.] (70) — мексиканский политик и юрист, губернатор штата Синалоа (2005—2010)[20].
- К. В. Тирумалеш (82) — индийский писатель и поэт[21].
- Лопатин, Вячеслав Сергеевич (86) — советский и российский кинорежиссёр, сценарист, историк, заслуженный деятель искусств Российской Федерации[22].
- Лубе, Шарли (77) — французский футболист, игрок национальной сборной, чемпион Франции (1971) в составе «Марселя»[23].
- Маклафлин-Корологос, Энн (81) — американский государственный деятель, министр труда США (1987—1989)[24].
- Мацуура, Тиё (111) — японская неверифицированная супердолгожительница[25].
- Меркулов, Виктор Иванович (77) — советский и российский хозяйственный и научный деятель, генеральный директор Комсомольского-на-Амуре авиационного завода им. Ю. А. Гагарина (1997—2006)[26].
- Мигачёв, Рем Данилович (96) — советский и российский учёный-горняк, доктор технических наук, профессор, заслуженный деятель науки и техники РСФСР[27].
- Могилевский, Евгений Гедеонович (77) — советский и бельгийский пианист и музыкальный педагог[28].
- Мортаг, Геральд[нем.] (64) — восточногерманский велогонщик, серебряный призёр летних Олимпийских игр 1980 года в Москве[29].
- Оуян Пинкай[кит.] (77) — китайский деятель науки, ректор Нанкинского технического университета (2001—2012)[30].
- Праманик, Шамсул Алам[англ.] (70) — бангладешский политик, депутат Национальной ассамблеи Бангладеш (1996—2008)[31].
- Сьенра, Феликс[исп.] (107) — уругвайский яхтсмен, участник летних Олимпийских игр (1948), на момент смерти старейший участник Олимпийских игр[32].
- Фирсов, Герман Иванович (86) — советский и российский рок-музыкант, гитарист[33].
- Халл, Бобби (84) — канадский хоккеист, обладатель Кубка Стэнли в составе «Чикаго Блэкхокс» (1961), член Зала хоккейной славы[34].

## 29 января

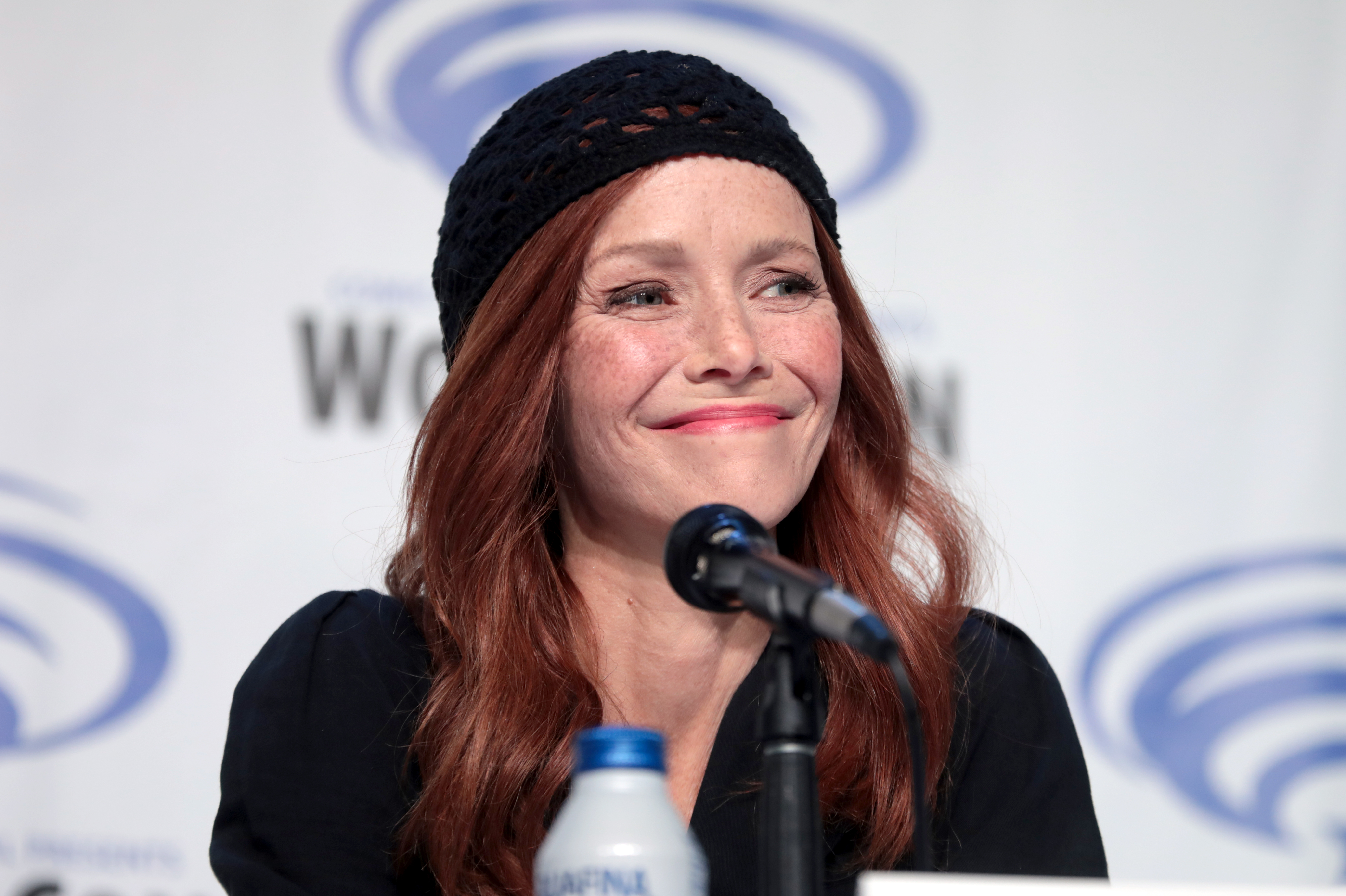
Эни Вершинг

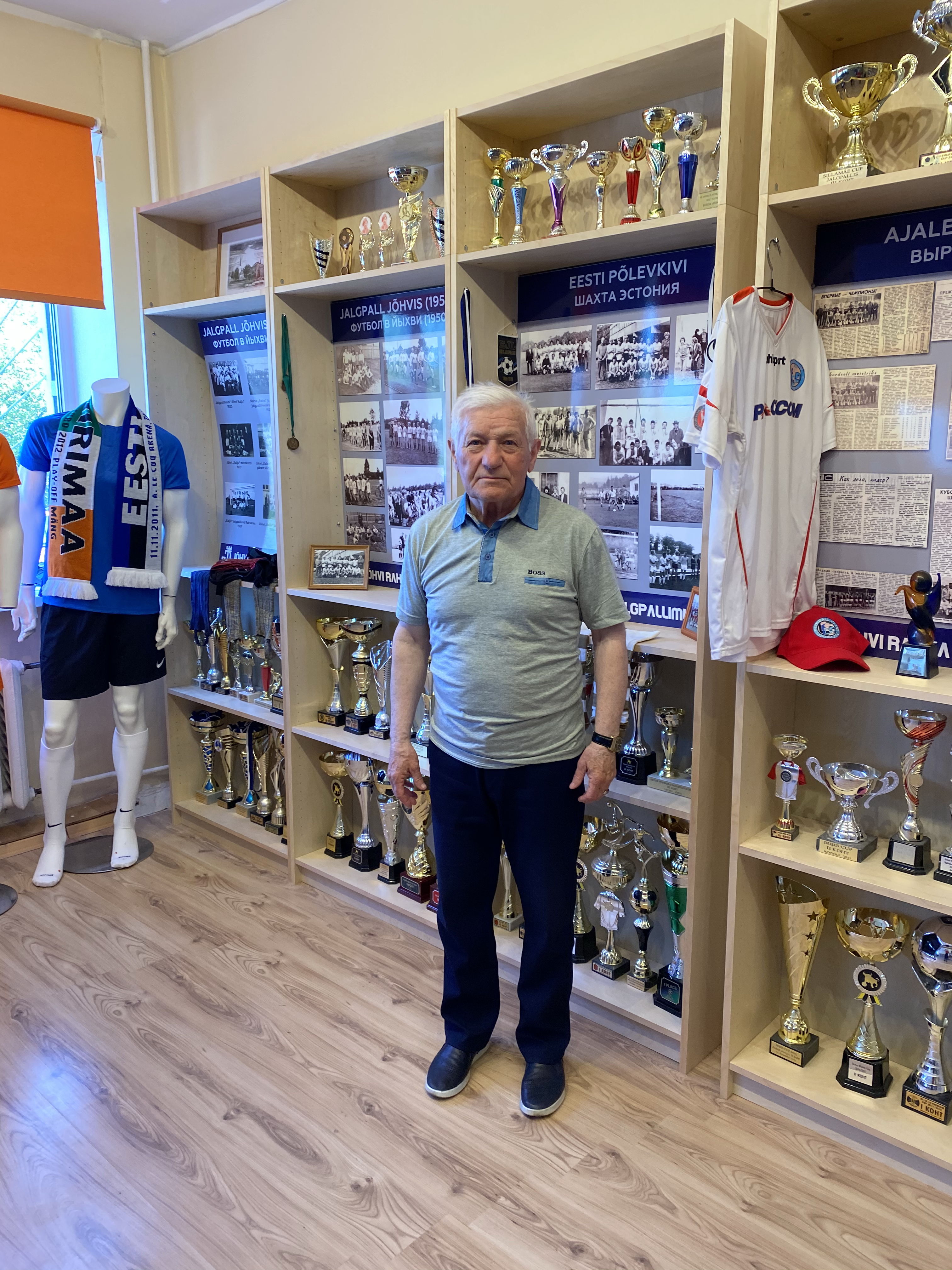
Вадим Добижа

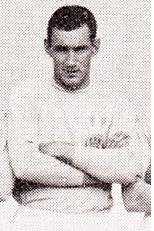
Кристер Кристенссон

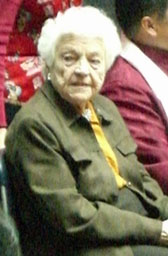
Хейзел Маккаллион

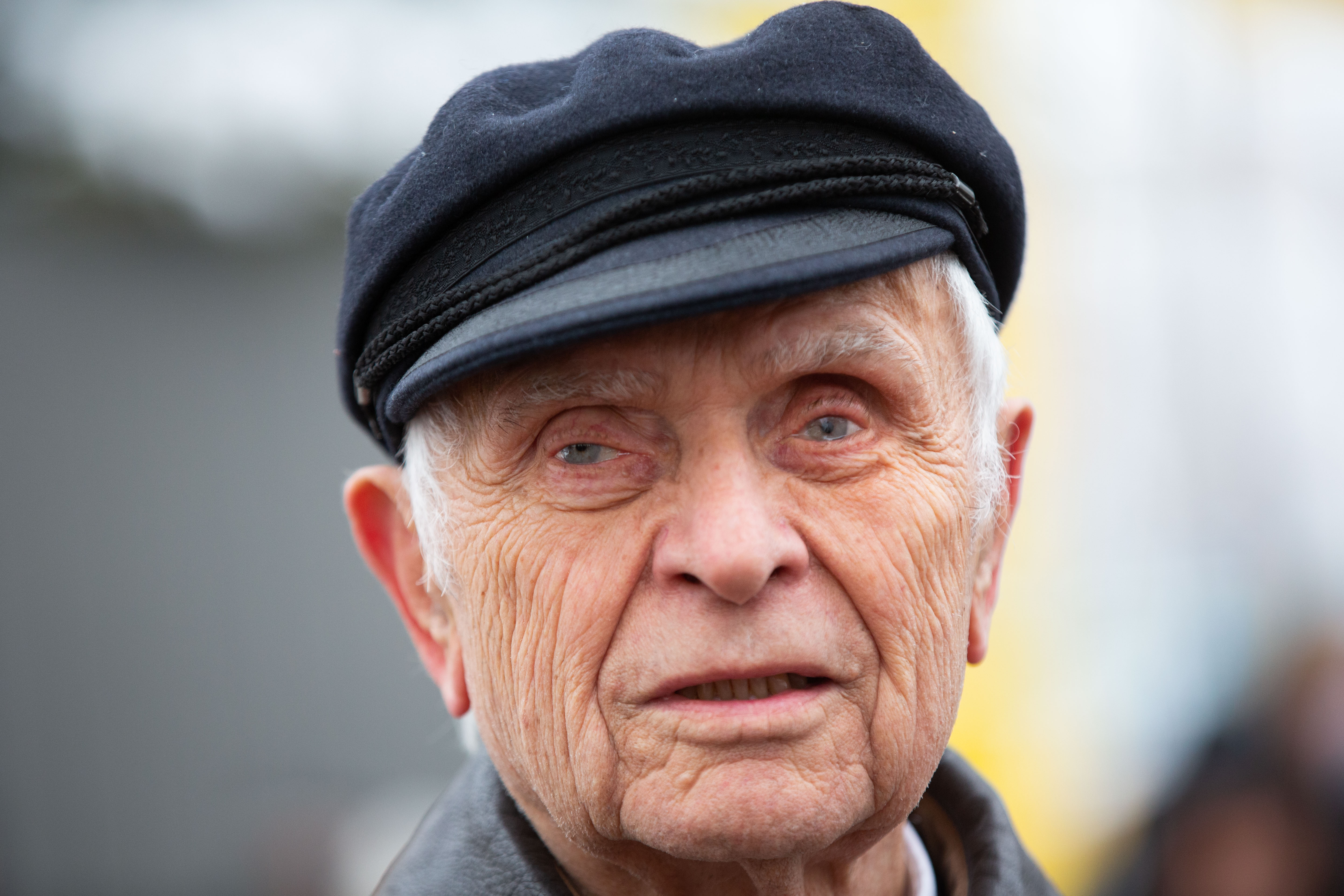
Дмитрий Павлычко

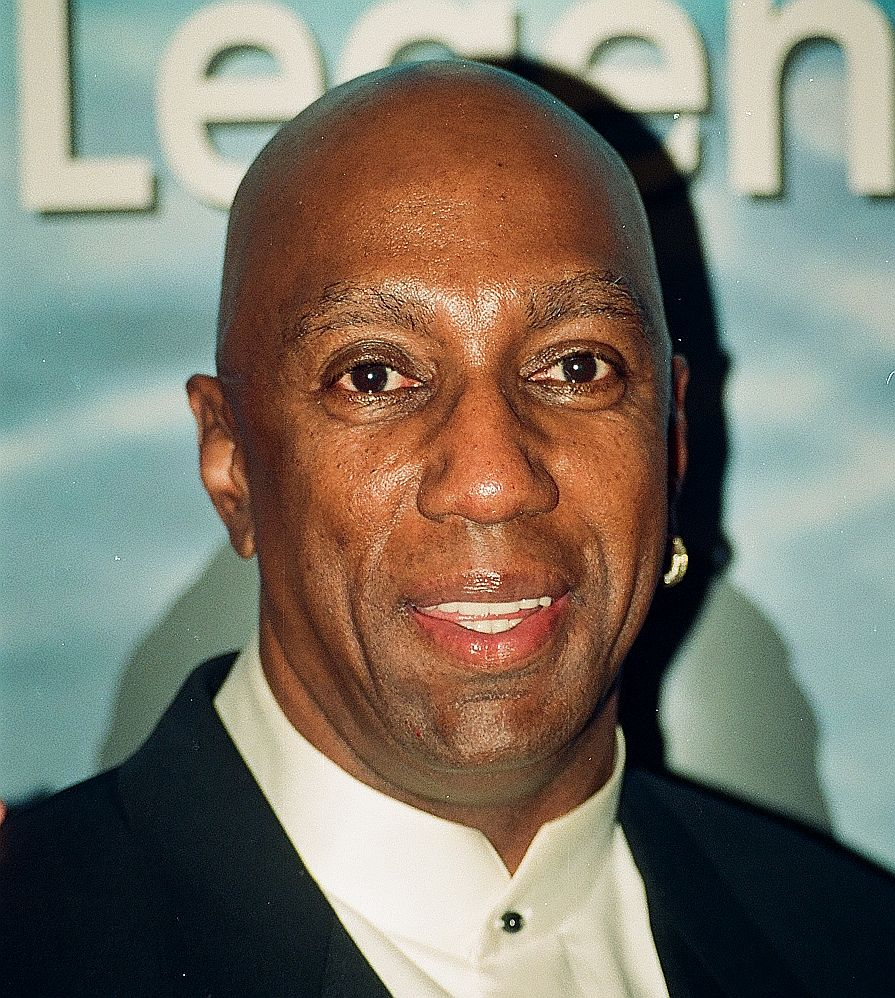
Баррет Стронг

- Абдул-Илах ибн Сауд Аль Сауд[араб.] (81/82) ― саудовский принц, бизнесмен и дипломат, посол Саудовской Аравии в Швеции (1964—1968)[35].
- Багдади, Шауки Джамаль[араб.] (94) — сирийский писатель[36].
- Васько, Пётр[пол.] (61) — польский политик, депутат Сейма (2007—2011)[37].
- Вершинг, Энни (45) — американская актриса[38].
- Гиллеспи, Росс (87) — новозеландский хоккеист (хоккей на траве) и тренер, двукратный участник летних Олимпийских игр (1960, 1964), главный тренер олимпийской сборной (1972, 1976)[39].
- Гопал Шри Рам[англ.] (79) — малайзийский юрист, судья Федерального суда (2009—2010)[40].
- Добижа, Вадим Дмитриевич (81) — советский, украинский и эстонский футбольный тренер, заслуженный тренер Украинской ССР (1979)[41].
- Когут, Ольга Арнольдовна[укр.] (53) — украинская актриса, заслуженная артистка Украины (2006)[42].
- Кристенссон, Кристер (80) — шведский футболист, игрок национальной сборной[43].
- Лестер, Хедди[нидерл.] (72) — нидерландская певица и актриса, участница конкурса Евровидение-1977[44].
- Маккаллион, Хейзел (101) — канадский политик, мэр Миссиссоги (1978—2014)[45].
- Огума, Симон Ифеде[фр.] (89) — бенинский политик, министр иностранных дел (1980—1982)[46].
- Павлычко, Дмитрий Васильевич (93) — советский и украинский поэт, литературный критик, политический деятель, Герой Украины (2004)[47].
- Робертсон, Джордж Росс[англ.] (89) — канадский актёр, лауреат премии «Джемини» (2004)[48].
- Рой, Мандип[англ.] (73) — индийский актёр[49].
- Смейн, Кайл (31) — американский лыжник-фристайлист, чемпион мира по хафпайпу (2015); погиб в результате схода лавины[50].
- Стронг, Барретт (81) — американский певец и автор песен[51].

## 28 января

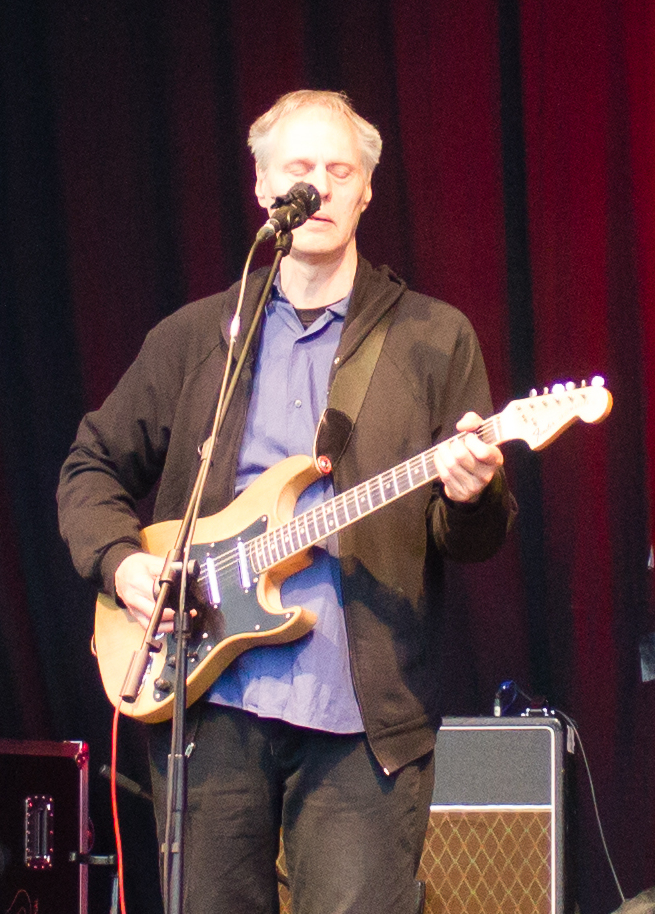
Том Верлен

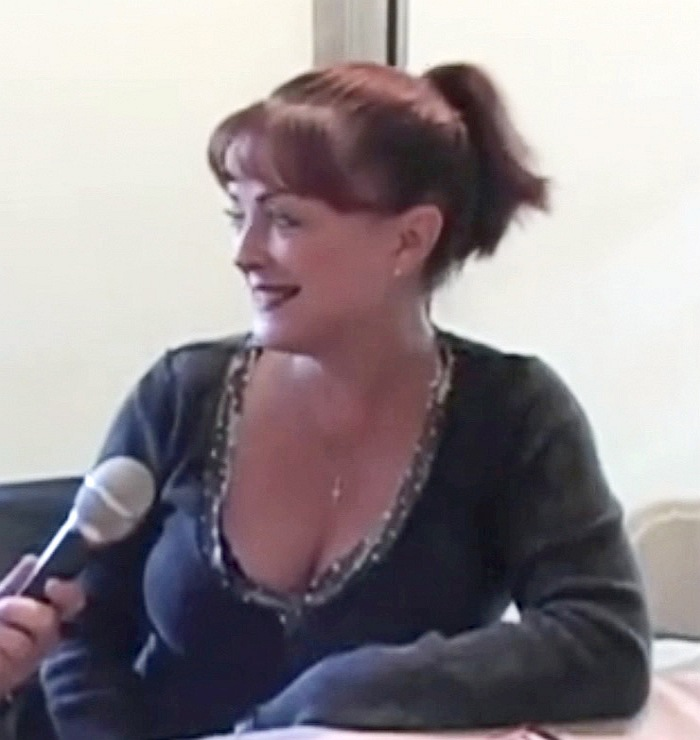
Лиза Лоринг

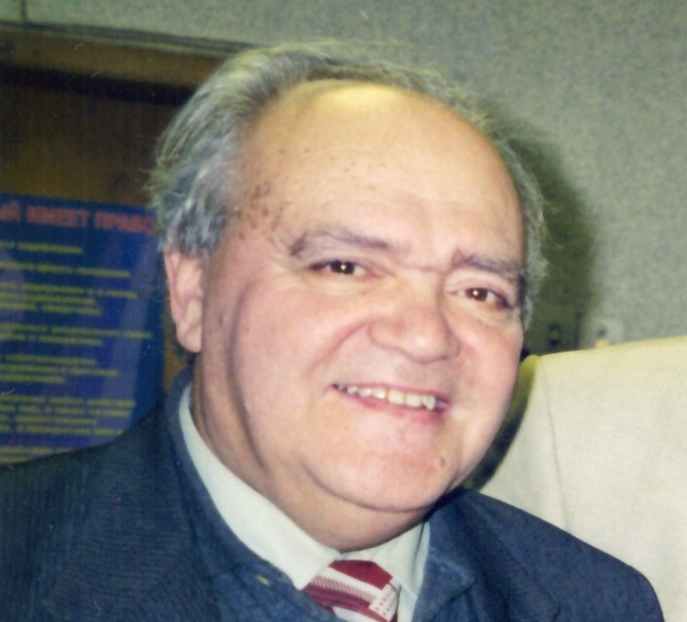
Александр Цирульников

- Верлен, Том (73) — американский рок-музыкант, гитарист, клавишник и автор песен, фронтмен группы Television[52].
- Ганди, Хусейн Раби[англ.] (74) — индийский писатель[53].
- Кайо, Жерар[фр.] (76) — французский актёр и театральный режиссёр, лауреат премии Мольера (1990)[54].
- Захарьящев, Василий Иванович (77) — советский и российский государственный и политический деятель, депутат Государственной думы V созыва (2007—2011), председатель Союза садоводов России[55].
- Зигерист, Иоахим (75) — немецкий журналист и латвийский политик, депутат Сейма Латвии (1993—1995), основатель и лидер партии Народное движение за Латвию (1994—2003)[56].
- Кобежикова, Евгения Гавриловна (102) — советский и российский передовик производства и политический деятель, депутат Верховного Совета СССР (1966—1970)[57].
- Коулз, Филлип (91) — австралийский гребец-байдарочник, участник трёх летних Олимпийских игр (1960, 1964, 1968)[58].
- Лежер, Виола[англ.] (92) — канадская актриса и политик, сенатор (2001—2005)[59].
- Лоринг, Лиза (64) — американская актриса, сыгравшая Уэнздей Аддамс в Семейке Аддамс[60].
- Мамедов, Аскер Талиб оглы (75 или 76) — азербайджанский государственный и политический деятель, вице-премьер Азербайджана (1992—1994), депутат Национального собрания (1990—1995)[61].
- Назарук, Вячеслав Михайлович (81) — советский и российский художник-мультипликатор, художник-постановщик, живописец, скульптор[62].
- Одд Бёрре (83) — норвежский певец, участник конкурса Евровидение-1968[63].
- Романов, Александр Иванович (74) — российский политик, историк, бывший политзаключённый в 1969—1975 годах, советский диссидент[64].
- Руберт де Вентос, Хавьер[исп.] (83) — испанский политический деятель, философ и писатель, член Конгресса депутатов (1982—1986), депутат Европейского парламента (1986—1994)[65].
- Тавеккьо, Карло[итал.] (79) — итальянский футбольный функционер, президент Итальянской федерации футбола (2014—2018)[66].
- Цирульников, Александр Маркович (85) — советский и российский журналист и писатель, заслуженный работник культуры РСФСР (1984)[67].

## 27 января

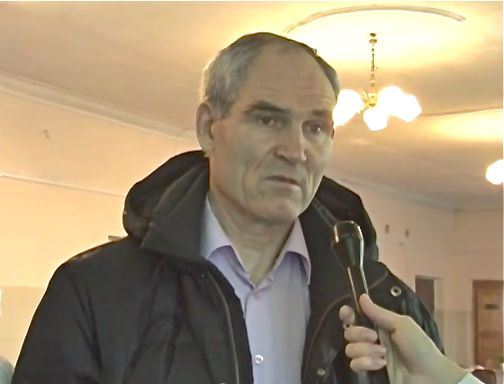
Александр Пушница

- Альманса, Альберт[англ.] (86) — мексиканский баскетболист, игрок национальной сборной, участник двух летних Олимпийских игр (1960, 1964)[68].
- Бирюков, Владимир Георгиевич (94) — советский партийный и государственный деятель, второй секретарь Бурятского обкома КПСС (1980—1981), первый секретарь Улан-Удэнского горкома КПСС (1964—1967)[69].
- Джамуна (86) — индийская актриса и политик, депутат Лок сабхи (1989—1991)[70].
- Ислам, Шахидул[англ.] (62) — бангладешский политик, депутат Национальной ассамблеи (2002—2006)[71].
- Каримова, Гульмира Раинбековна (45) — казахстанский политический деятель, депутат Сената Парламента (с 2023)[72].
- Кравчук, Александр (100) — польский историк, писатель, государственный деятель, министр культуры (1986—1989), депутат Сейма (1991—1997)[73].
- Лесли, Альфред (95) — американский художник и кинорежиссёр[74].
- Ли Вэньцзюнь[англ.] (92) — китайский переводчик и прозаик[75].
- Мустыгин, Михаил Михайлович (85) — советский футболист, лучший бомбардир чемпионата СССР по футболу (1962, 1967)[76].
- Низиенко, Николай Филиппович (75) — советский и российский оперный певец (бас), солист ГАБТ (1979—2003), заслуженный артист Российской Федерации (1995)[77].
- Петрович, Саша[серб.] (61) — югославский и боснийский актёр, лауреат премии «Сердце Сараева» Сараевского кинофестиваля (2007)[78].
- Пушница, Александр Михайлович (73) — советский самбист, чемпион мира (1974, 1979, 1983) чемпион Европы (1976, 1984), заслуженный мастер спорта СССР (1980)[79].
- Роббинс, Малкольм (62) — американский серийный убийца[80].
- Симс, Сильвия[англ.] (89) — британская актриса, номинант премии BAFTA[81].
- Трахтенберг, Исаак Михайлович (99) — советский и украинский гигиенист и токсиколог, член-корреспондент НАНУ (1992), академик НАМНУ (1997)[82].
- Форке, Пьетро[итал.] (97) — итальянский игрок в бридж, 15-кратный чемпион мира[83].
- Ховард, Грегори Аллен[англ.] (70) — американский сценарист и продюсер, лауреат премии Black Reel Awards (2001)[84].
- Шедивый, Ярослав (93) — чехословацкий диссидент, чешский государственный деятель, министр иностранных дел Чехии (1997—1998)[85].

## 26 января

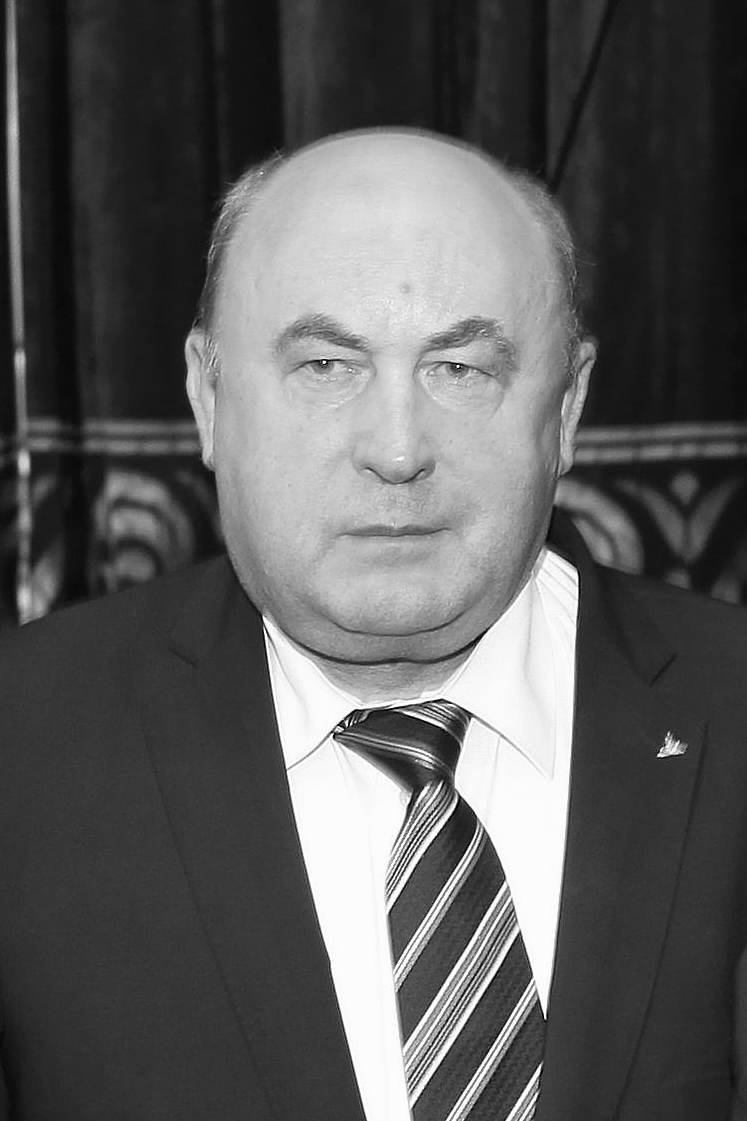
Николай Калистратов

- Амиров, Александр Шахназарович (88) — советский и российский тренер по самбо, заслуженный тренер России (1992)[86].
- Ван Вэй[кит.] (85) — китайский физик, член Китайской академии наук (1997)[87].
- Дотри, Дин[англ.] (76) — американский музыкант, сооснователь и клавишник Atlanta Rhythm Section[88].
- Калистратов, Николай Яковлевич (73) — советский и российский хозяйственный деятель, генеральный директор Центра судоремонта «Звёздочка» (1992—2007, 2015—2017) и ПО «Севмашпредприятие» (2007—2011), лауреат Государственной премии РФ (2004)[89].
- Лабис, Аттилио[англ.] (86) — французский артист балета и преподаватель, главный танцовщик (танцовщик Этуаль) балета Парижской оперы (1960—1972)[90].
- Лобов, Эдуард Анатольевич (34) — белорусский оппозиционер и политзаключённый, признанный узником совести, участник российско-украинской войны на стороне Украины; погиб в бою[91].
- Сабет, Абдул Джабар[англ.] (78) — афганский политик[92].
- Семёнов, Валерий Николаевич (75) — советский и российский связист, директор Департамента специальной связи Министерства иностранных дел Российской Федерации (2000—2009), лауреат Государственной премии Российской Федерации[93].
- Томсон, Кит (81) — новозеландский крикетист и хоккеист (хоккей на траве), игрок мужской сборной Новой Зеландии по хоккею на траве, участник летних Олимпийских игр (1968)[94].
- Шейн, Эдгар (94) — американский психолог, теоретик и практик менеджмента, основатель научного направления «Организационная психология»[95].

## 25 января

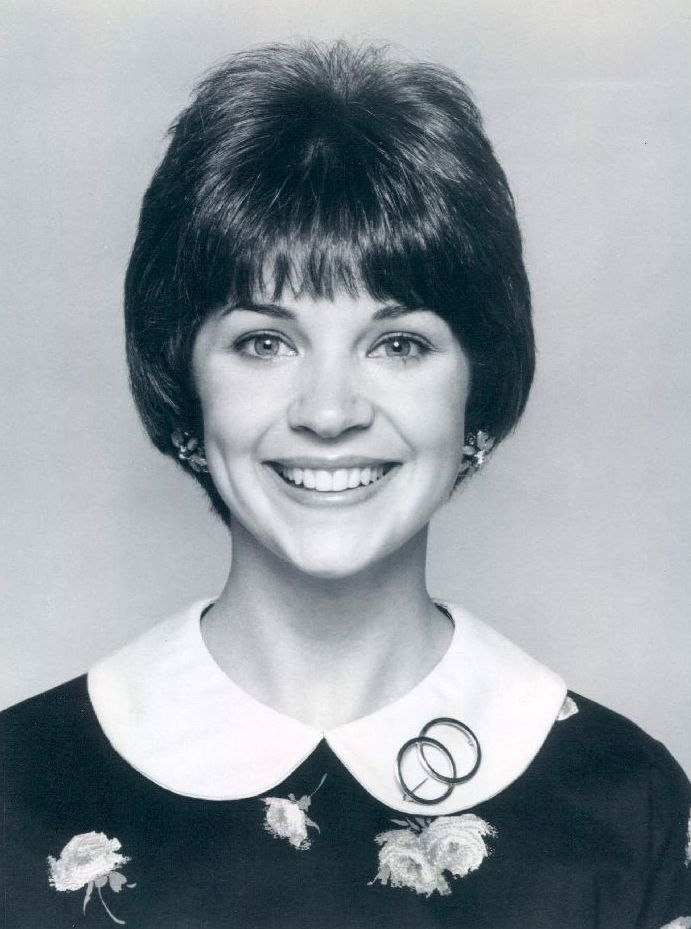
Синди Уильямс

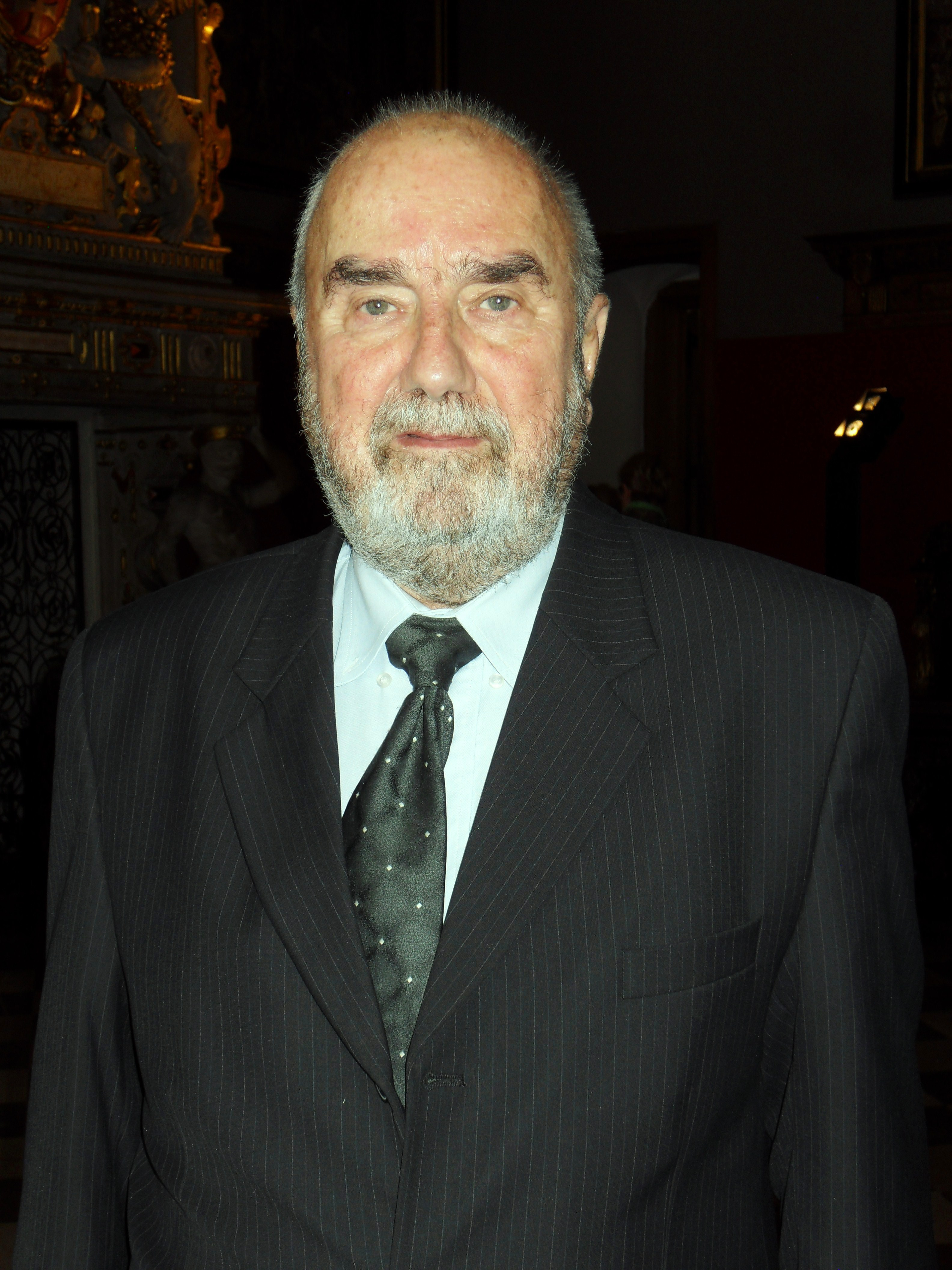
Францишек Ямрож

- Амадзава, Тайдзиро (86) — японский поэт, детский писатель и переводчик с французского языка[96].
- Быков, Виктор Харитонович (85) — советский и украинский спортивный фехтовальщик и тренер, заслуженный тренер СССР (1980)[97].
- Луре, Роже[фр.] (72) — французский актёр, театральный режиссёр и драматург, лауреат премии Мольера (1995)[98].
- Пассано, Клаудио да[исп.] (65) — аргентинский актёр[99].
- Пью, Данкан (48) — австралийский бобслеист, участник зимних Олимпийских игр (2010)[100].
- Тугай, Жанна Георгиевна (85) — советская и украинская актриса, народная артистка Украинской ССР (1987)[101].
- Уильямс, Синди (75) — американская актриса[102].
- Швецова, Людмила Яковлевна (77) — советская и российская баскетболистка, чемпионка Европы в составе сборной СССР[103].
- Элитув, Шимон[англ.] (85) — израильский раввин, председатель Комитета раввинов и общин диаспоры[104].
- Ямрож, Францишек (79) — польский политик, мэр Гданьска (1991—1994)[105].

## 24 января

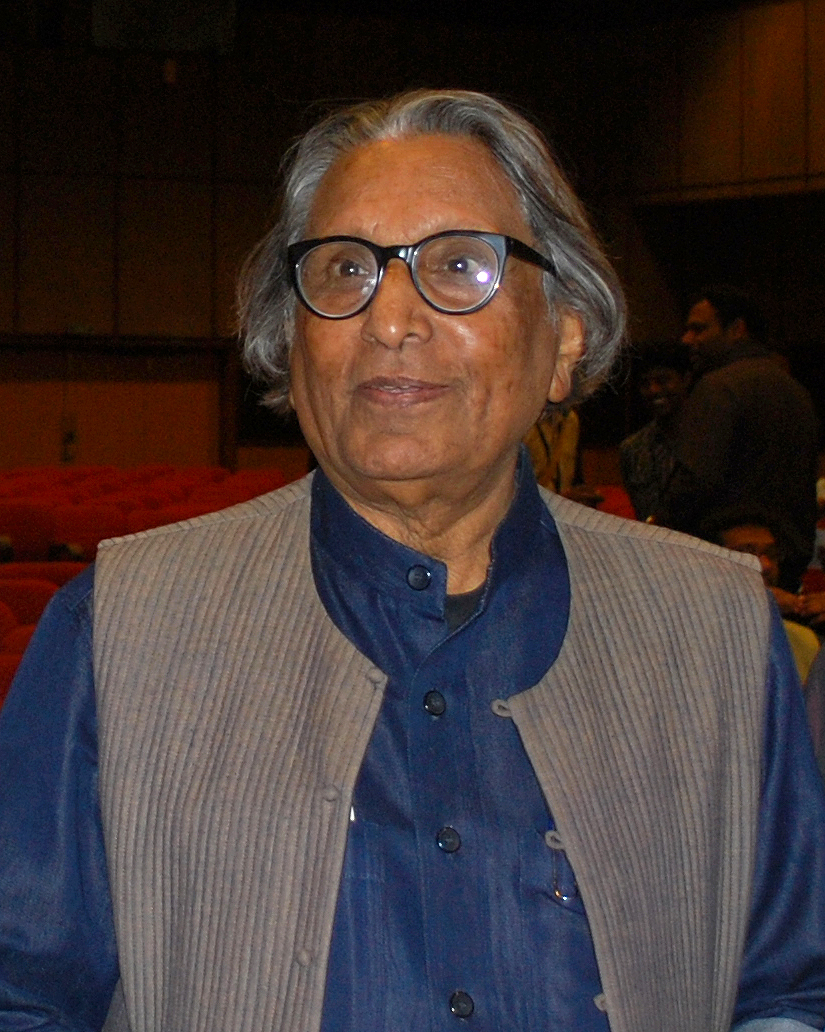
Балкришна Доши

- Алексидзе, Заза Николаевич (87) — грузинский историк, арменолог, лингвист[106].
- Боллати, Бенито[итал.] (96) — итальянский политик, член Палаты депутатов Италии (1974—1979)[107].
- Джелили, Мунир (73) — тунисский гандболист, участник летних Олимпийских игр 1972, 1976, чемпион Африки (1974)[108].
- Доши, Балкришна (95) — индийский архитектор[109].
- Дуйсенов, Арман Нарамбаевич (48) — казахстанский композитор, телеведущий и продюсер[110].
- Зограбян, Ашот Патваканович[арм.] (77) — советский и армянский композитор, заслуженный деятель искусств Республики Армения[111].
- Кервин, Лэнс[англ.] (62) — американский киноактёр[112].
- Магоха, Джордж[англ.] (70) — кенийский хирург и политический деятель, министр образования Кении (с 2019)[113].
- Микель, Моника[англ.] (60) — испанский политик, член Конгресса депутатов (2003—2004)[114].
- Нути, Пьетро[итал.] (94) — итальянский киноактёр[115].
- Ньюпорт, Джеральд (74) — американский феноменальный счётчик, писатель и публичный оратор[116].
- Пааташвили, Леван Георгиевич (96) — советский и грузинский кинооператор, народный артист Грузинской ССР (1979)[117].
- Пантелеимон (Кондояннис) (87) — епископ Константинопольской православной церкви; митрополит Бельгийский (1982—2013), экзарх Нидерландов и Люксембурга[118].
- Чубченко, Александр Ефремович (82) — советский и российский актёр, заслуженный артист РСФСР (1989)[119].

## 23 января

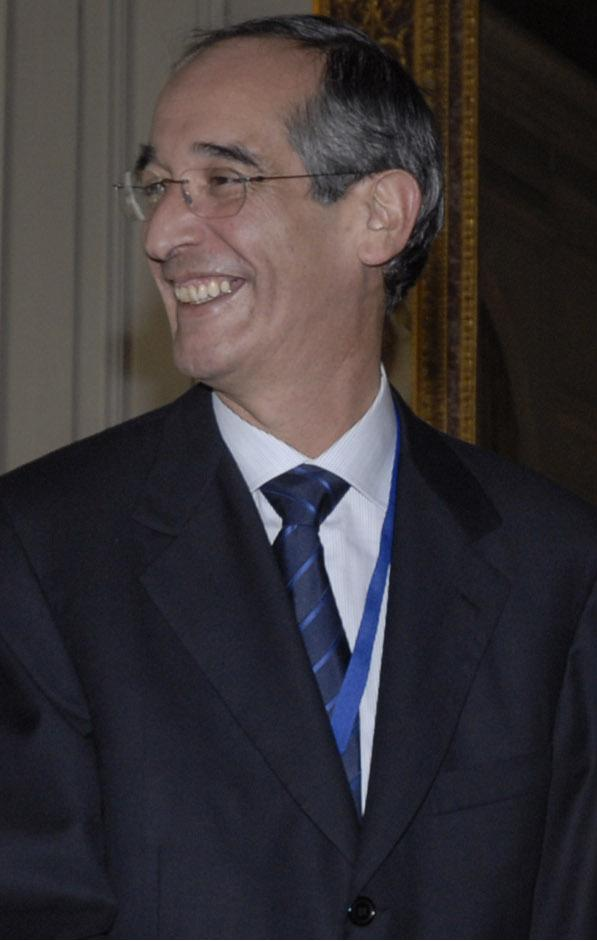
Альваро Колом Кабальерос

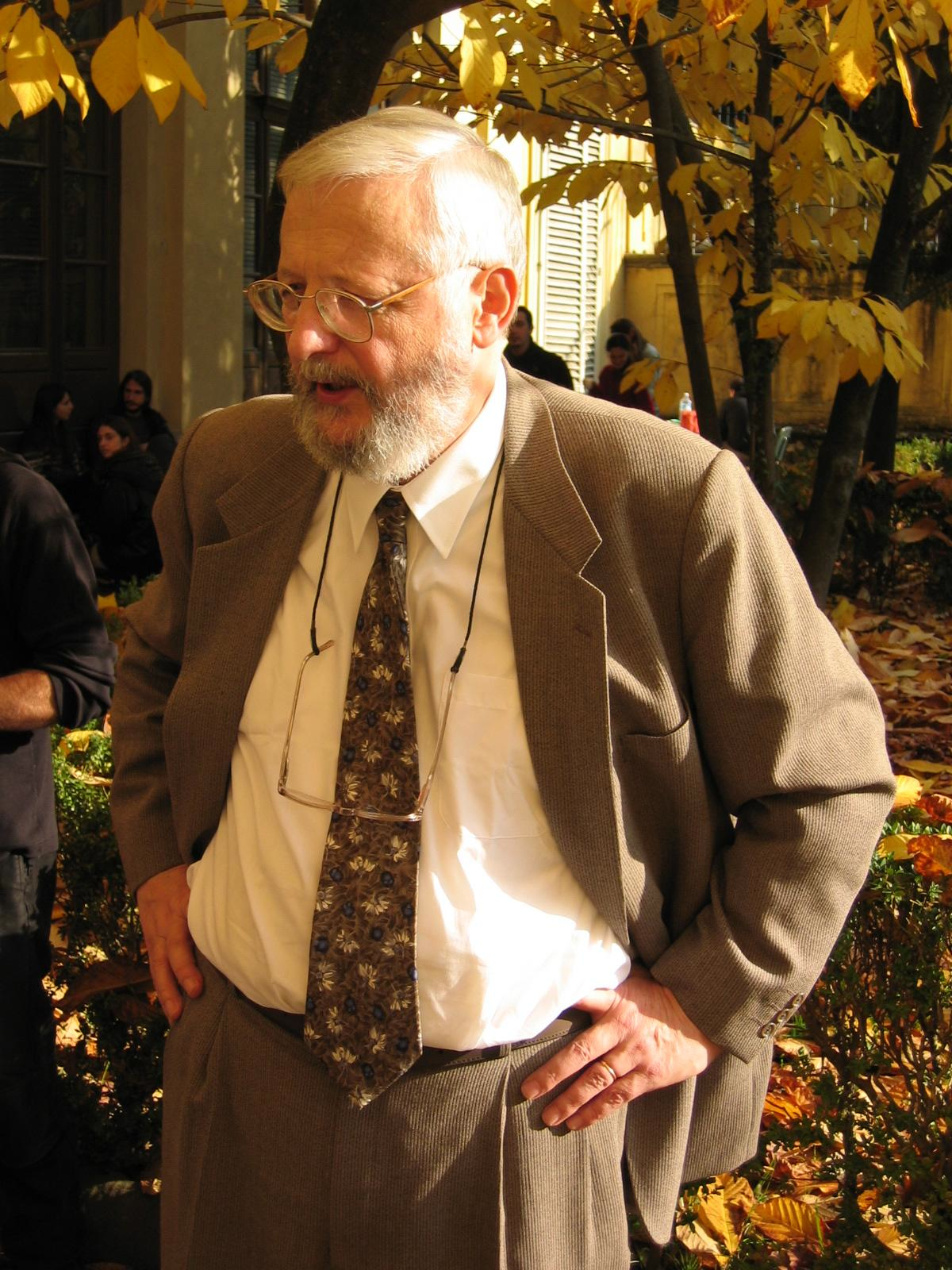
Уильям Ловер

- Дравецкий, Йозеф[англ.] (75) — словацкий дипломат[120].
- Жуков, Вениамин Николаевич (91) — бывший священнослужитель Русской Зарубежной церкви во Франции, извергнутый из сана (2001), идеолог неканонических юрисдикций: РПЦЗ(В) (2001—2007) и Истинно-православной церкви Молдавии (2007—2023)[121].
- Киркхем, Памела Вивьен, 16-я баронесса Бернерс (93) — английская наследственная пэрис, 16-я баронесса Бернерс (с 1995), член Палаты лордов (1995—1999)[122].
- Климов, Герман Германович (81) — советский легкоатлет и сценарист[123].
- Колом Кабальерос, Альваро (71) — гватемальский государственный и политический деятель, президент (2008—2012)[124].
- Кондрашова, Долорес Гургеновна (86) — советский и российский стилист, заслуженный деятель искусств Российской Федерации (2002), председатель Союза парикмахеров России[125].
- Ловер, Уильям (85) — американский математик, создатель теории элементарных топосов[126].
- Мартин, Эухенио[исп.] (97) — испанский кинорежиссёр[127].
- Пятничко, Стефан Васильевич (63) — украинский певец (баритон), народный артист Украины (2006)[128].
- Слоун, Кэрол[англ.] (85) — американская джазовая певица[129].
- Топхэм, Энтони[англ.] (75) — британский гитарист, соло-гитара группы The Yardbirds[130].
- Урин, Валерий Григорьевич (88) — советский футболист, мастер спорта СССР (1959), чемпион СССР[131].
- Флойд, Франклин (79) — американский убийца, насильник и заключённый камеры смертников[132].
- Шараф, Сами[англ.] (93) — египетский государственный деятель, министр по делам президента и глава президентской канцелярии (1961—1971)[133].
- Шарпар, Дмитрий Александрович (25) — украинский фигурист, серебряный призёр чемпионата Украины (2016), участник российско-украинской войны; погиб в бою[134].
- Максиян, Михаил Иванович (43) — украинский военнослужащий, штаб-старшина, участник российско-украинской войны, Герой Украины (2024, посмертно); погиб в бою.

## 22 января

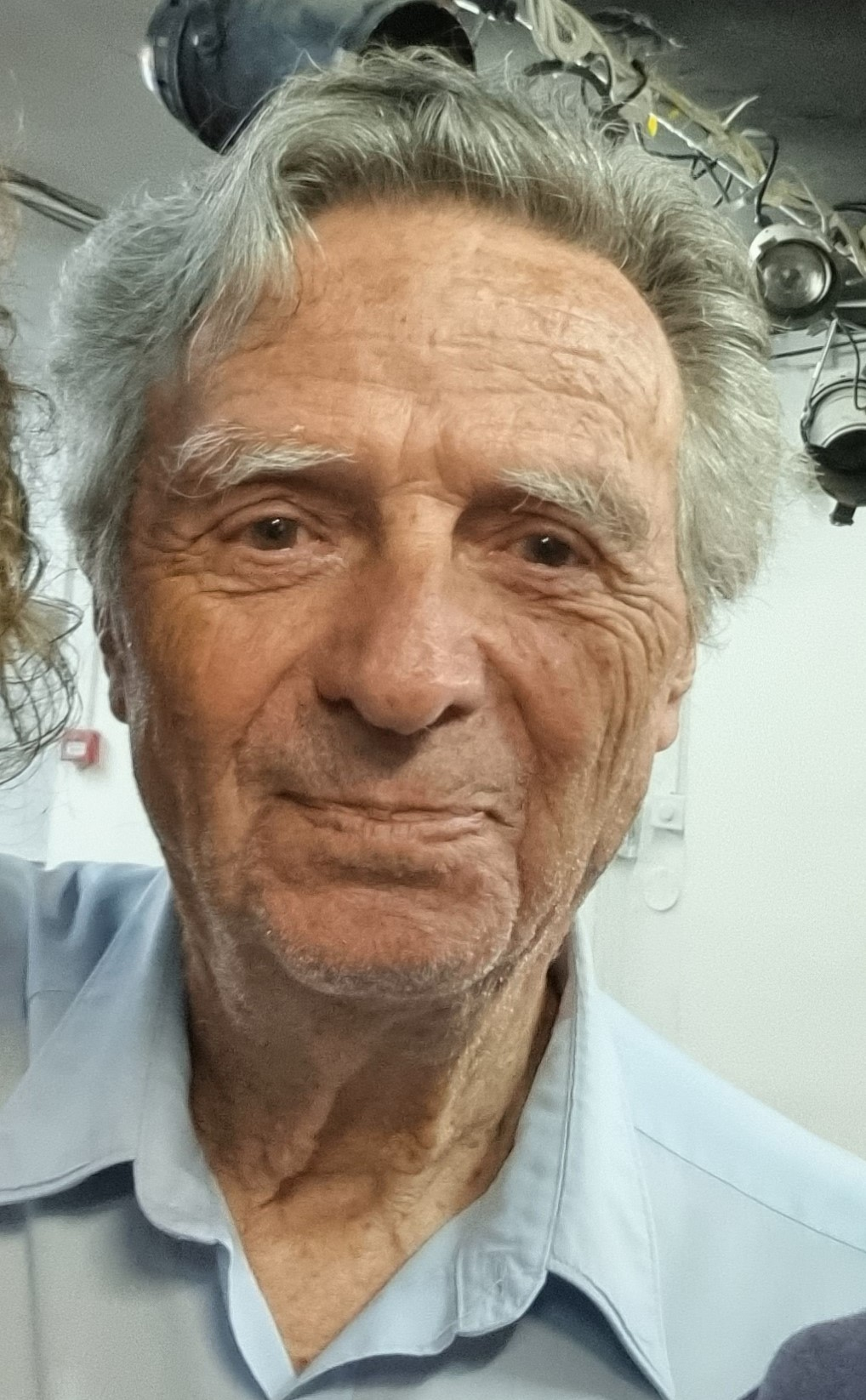
Джозеф Агасси

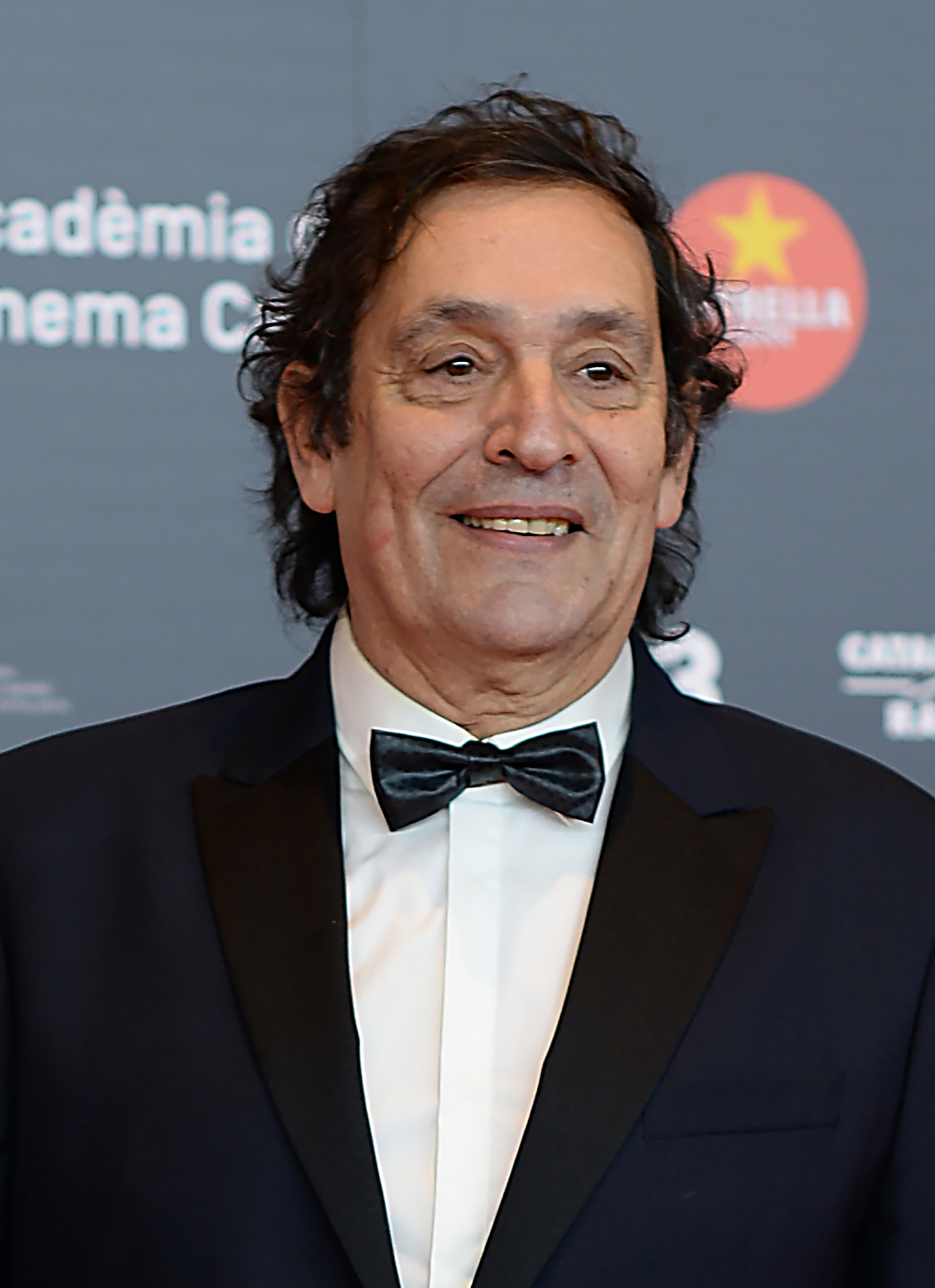
Агусти Вильяронга

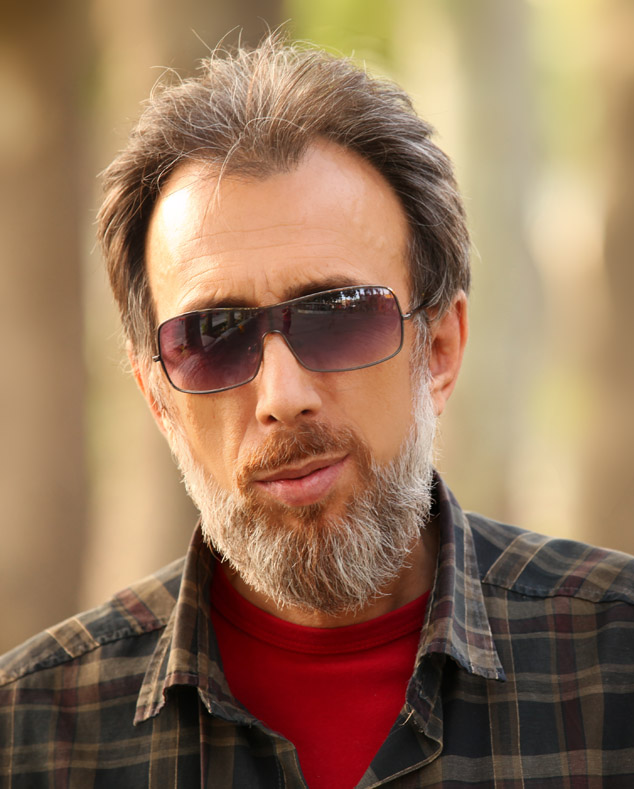
Хусейн Шахаби

- Агасси, Джозеф (95) — израильский философ и логик[135].
- Блэквуд, Изли[англ.] (89) — американский пианист и композитор[136].
- Вильяронга, Агусти (69) — испанский режиссёр, сценарист и клипмейкер[137].
- Георгиевская, Валентина Серафимовна (95) — советский звукооператор, заслуженный работник культуры РСФСР (1987)[138].
- Герджиков, Павел (84) — болгарский оперный певец (бас-баритон)[139].
- Конума, Масару (85) — японский кинорежиссёр[140].
- Ксантопулос, Никос (88) — греческий актёр и певец[141].
- Михайлов, Вадим Васильевич (91) — советский кинорежиссёр, сценарист и писатель[142].
- Плиева, Жанна Васильевна (74) — советский и российский композитор, лауреат Государственной премии Российской Федерации[143].
- Тихон (Фицджеральд) (90) — епископ Православной Церкви в Америке на покое, епископ Сан-Францисский и Западно-Американский (1987—2006)[144].
- Шахаби, Хусейн (55) — иранский режиссёр, сценарист, продюсер и композитор[145].

## 21 января

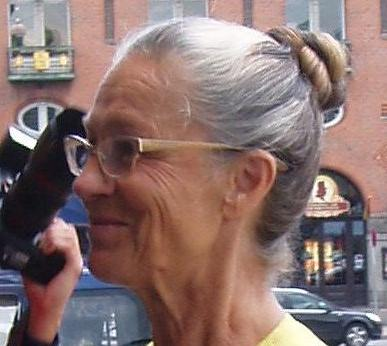
Ритт Бьеррегор

- Андреу, Эррикос[греч.] (84) — греческий кинорежиссёр[146].
- Балакирев, Николай Валерьевич (72) — советский и украинский политический деятель, исполнявший обязанности городского головы города Николаев (2000)[147].
- Бьеррегор, Ритт (81) — датский политик, мэр Копенгагена (2006—2009)[148].
- Грин, Бернард (57) — американский музыкант[149].
- Кетабахле, Вуёкази[англ.] (49) — южноафриканская политическая деятельница, депутат парламента ЮАР[150].
- Куличек, Иржи (88) — чехословацкий хоккейный вратарь, игрок национальной сборной, бронзовый призёр чемпионатов мира (1957, 1959)[151].
- Матвеев, Владимир Николаевич (76) — лётчик-испытатель ОКБ имени А. Н. Туполева, Герой Российской Федерации (1996)[152].
- На Чхоль[кор.] (36) — южнокорейский актёр[153].
- Плюра, Марек (52) — польский политик, депутат Европейского парламента (2014—2019)[154].
- Ровередо, Пино[итал.] (68) — итальянский писатель[155].
- Хельмут, Валентина (94) — советский и латвийский скульптор[156].
- Хюльдгор, Суси[дат.] (59) — датская джазовая певица, пианистка и композитор[157].
- Царенко, Пётр Михайлович (66)  — украинский альголог, доктор биологических наук (1996), профессор, член-корреспондент НАН Украины (2018)[158].

## 20 января

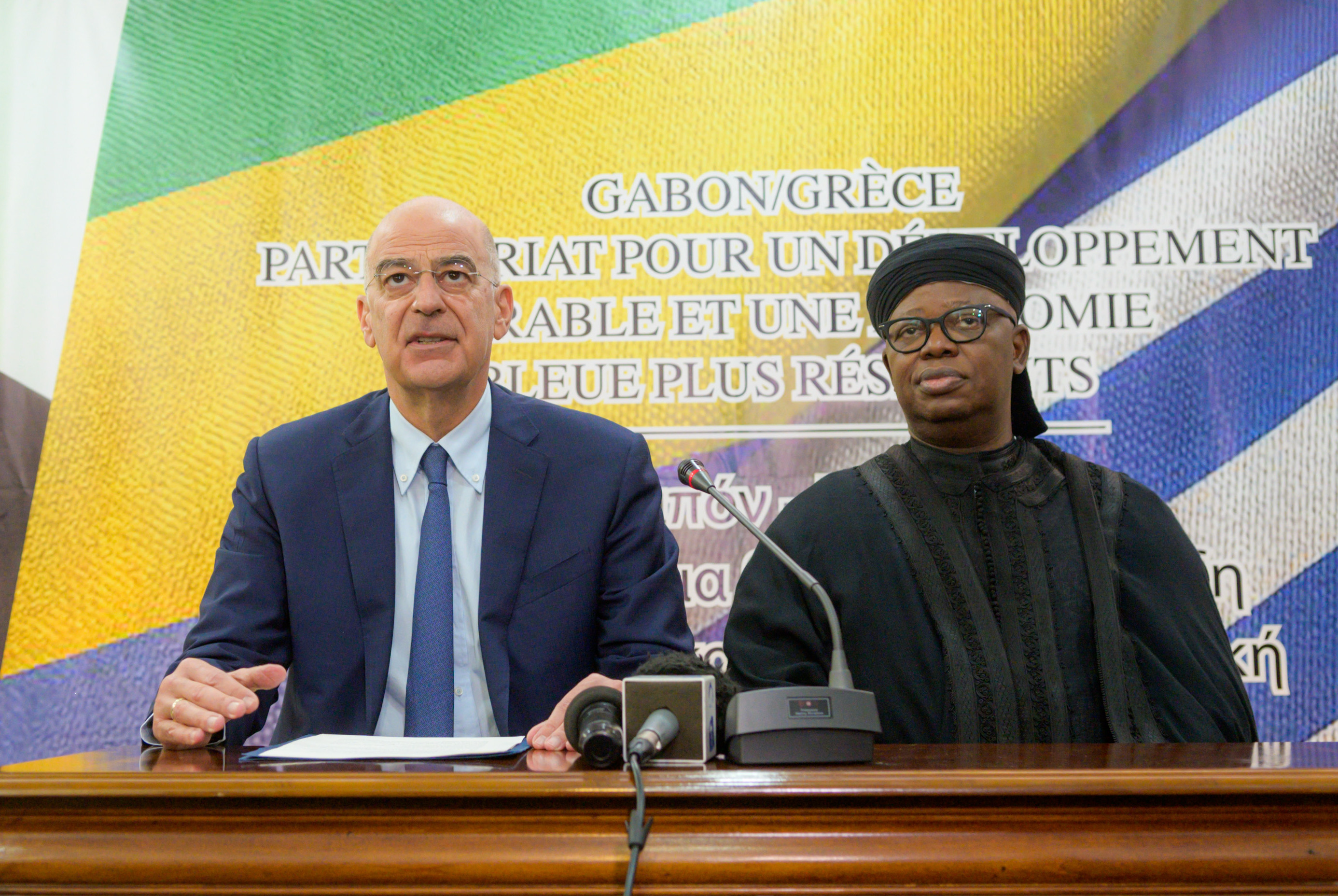
Микаэль Адамо

- Адамо, Микаэль Муса (62) — габонский политический деятель, министр иностранных дел (с 2022)[159].
- Альбо, Хавьер[исп.] (88) — испанский лингвист и антрополог, кавалер ордена Кондора Анд[160].
- Гукинт, Жюльен[нидерл.] (93) — бельгийский политик, мэр Остенде (1980—1997)[161].
- Канович, Григорий (93) — русский и литовский писатель, переводчик, драматург, поэт, сценарист[162].
- Лещенко, Андрей Фёдорович (77) — советский и российский театральный актёр, народный артист Российской Федерации (2002)[163].
- Литч, Крис[англ.] (69) — новозеландский политик[164].
- Нано Риантиарно[индон.] (73) — индонезийский драматург[165].
- Петров, Олег Владимирович[укр.] (62) — украинский политик, депутат Верховной рады (1998—2006)[166].
- Сафиев, Хайдар Сафиевич (72) — таджикистанский учёный-физикохимик, академик АН РТ (2014)[167].
- Чивеше, Стелла (76) — зимбабвийская певица и исполнительница на калимбе[168].

## 19 января

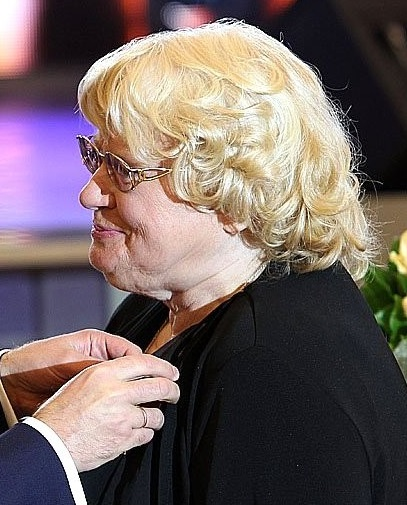
Бэлла Куркова

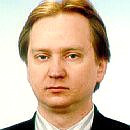
Андрей Попов

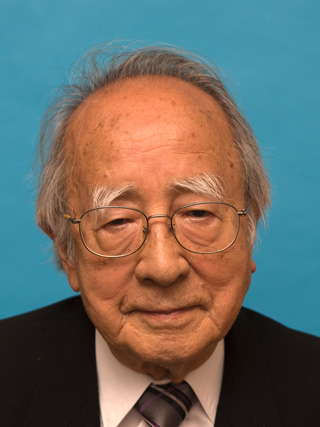
Сэйя Уеда

- Бейер, Жиль[фр.] (66) — французский фигурист и тренер по фигурному катанию[169].
- Брэдбери, Джим[англ.] (85) — британский историк, специалист по военной истории Средневековья (о смерти объявлено в этот день)[170].
- Вотинцева, Вера Владимировна (56) — советский и российский автор-исполнитель[171].
- Заттлер, Норберт[нем.] (71) — австрийский каноист, чемпион мира (1971, 1973), серебряный призёр летних Олимпийских игр в Мюнхене (1972)[172].
- Куркова, Бэлла Алексеевна (87) — советская и российская телевизионная журналистка, заслуженный работник культуры РСФСР (1985)[173].
- Менглет, Майя Георгиевна (87) — советская и российская актриса театра и кино, заслуженная артистка РСФСР (1984)[174].
- Напьер, Алекс (75) — британский барабанщик (Uriah Heep)[175].
- Меч, Имре (89) — венгерский политический деятель, депутат парламента Венгрии[176].
- Нилмони Пхукан (младший) (89) — ассамский и индийский поэт, писатель, переводчик, искусствовед, педагог, доктор наук, академик[177].
- Попов, Андрей Анатольевич (59) — российский политический деятель, депутат Государственной думы I созыва[178].
- Тихомиров, Александр Константинович (76) — советский фигурист и педагог, мастер спорта СССР, доктор педагогических наук, профессор[179].
- Уеда, Сэйя (93) — японский геолог и геофизик, специалист по геотектонике, профессор геофизики в университете Токио, иностранный член Национальной академии наук США (1976), иностранный член Российской академии наук (1994), член Японской императорской академии наук (1996)[180].
- Щербина, Владимир Александрович (87) — советский и украинский учёный в области математической физики и вычислительной математики; государственный деятель, депутат Верховного Совета Украинской ССР и Верховной Рады Украины (1990—1994)[181].

## 18 января

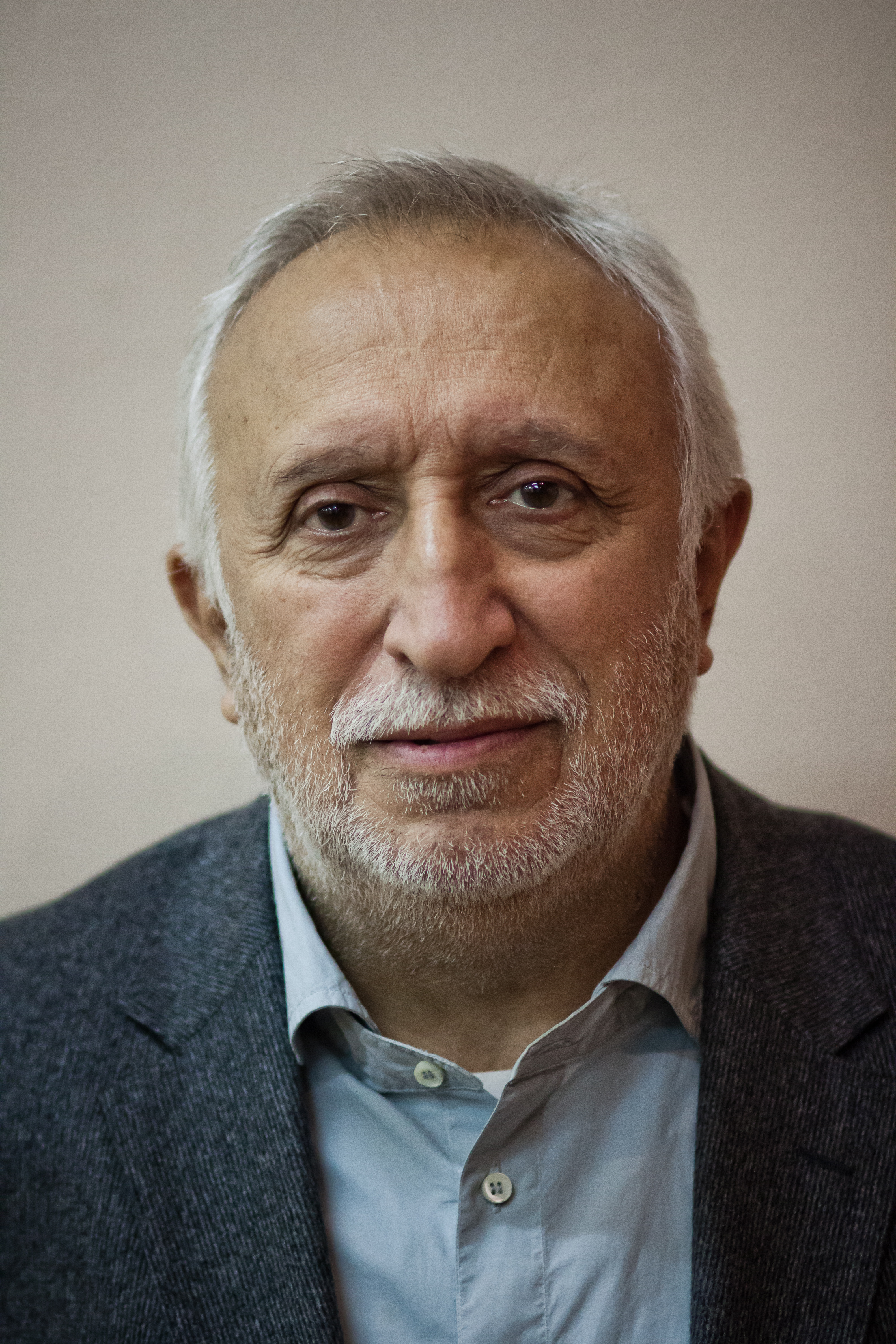
Николай Досталь

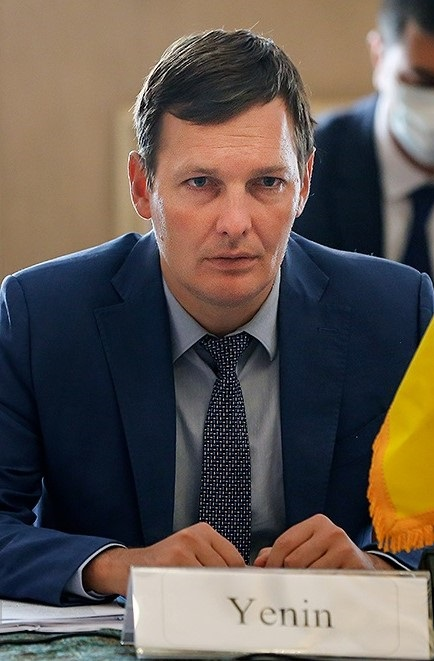
Евгений Енин

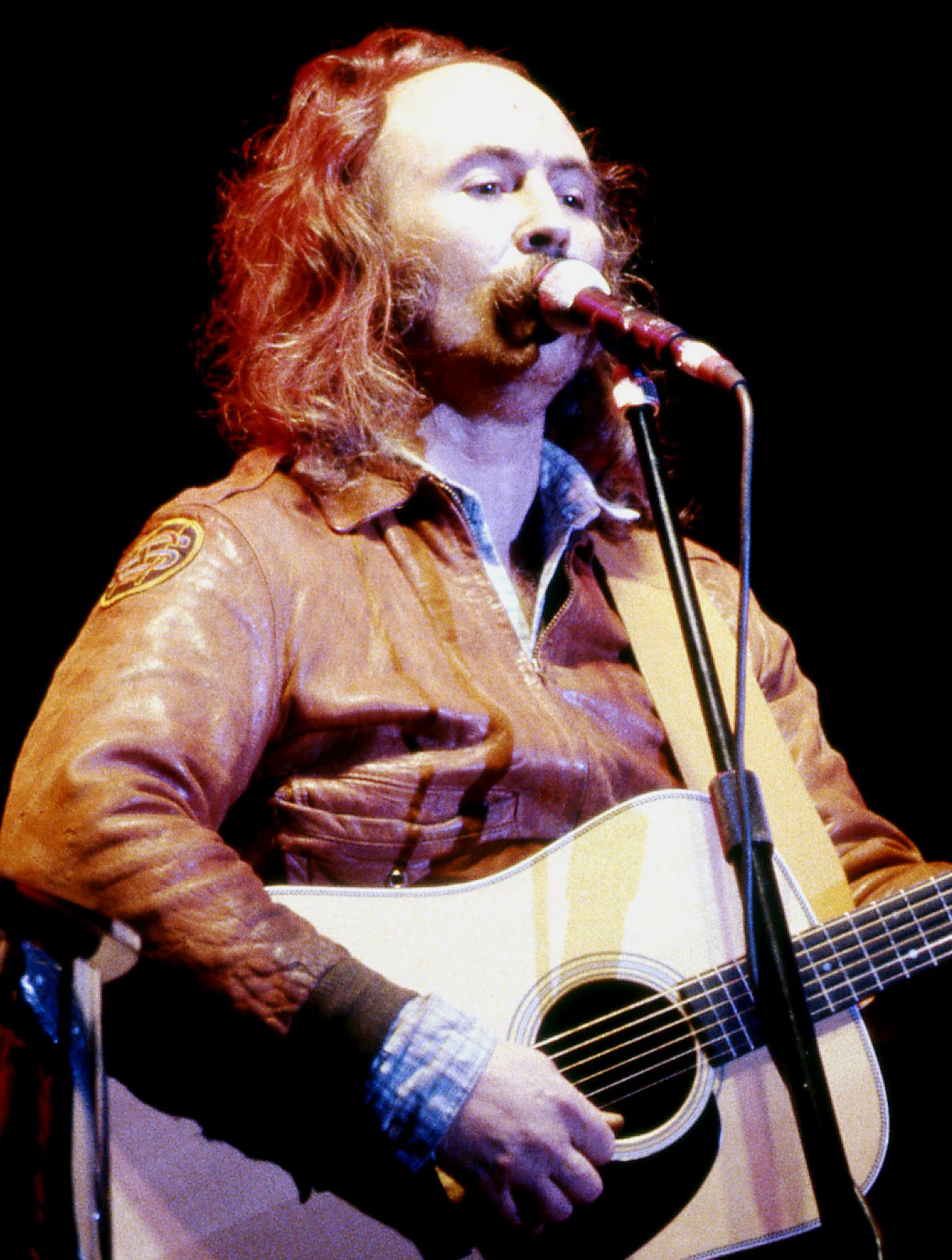
Дэвид Кросби

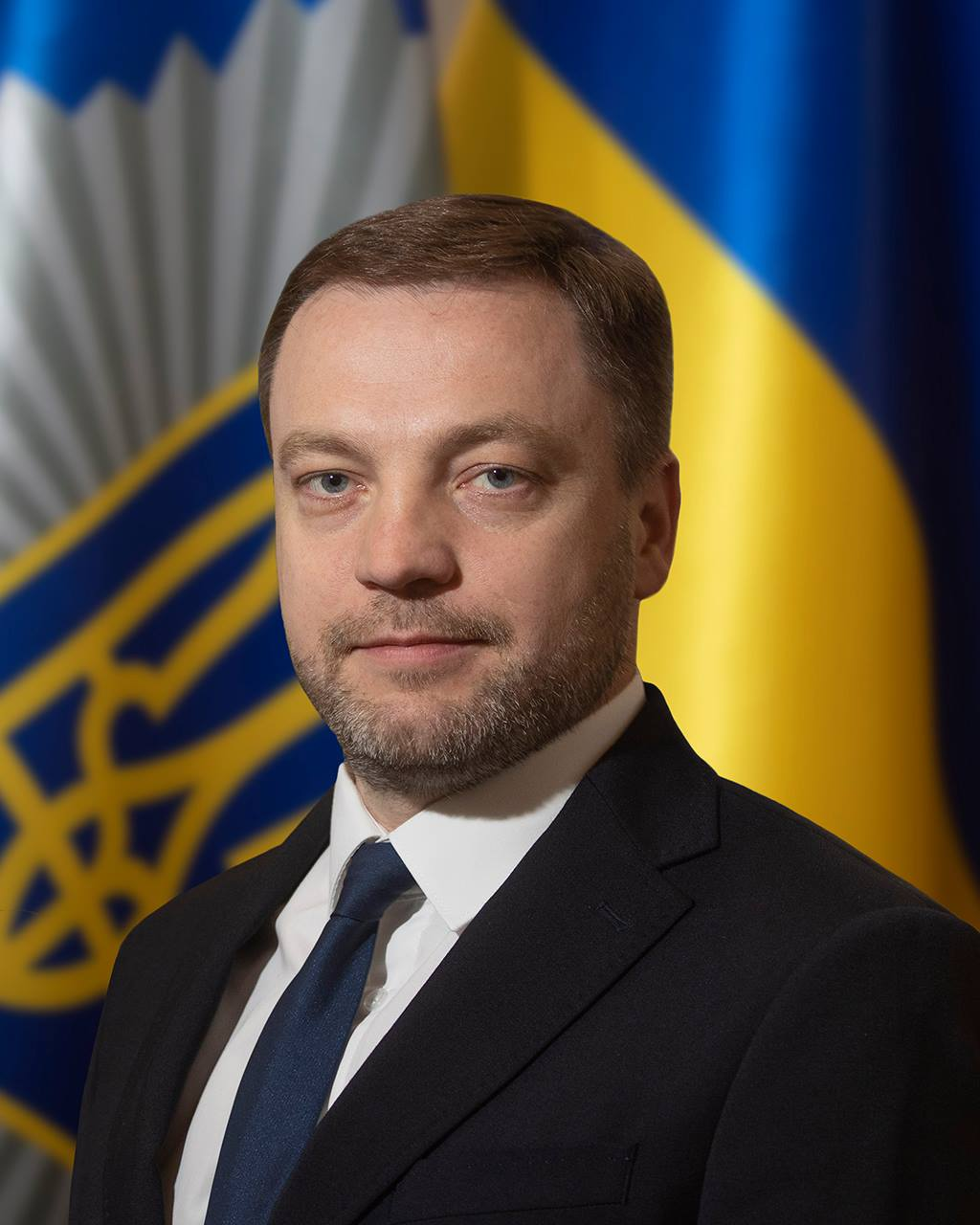
Денис Монастырский

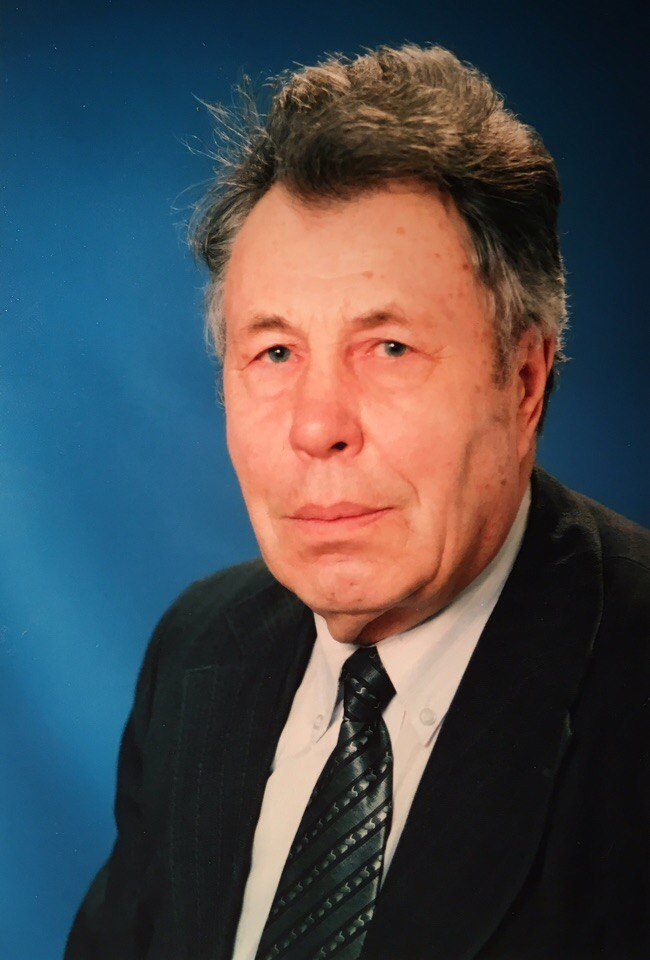
Николай Полянцев

- Венециани, Чезаре (89) — итальянский политический деятель, мэр Бергамо (1999—2004)[182].
- Джуф, Бадара — гамбийский государственный и политический деятель, вице-президент с 2022 года, министр высшего образования, исследований, науки и технологий (2017—2022)[183].
- Досталь, Николай Николаевич (76) — советский и российский кинорежиссёр, сценарист и актёр, народный артист Российской Федерации (2008)[184].
- Енин, Евгений Владимирович (42) — украинский государственный и политический деятель, дипломат, заместитель министра иностранных дел (2020—2021), первый заместитель министра внутренних дел (с 2021); авиакатастрофа[185].
- Зарипов, Хаким Каримович (98) — советский и узбекский актёр цирка, народный артист СССР (1980)[186].
- Зиболис, Марюс[лит.] (48) — литовский паралимпиец, двукратный серебряный призёр Паралимпийских игр (2000, 2008)[187].
- Кайседо, Хенри (71) — колумбийский футболист, игрок национальной сборной[188].
- Кросби, Дэвид (81) — американский гитарист, певец и автор песен[189].
- Куссенс, Герман[англ.] (79) — бельгийский актёр[190].
- Лубкович, Юрий Олегович[укр.] (33) — украинский государственный деятель, государственный секретарь МВД (с 2021); авиакатастрофа[191].
- Максутов, Валиулла Сафиуллович (68) — российский политический деятель, спикер Сахалинской областной думы первого созыва[192].
- Монастырский, Денис Анатольевич (42) — украинский государственный и политический деятель, министр внутренних дел (с 2021); авиакатастрофа[185].
- Полянцев, Николай Иванович (93) — советский и российский учёный-ветеринар[193].
- Симчич, Мирослав Васильевич (100) — деятель украинского националистического движения, сотник УПА, Герой Украины (2022)[194].

## 17 января

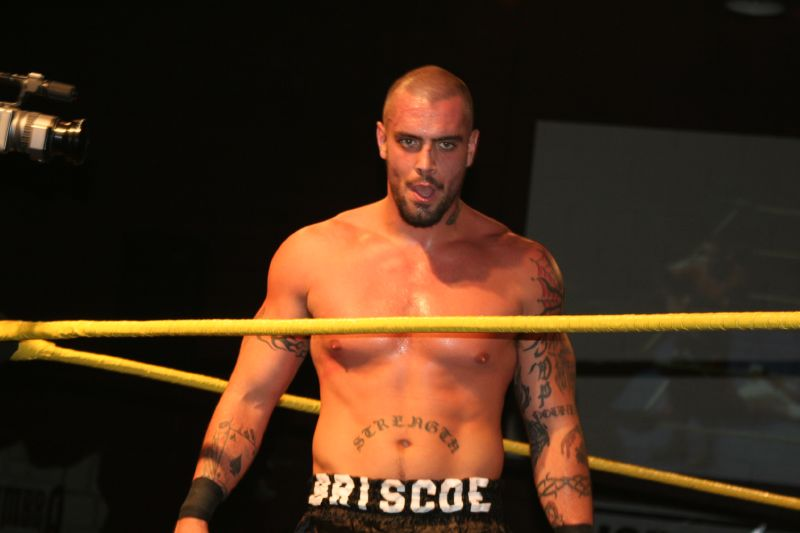
Джей Бриско

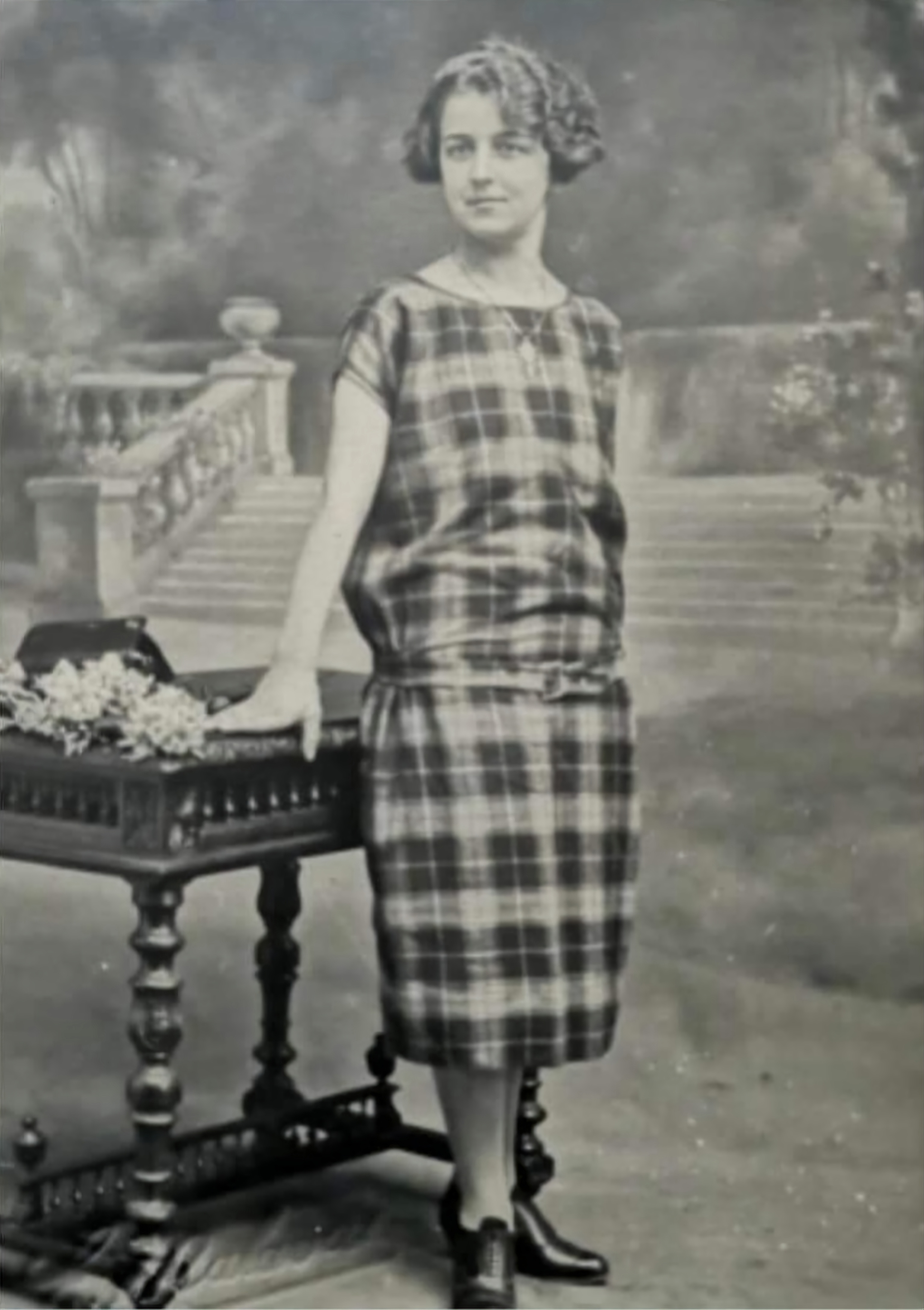
Люсиль Рандон

- Бриско, Джей (38) — американский рестлер, 15-кратный чемпион мира ROH в командном и личном зачёте; ДТП[195].
- Бушманов, Василий Борисович (90) — советский передовик производства, Герой Социалистического Труда (1965)[196].
- Варга, Ференц[венг.] (97) — венгерский байдарочник, бронзовый призёр летних Олимпийских игр (1952)[197].
- Гайер, Рене[англ.] (69) — австралийская певица[198].
- Джуф, Бадара (65) — гамбийский политик, вице-президент (с 2022)[199].
- Доиджашвили, Манана (75) — советская и грузинская пианистка, профессор Тбилисской государственной консерватории, народная артистка Грузии[200].
- Дубинский, Леон (81) — канадский театральный режиссёр, актёр и композитор[201].
- Корбан, Теодор[рум.] (65) — румынский киноактёр[202].
- Макаров, Александр Дмитриевич (39) — российский военнослужащий, подполковник ВДВ, участник российско-украинской войны, Герой Российской Федерации (посмертно); погиб в бою[203].
- Насруллаев, Намик (77) — советский и азербайджанский учёный и государственный деятель, председатель Счётной Палаты Азербайджана (2001—2007), министр экономики (1996—2001)[204].
- Рандон, Люсиль (118) — французская супердолгожительница, старейший живущий человек Земли (с 2022 года)[205].
- Тереба, Станислав[чеш.] (85) — чехословацкий и чешский фотожурналист, лауреат World Press Photo of the Year (1959)[206].
- Форд, Крис[англ.] (74) — американский баскетболист[207].

## 16 января

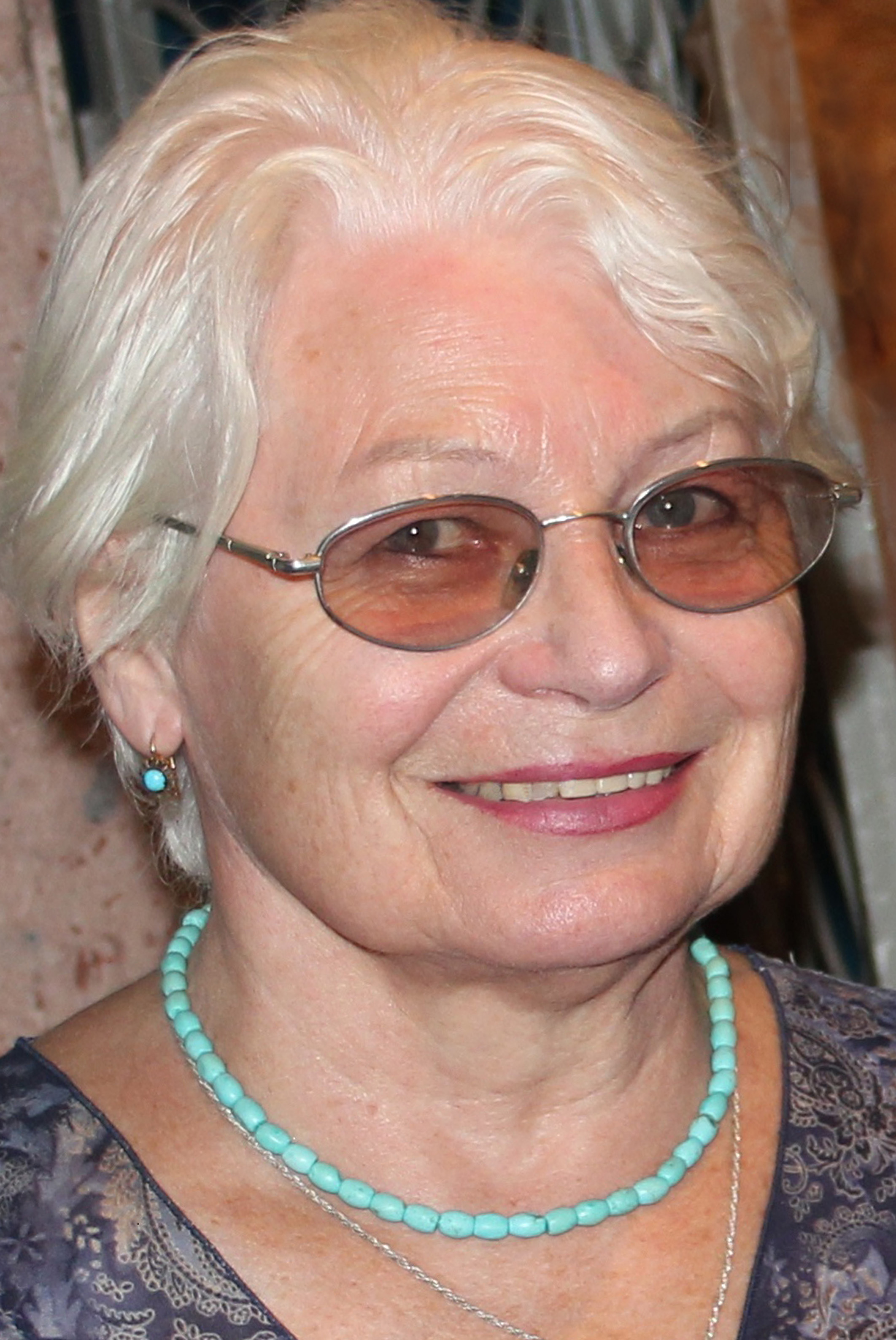
Инна Быченкова

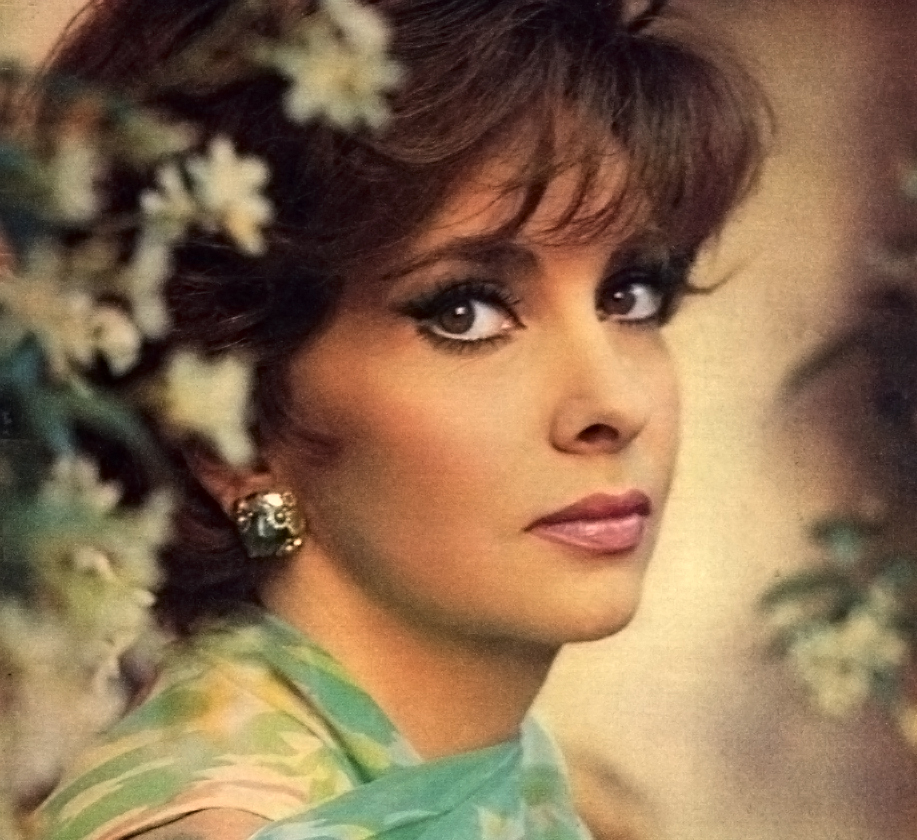
Джина Лоллобриджида

- Африди, Латиф[англ.] (79) — пакистанский юрист и политик, депутат Национальной ассамблеи Пакистана (1997—1999); убит[208].
- Ачесон, Кэрри[англ.] (88) — ирландская политическая деятельница, депутат парламента Ирландии (1981—1982)[209].
- Бикурт, Джон[англ.] (77) — британский стайер, участник Летних Олимпийских игр 1972 и 1976 годов[210].
- Буланже, Муссе (96) — швейцарская писательница и журналистка[211].
- Быченкова, Инна Валентиновна (81) — советский и украинский художник, художник театра и кино, заслуженный художник Украины (2003)[212].
- Житников, Юрий Валерьевич (61) — советский и российский гандболист, обладатель Кубка европейских чемпионов (1988)[213].
- Копнин, Борис Павлович (73) — советский и российский онколог, доктор биологических наук, профессор, директор Института канцерогенеза им. Н. Н. Блохина[214].
- Лоллобриджида, Джина (95) — итальянская актриса[215].
- Молан, Джим[англ.] (72) — австралийский политик, сенатор (2017—2019, с 2019)[216].
- Нордберг, Матс[швед.] (64) — шведский политик, депутат Риксдага (с 2018)[217].
- Равенел, Артур[англ.] (95) — американский политик, член Палаты представителей США (1987—1995)[218].
- Русалов, Владимир Михайлович (83) — советский и российский психолог и антрополог, первым развивший активностно-специфическую модель темперамента[219].
- Хансен, Бьярне (93) — норвежский футболист, игрок национальной сборной[220].
- Чесюнас, Владас Адольфович (82) — советский гребец на каноэ, чемпион летних Олимпийских игр (1972), четырёхкратный чемпион мира[221].
- Эль-Эссави, Мансур (85) — египетский политический деятель, министр внутренних дел Египта[222].
- Эрнандес, Луиса Хосефина[исп.] (94) — мексиканская писательница и драматург[223].
- Церахто, Дмитрий Валерьевич (25) — украинский военнослужащий, младший сержант, участник российско-украинской войны, Герой Украины (2023, посмертно); погиб в бою.

## 15 января

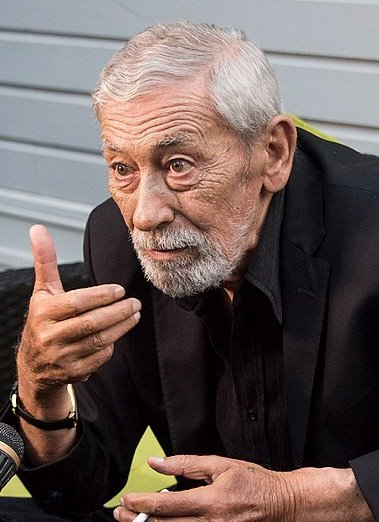
Вахтанг Кикабидзе

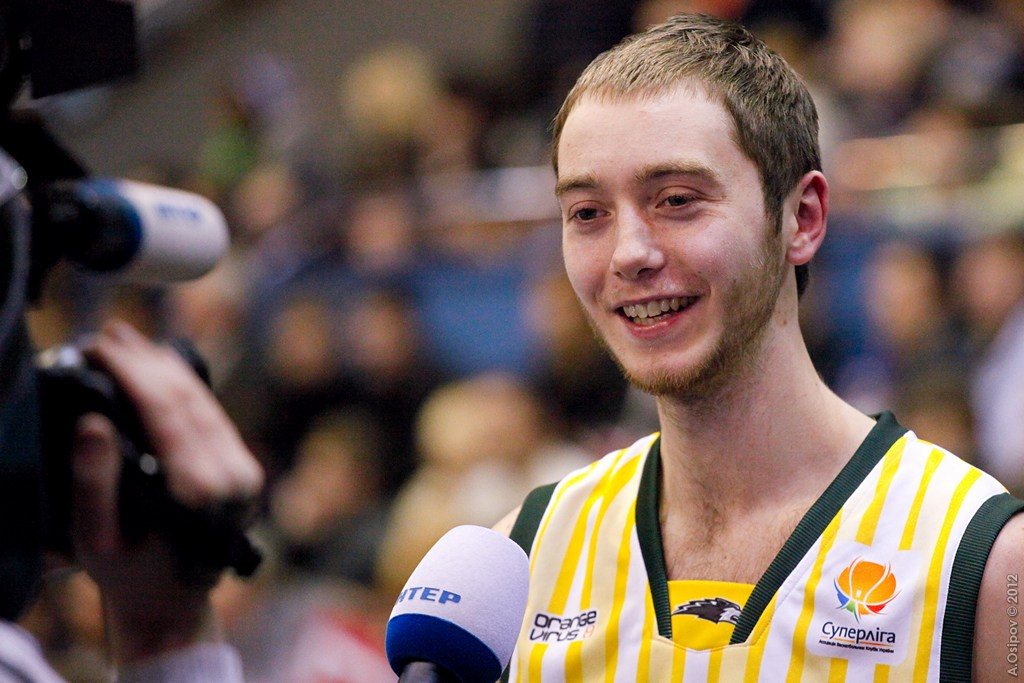
Руслан Отверченко

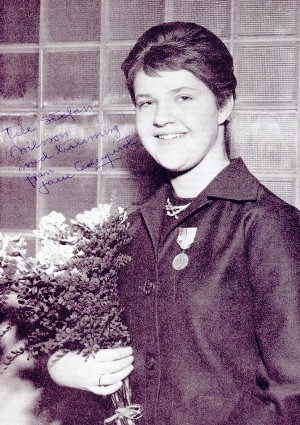
Яне Седерквист

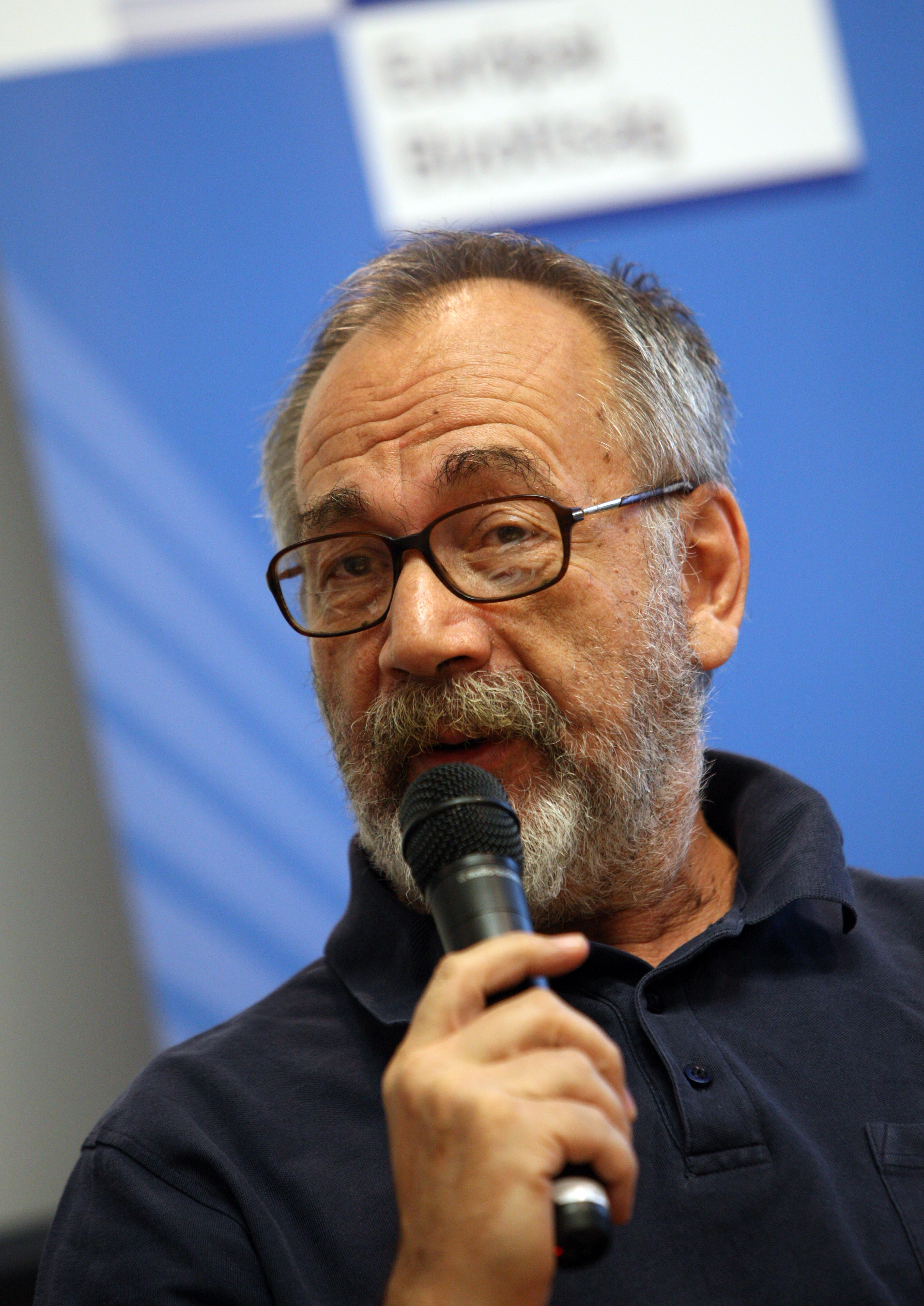
Гашпар Тамаш

- Ан-Нафиса, Шайе (60) — саудовский футболист, игрок национальной сборной[224].
- Ахтырский, Иван Геннадьевич (34) — российский военнослужащий, гвардии младший сержант, участник российско-украинской войны, Герой Российской Федерации (2023, посмертно); погиб в бою   [225].
- Барбиер, Леонид Файфелевич (85) — советский пловец, двукратный чемпион Европы, чемпион и рекордсмен СССР[226].
- Бонев, Янко (77) — болгарский скульптор и спортсмен по гребле, участник Летних Олимпийских игр 1968 года[227].
- Вардашева, Ольга Олеговна (76) — советская и российская актриса и певица, заслуженная артистка РСФСР (1980)[228].
- Кикабидзе, Вахтанг Константинович (84) — советский и грузинский певец, киноактёр, кинорежиссёр, народный артист Грузинской ССР (1980), заслуженный артист Украины (2013)[229].
- Куич, Гордана (80) — сербская писательница[230].
- Моррисетт, Ллойд (93) — американский психолог и телевизионный продюсер, один из создателей программы «Улица Сезам»[231].
- Набизада, Мурсал (29/30) — афганская политическая деятельница, депутат Национальной ассамблеи Афганистана; убита[232].
- Оджик, Джино (52) — канадский хоккеист[233].
- Отверченко, Руслан Юрьевич (33) — украинский баскетболист, чемпион Украины (2017), участник Евробаскета (2017)[234].
- Седерквист, Яне (77) — шведская пловчиха, серебряный призёр Летних Олимпийских игр 1960 года[235].
- Тамаш, Гашпар Миклош (74) — венгерский общественный и политический деятель[236].
- Небось, Игорь Евгеньевич (37) — украинский военнослужащий, капитан, участник российско-украинской войны, Герой Украины (2023, посмертно); погиб в бою.
- Колесник, Никита Станиславович (23) — украинский военнослужащий, солдат, участник российско-украинской войны, Герой Украины (2023, посмертно); погиб в бою.

## 14 января

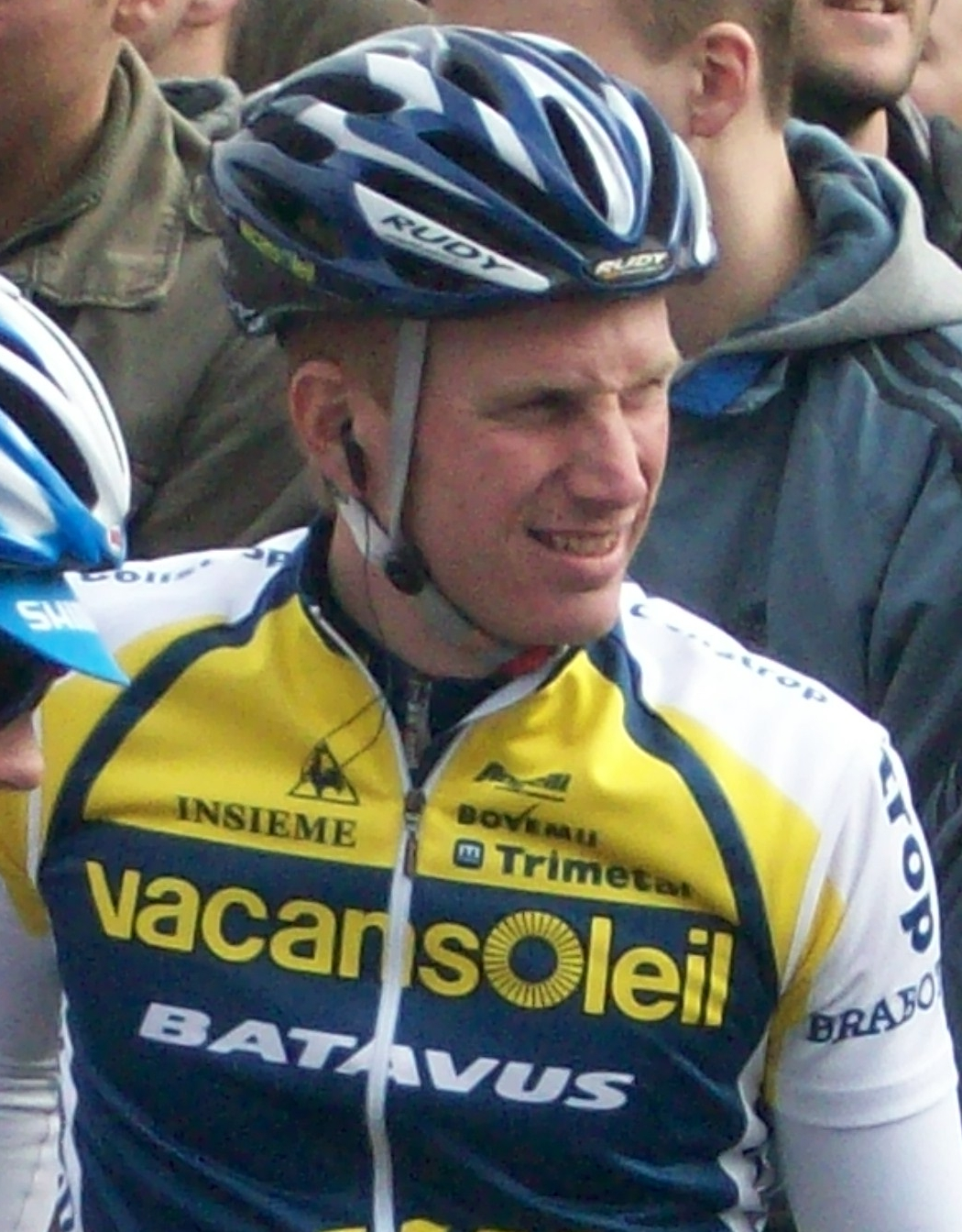
Лиуве Вестра

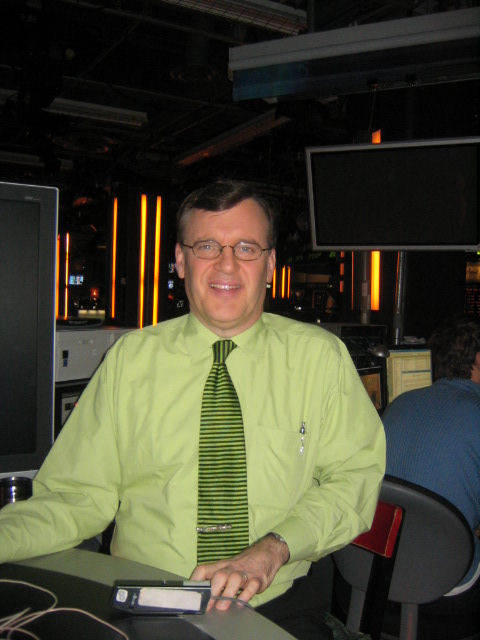
Дэвид Онли

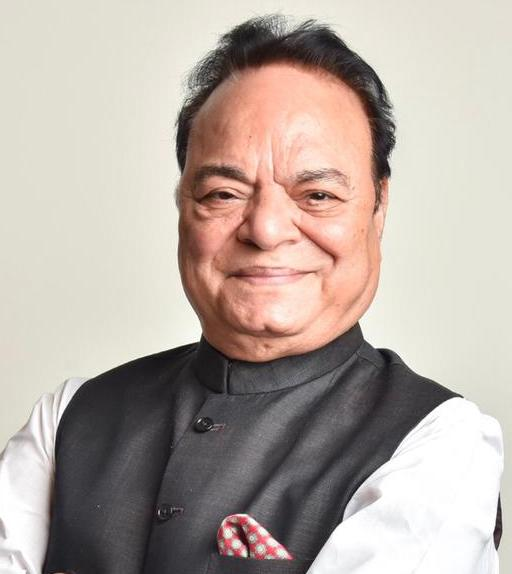
Сантох Сингх Чаудхари

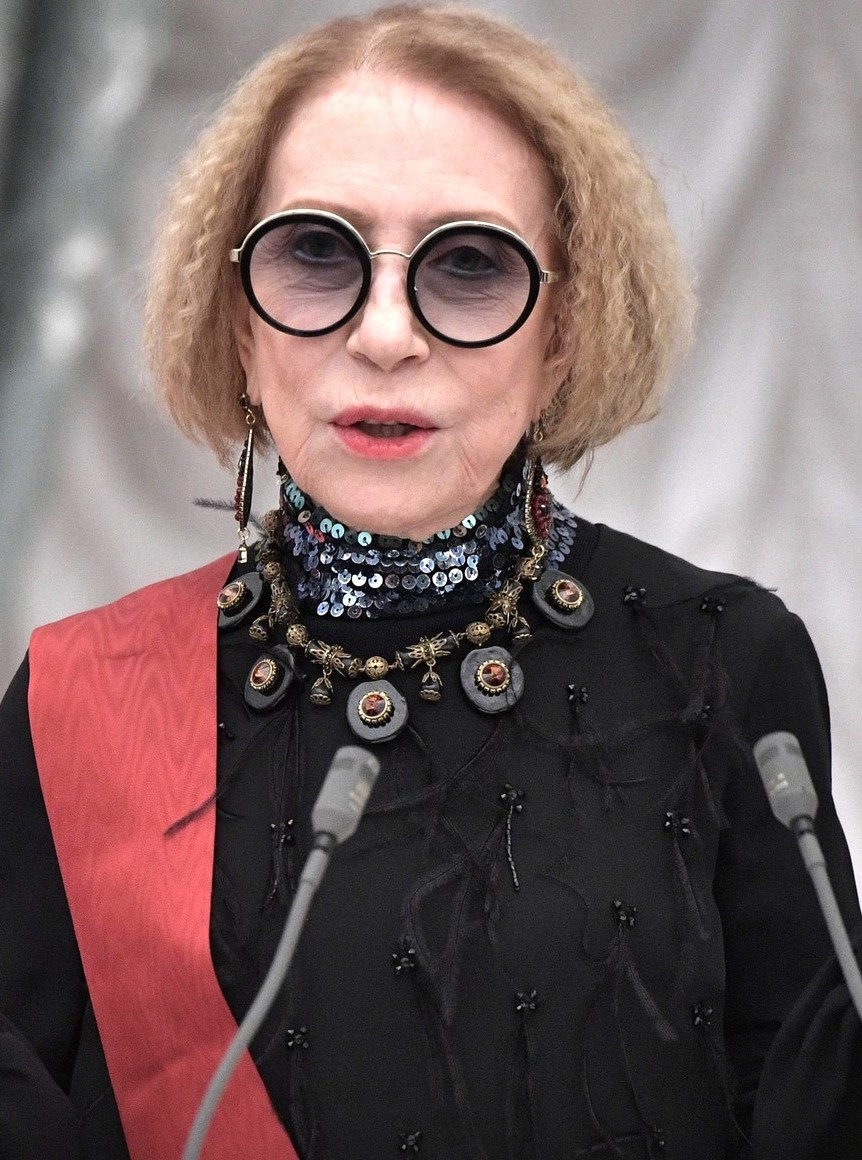
Инна Чурикова

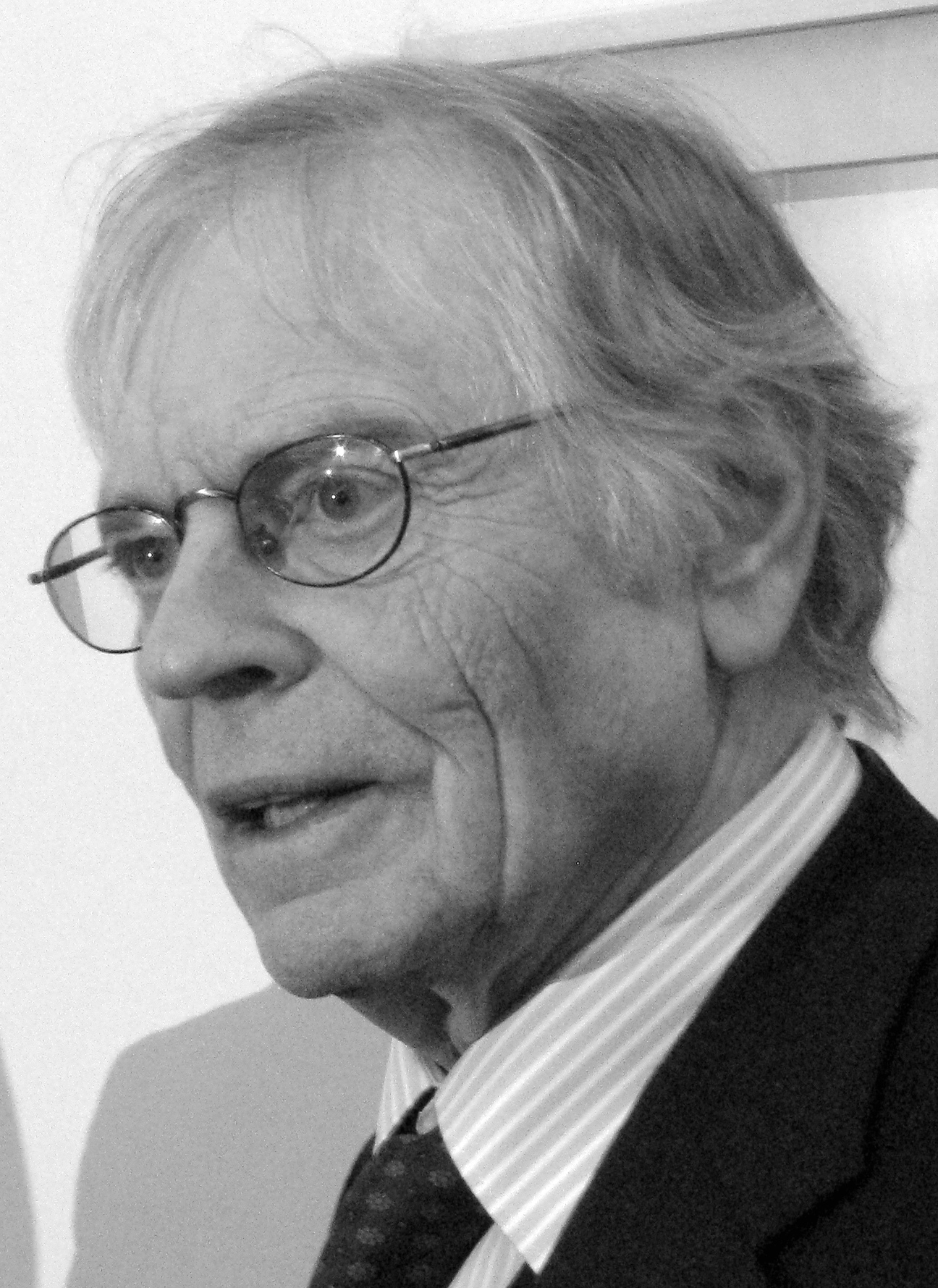
Герман Шлёгль

- Акбари, Алиреза (61) — иранский политик, осуждён за шпионаж; казнён[237].
- Блайт, Рональд (100) — британский писатель и журналист, лауреат медали Бенсона[англ.] Королевского литературного общества за жизненные достижения (2006)[238].
- Вестра, Лиуве (40) — нидерландский профессиональный шоссейный велогонщик. Чемпион Нидерландов 2012 и 2013 годов в индивидуальной гонке[239].
- Вичев, Димитр (71) — болгарский футболист, вратарь национальной и олимпийской сборной[240].
- Делемотт, Бернар (83) — ветеран подводного плавания, соратник Жака-Ив Кусто[241].
- Мукаррам Джах (89) — титулярный низам Хайдарабада (с 1967)[242].
- Онли, Дэвид (72) — канадский тележурналист и государственный деятель, лейтенант-губернатор Онтарио (2007—2014)[243].
- Сафин, Алмаз Минигалеевич (37) — российский военнослужащий, старшина, разведчик-оператор десантно-штурмового полка, участник российско-украинской войны, Герой Российской Федерации (2023, посмертно); погиб в бою[244].
- Торосян, Азат Никогосович (81) — советский и белорусский скульптор и график[245].
- Хан, Карл[нем.] (96) — немецкий бизнесмен, председатель правления концерна «Фольксваген» (1982—1993)[246].
- Харалампиев, Георгий (80) — болгарский футболист, игрок национальной сборной[247].
- Цянь Итай (82) — китайский химик, член Китайской академии наук (1997)[248].
- Чаудхари, Сантох Сингх (76) — индийский политик, депутат Лок сабхи (с 2014)[249].
- Чурикова, Инна Михайловна (79) — советская и российская актриса театра и кино, народная артистка СССР (1991), полный кавалер ордена «За заслуги перед Отечеством»[250].
- Шлёгль, Герман (90) — немецкий актёр и египтолог[251].
- Якобсон, Анатолий Яковлевич (75) — советский и российский географ, доктор географических наук, профессор Иркутского государственного университета путей сообщения[252].

## 13 января

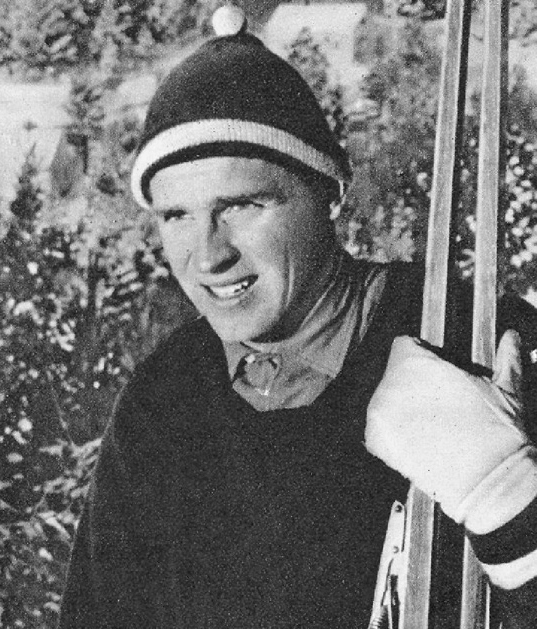
Клас Лестандер

- Виллер, Клаудиу (82) — бразильский поэт и переводчик[253].
- Демин, Альберт Андреевич (88) — заслуженный тренер РСФСР (1976) и СССР (1984) по конькобежному спорту[254].
- Исказиев, Орынгазы Исказиевич (88) — советский и казахстанский геолог, первооткрыватель нескольких нефтяных месторождений, лауреат Государственной премии Республики Казахстан (1994)[255].
- Каракчиев, Анатолий Алексеевич (71) — советский и российский государственный, партийный и муниципальный деятель, председатель горисполкома Сыктывкара (1990—1991)[256],.
- Курэй, Реджинальд[англ.] (75) — шриланкийский политик и государственный деятель, премьер-министр Западной провинции (2000—2009), губернатор Северной провинции (2016—2018)[257].
- Лестандер, Клас (91) — шведский биатлонист, чемпион Зимних Олимпийских игр 1960 года[258].
- Миккельсен, Лайла (82) — норвежский кинорежиссёр и кинопродюсер[259].
- Прядеин, Василий Александрович (75) — советский и российский тренер по дзюдо, заслуженный тренер РСФСР (1984)[260].
- Сиддикова, Энахон Абдурахимовна (68) — узбекская поэтесса и политическая деятельница, сенатор Олий Мажилиса Узбекистана (с 2015), народная поэтесса Узбекистана[261].
- Солун-оол, Люндуп Иргитович (81) — советский и российский актёр театра, певец, Народный артист Российской Федерации (2005), Народный артист Республики Тыва (2001)[262].
- Сухов, Василий Владимирович (73) — советский, российский художник, заслуженный художник Российской Федерации[263].
- Сэндс, Джулиан (65) — британский актёр; несчастный случай[264].

## 12 января

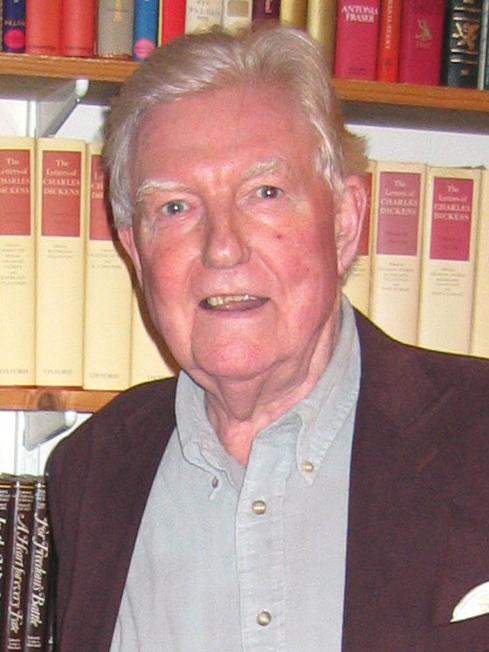
Пол Джонсон

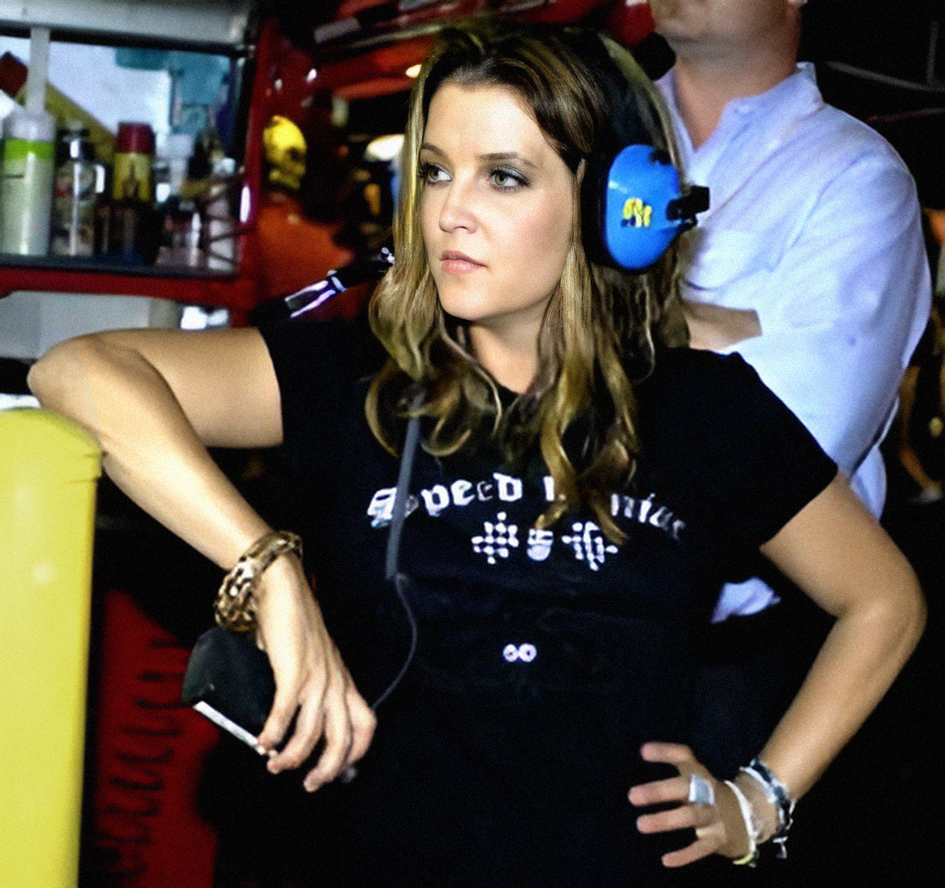
Лиза Мари Пресли

- Аршинов, Михаил Александрович (66) — советский и российский спортсмен и тренер по борьбе (дзюдо, самбо, сумо), заслуженный тренер РСФСР (1989)[265].
- Гаратти, Витторио (95) — итальянский и латиноамериканский архитектор[266].
- Джинвала, Френе (90) — южноафриканская политическая деятельница, спикер Национального собрания (1994—2004), ректор университета Квазулу-Натал (2005—2007)[267].
- Джонсон, Пол (94) — британский историк и журналист[268].
- Константинова, Элка (90) — болгарский филолог, писательница и политическая деятельница, министр культуры Болгарии (1991—1992)[269].
- Кутзее, Джерри (67) — южноафриканский боксёр-профессионал, чемпион мира в тяжёлом весе (1983—1984)[270].
- Лутаева, Валентина Ивановна (66) — советская гандболистка, олимпийская чемпионка (1980)[271].
- Мамилов, Суламбек Ахметович (84) — советский и российский киноактёр и кинорежиссёр[272].
- Маркосян, Вреж Варанцовович (72) — армянский политик, депутат Национального Собрания (2012—2017)[273].
- Пресли, Лиза Мари (54) — американская певица, дочь Элвиса Пресли[274].
- Садовская, Наталья Михайловна (94) — советская артистка балета, театральный деятель, балетовед, заслуженный деятель искусств Российской Федерации[275].
- Салямова, Лейла Руслановна (23) — российский хайдайвер, чемпионка России (2021); ДТП[276].
- Трегер, Чарлз (87) — американский скрипач и преподаватель, победитель международного конкурса скрипачей имени Венявского (1962)[277].
- Долбилов, Сергей Алексеевич (57) — режиссёр, сценарист и продюсер неигрового кино, телевизионный ведущий, режиссёр-постановщик и продюсер спортивных трансляций[278].
- Хоссейн, Делвар[англ.] (67) — бангладешский политик, депутат Национальной ассамблеи (2001—2006)[279].
- Ядав, Шарад[англ.] (75) — индийский политик, депутат парламента (1974—1980, 1986—2017)[280].

## 11 января

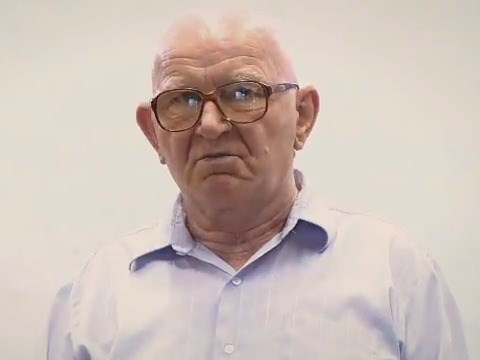
Ян Людвичак

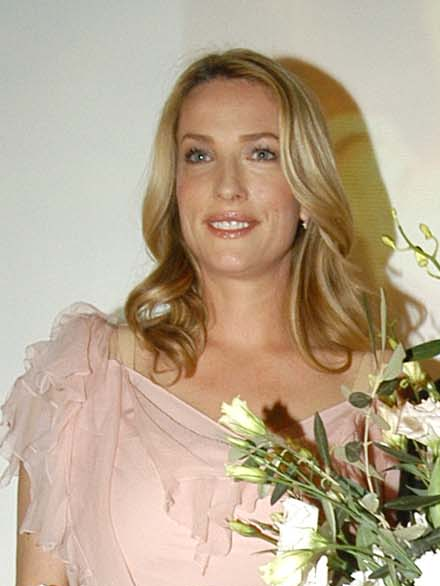
Татьяна Патитц

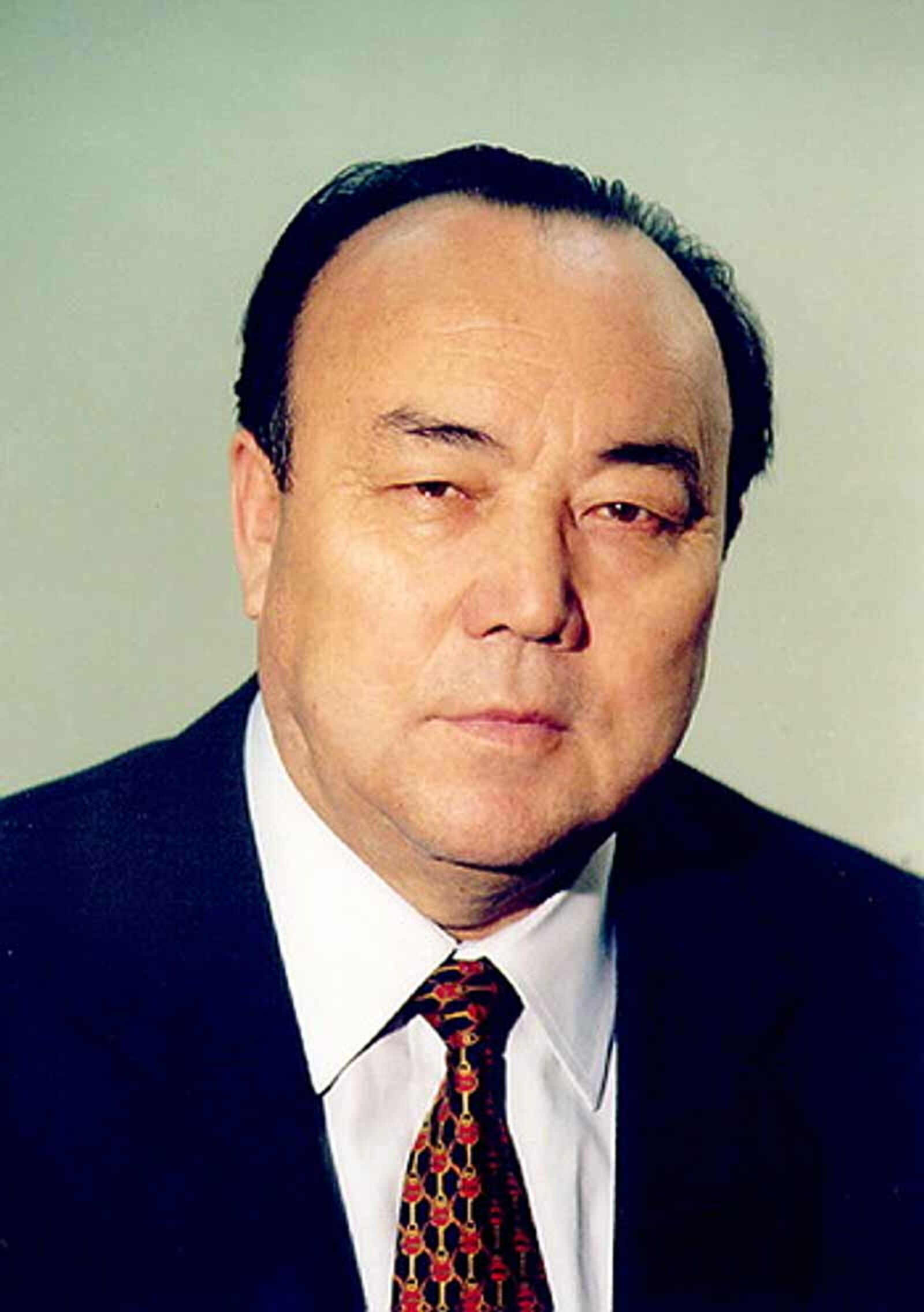
Муртаза Рахимов

- Аль-Хуссейни, Хуссейн (85) — ливанский политик, спикер парламента (1984—1992)[281].
- Бруно, Франческо (74) — итальянский врач и криминолог[282].
- Кимбро, Чарльз (86) — американский актёр[283].
- Кук, Кэрол[англ.] (98) — американская актриса[284].
- Людвичак, Ян (85) — польский рабочий-шахтёр, активист профсоюза Солидарность[285].
- Мастерс, Бен (75) — американский актёр[286].
- Науменко, Павел Олегович[укр.] (57) — украинский авиационный инженер и хозяйственный деятель, директор Харьковского авиационного завода (2002—2007)[287].
- Нишанов, Рафик Нишанович (96) — советский и узбекский государственный и политический деятель, первый секретарь ЦК КП Узбекистана (1988—1989), председатель Совета Национальностей Верховного Совета СССР (1989—1991)[288].
- Патитц, Татьяна (56) — немецкая актриса и супермодель[289].
- Рахимов, Муртаза Губайдуллович (88) — советский и российский государственный и политический деятель, председатель Верховного Совета Башкирской АССР (1990—1993), президент Республики Башкортостан (1993—2010)[290].
- Руссели, Франсуа[фр.] (78) — французский менеджер, директор компании Électricité de France (1998—2004)[291].
- Тахир, Камель (78) — алжирский футболист, игрок национальной сборной[292].
- Хак, Энамул[англ.] (83) — бангладешский политик, депутат Национальной ассамблеи Бангладеш (1986—1988)[293].
- Чебанов, Вениамин Карпович (97) — советский и российский художник, народный художник России (2007)[294].
- Эйтан, Дан (91) — израильский архитектор[295].
- Юрасова, Вера Евгеньевна (94) — советский и российский физик, доктор физико-математических наук[296].

## 10 января

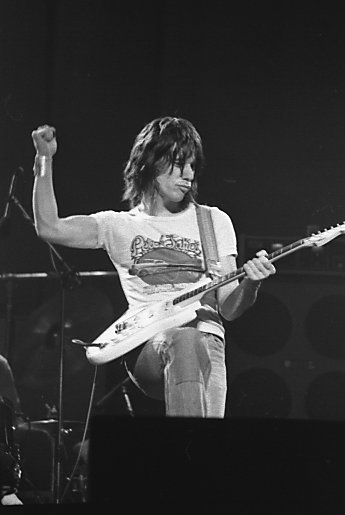
Джефф Бек

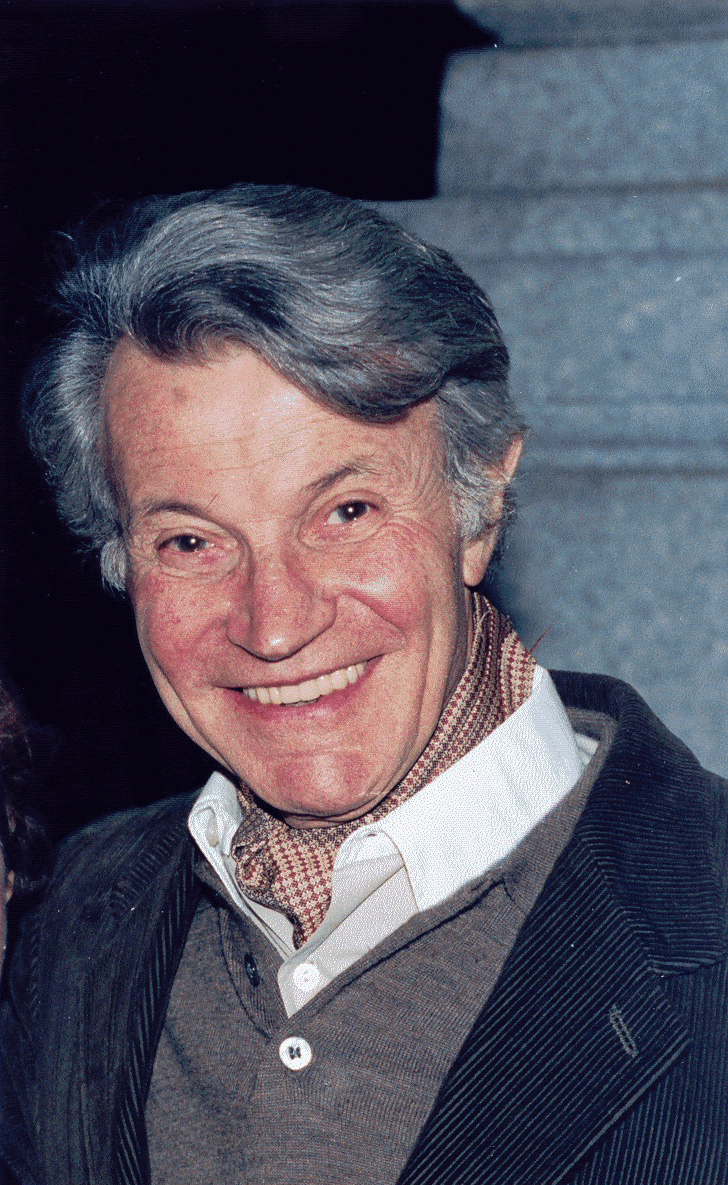
Иштван Деак

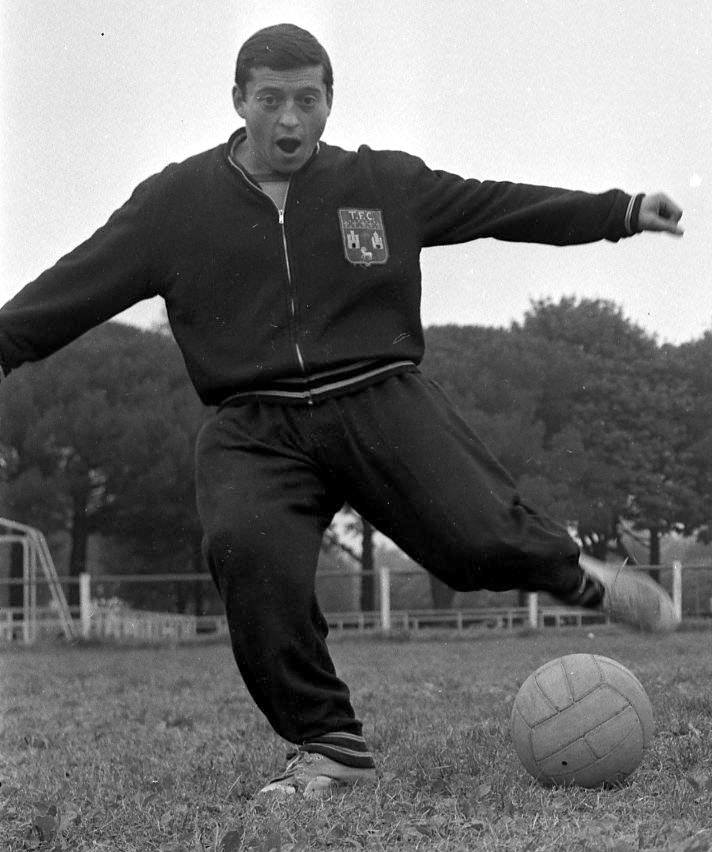
Пьер Дорсини

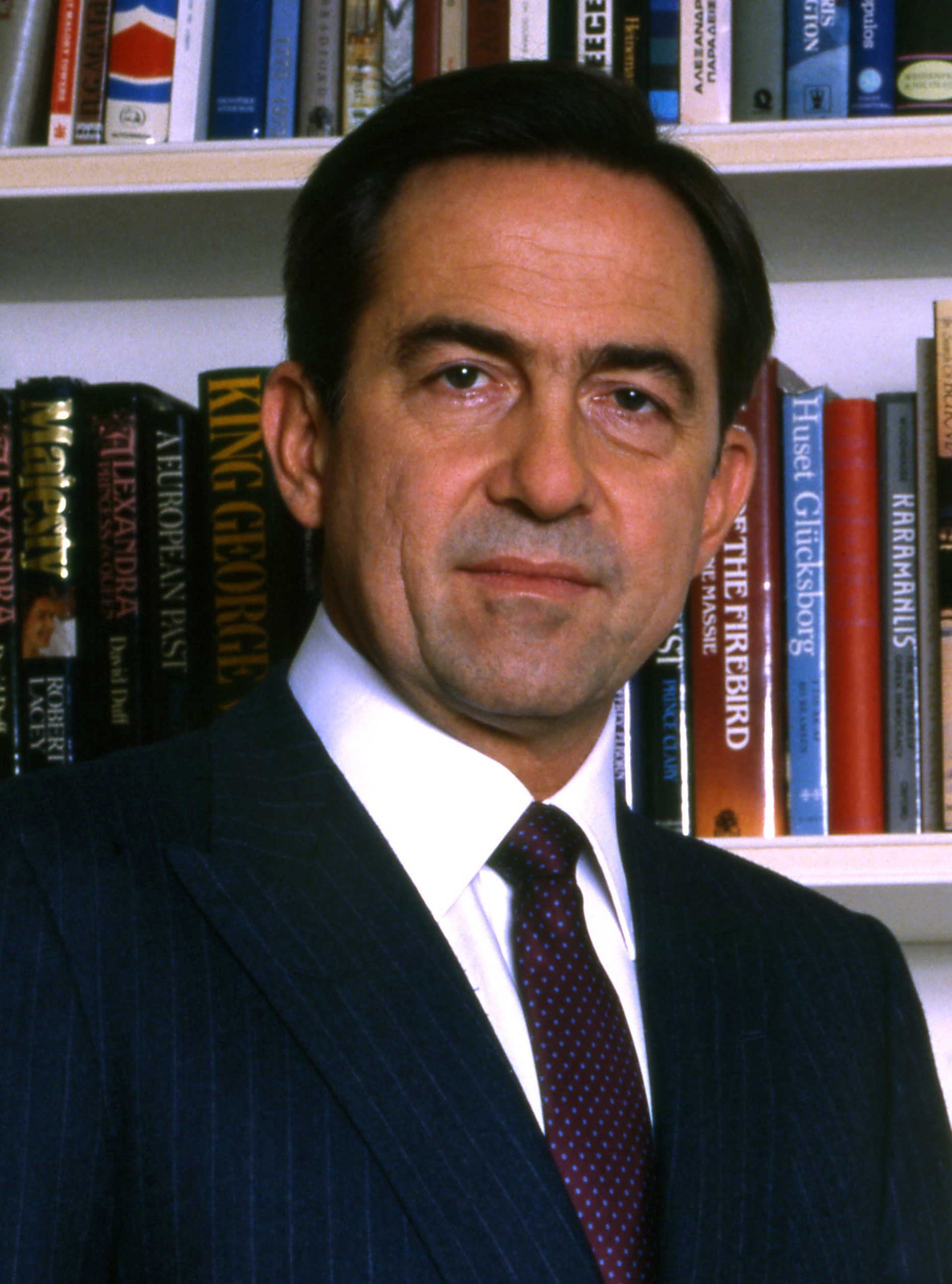
Константин II

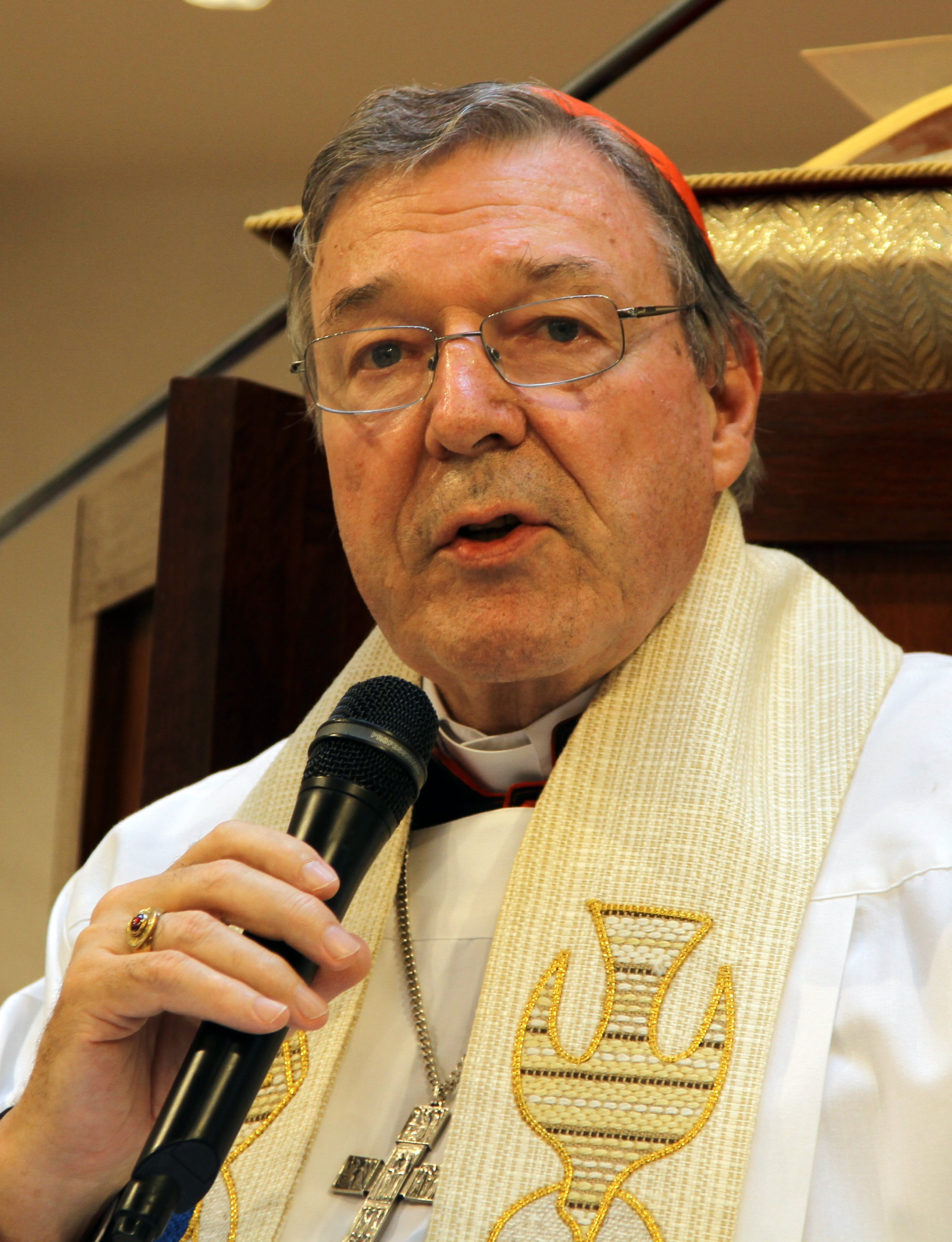
Джордж Пелл

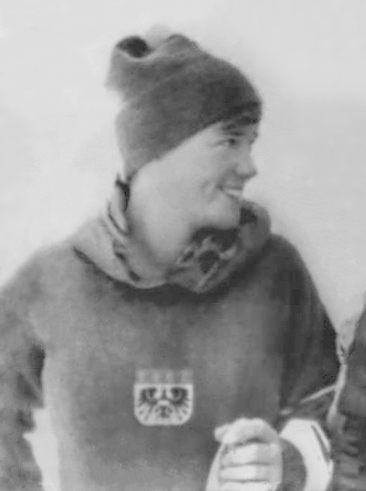
Траудль Хехер

- Абубакер, Сара (86) — индийская писательница и переводчица[297].
- Бальестерос, Хорхе (39) — испанский спортивный стрелок, чемпион мира в стрельбе из пистолета (2017); убит[298].
- Бек, Джефф (78) — британский гитарист-виртуоз[299].
- Бернаскони, Гауденцио (90) — итальянский футболист, игрок национальной сборной[300].
- Блюмхаген, Лотар (95) — немецкий актёр[301].
- Да Коста, Ален[фр.] (87) — габонский футбольный тренер, старший тренер национальной сборной (1987—1989, 1994—1997, 2000—2002)[302].
- Деак, Иштван (96) — американский историк[303].
- Дорсини, Пьер (88) — французский футболист («Нанси», «Тулуза»)[304].
- Ириней I (83) — иерарх Иерусалимской православной церкви, патриарх Иерусалимский (2001—2005)[305].
- Кальво, Хорхе[исп.] (61) — аргентинский геолог и палеонтолог[306].
- Кандеяш, Эрменежилду[англ.] (88) — португальский спортивный гимнаст, участник Летних Олимпийских игр 1960 года[307].
- Константин II (82) — последний король Греции (1964—1974) из династии Глюксбургов, олимпийский чемпион (1960)[308].
- Маккарти, Аннетт[англ.] (64) — американская актриса[309].
- Новский, Владимир Александрович (73) — украинский учёный в области электротехники и электроэнергетики, доктор технических наук (2012), член-корреспондент НАНУ (2021), лауреат Государственной премии Украины в области науки и техники (2014)[310].
- Пелл, Джордж (81) — австралийский кардинал, кардинал-священник с титулом церкви Санта-Мария-Доменика-Мадзарелло (с 2003)[311].
- Рязанцева, Наталия Борисовна (84) — советский и российский киносценарист, заслуженный деятель искусств РСФСР (1987)[312].
- Селимский, Асен (92) — болгарский оперный певец (баритон), солист Софийской национальной оперы[313].
- Султанов, Гейс Джамшид оглы (83) — советский и азербайджанский физик, доктор физико-математических наук (1988), руководитель лаборатории Института физики НАН Азербайджана[314].
- Хехер, Траудль (79) — австрийская горнолыжница, обладательница двух бронзовых медалей Олимпийских игр (1960, 1964) в скоростном спуске[315].
- Хэ Пин (65) — китайский кинорежиссёр, лауреат премии Золотой петух[316].
- Эванхелиста, Хосе (79) — испанский композитор[317].

## 9 января

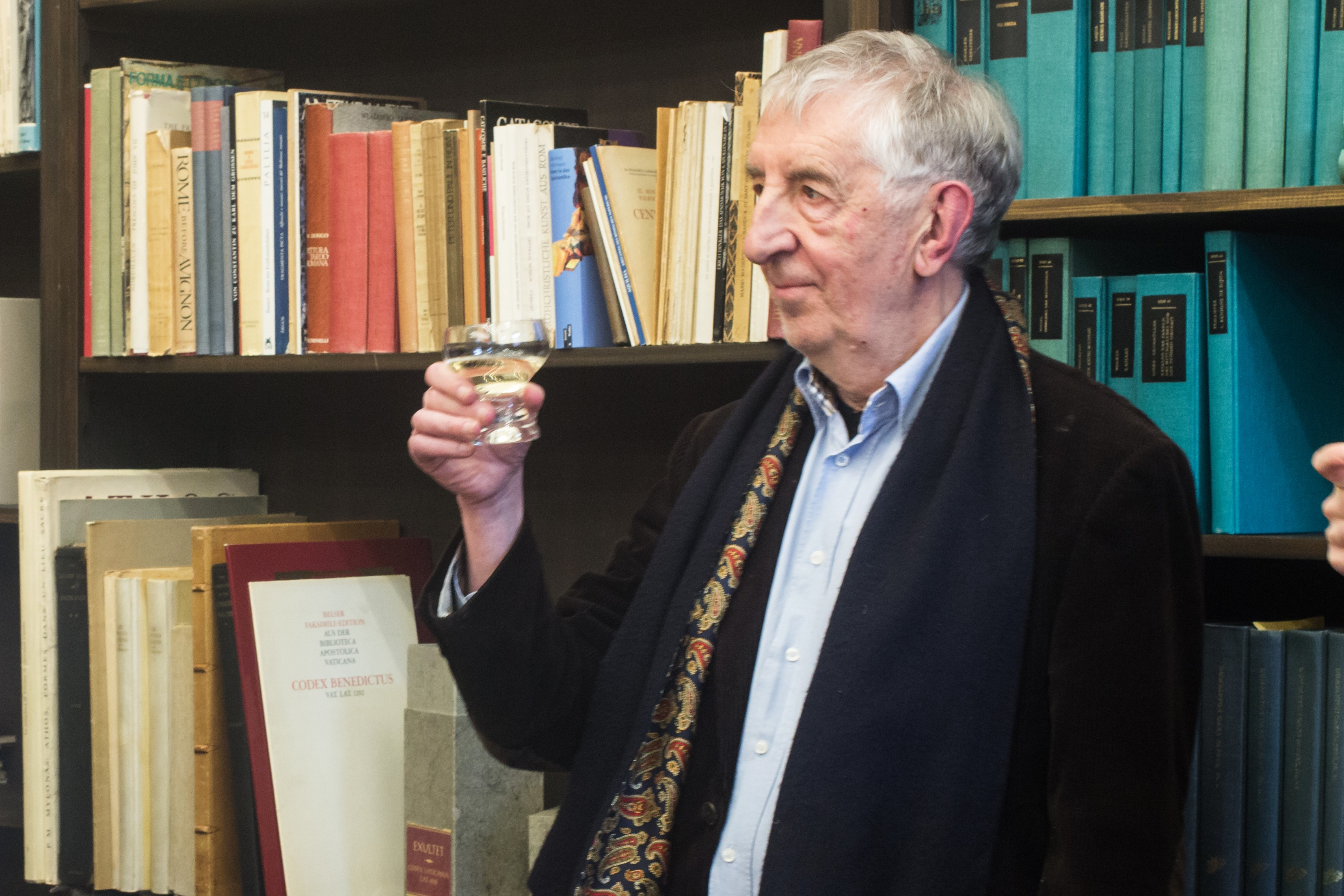
Ханс Бельтинг

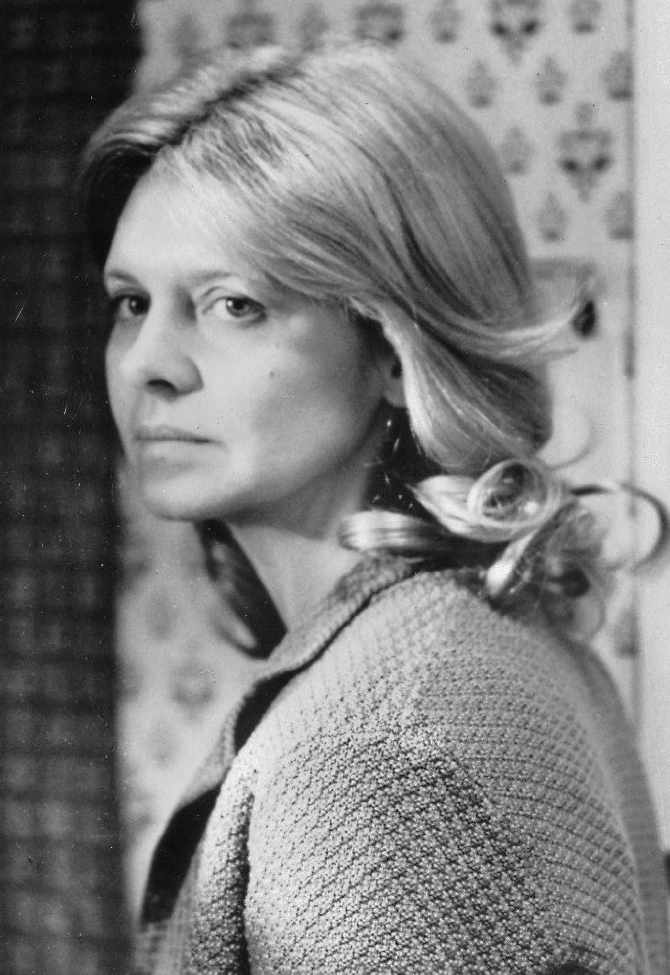
Мелинда Диллон

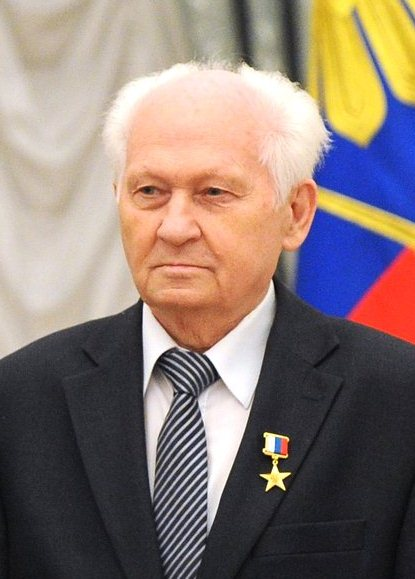
Павел Камнев

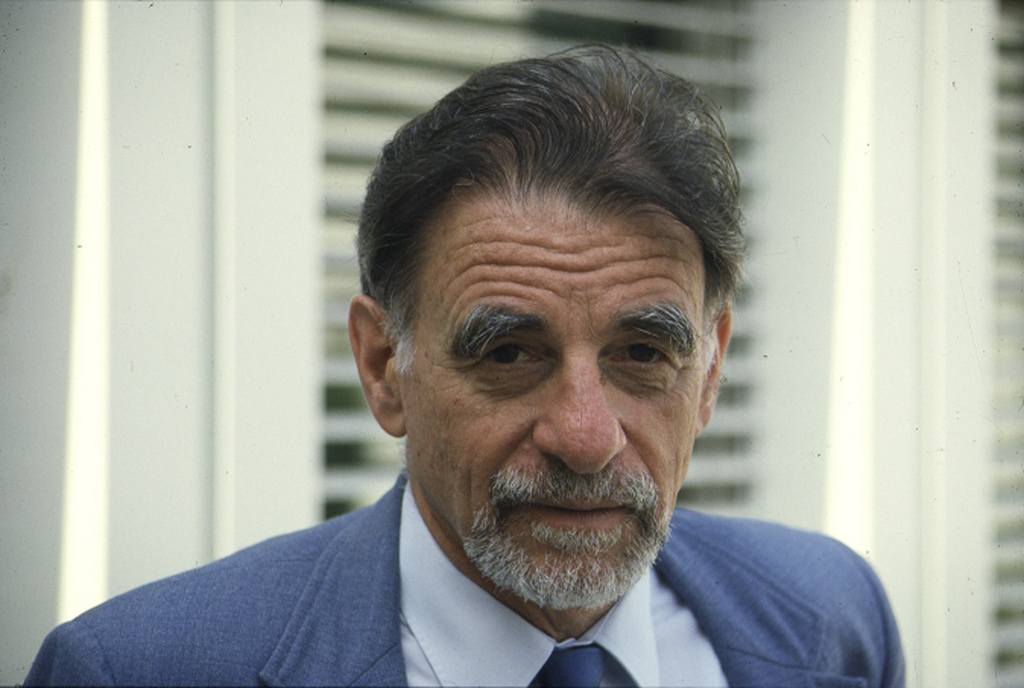
Карл Александр Мюллер

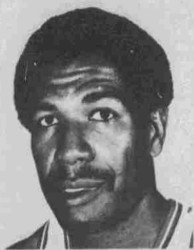
Цинци Пауэлл

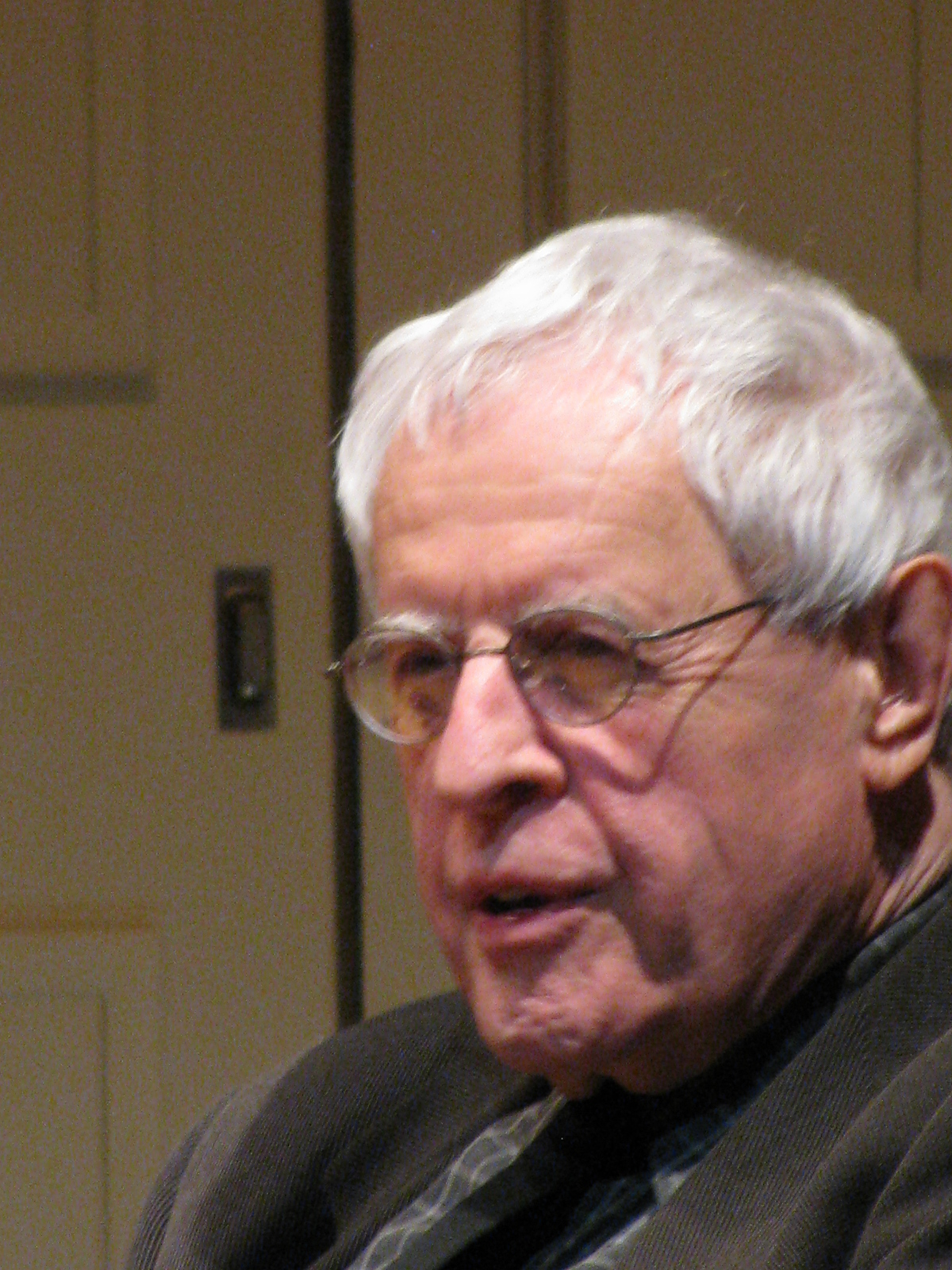
Чарльз Симик

- Агафонов, Юрий Петрович (82) — советский и российский журналист и писатель-документалист[318].
- Ашрафи, Али Реза (58) — иранский математик, автокатастрофа[319].
- Баш, Яхья (71) — турецкий политик, депутат Великого национального собрания Турции (2002—2007)[320].
- Бельтинг, Ханс (87) — немецкий историк искусства и культуры, критик, теоретик коммуникаций[321].
- Головушкин, Сергей Михайлович (75) — российский певец, народный артист Российской Федерации (2006)[322].
- Диллон, Мелинда (83) — американская актриса[323].
- Каминский, Адольфо (97) — участник Французского Сопротивления, специализировавшийся на подделке документов, удостоверяющих личность, которые спасли жизнь более 14 тысяч евреев[324].
- Камнев, Павел Иванович (85) — советский и российский конструктор в области ракетостроения, Герой Труда Российской Федерации (2016)[325].
- Мацудайра, Ёриаки[яп.] (91) — японский композитор[326].
- Месарош, Ференц (72) — венгерский футболист, игрок национальной сборной, участник чемпионатов мира (1978, 1982)[327].
- Мюллер, Карл Александр (95) — швейцарский физик, лауреат Нобелевской премии по физике (1987)[328].
- Пауэлл, Цинци (80) — американский баскетболист[329].
- Рахи, Рехман[англ.] (97) — индийский поэт[330].
- Сато, Микио (94) — японский математик[331].
- Сизых, Николай Гаврилович (85) — российский дипломат, посол в Республике Конго (1994—1999)[332].
- Симик, Чарльз (84) — американский поэт, лауреат Пулитцеровской премии (1990)[333].
- Тимочкин, Владимир Иванович (86) — советский передовик производства, Герой Социалистического Труда (1985), депутат Верховного Совета СССР (1979—1989)[334].
- Халифаев, Давлат Рахматович (76) — таджикский учёный, доктор фармацевтических наук, основатель таджикской национальной фармацевтики[335].
- Шайдуко, Георгий Иванович (60) — советский и российский яхтсмен, серебряный призёр Олимпийских игр (1996)[336].

## 8 января

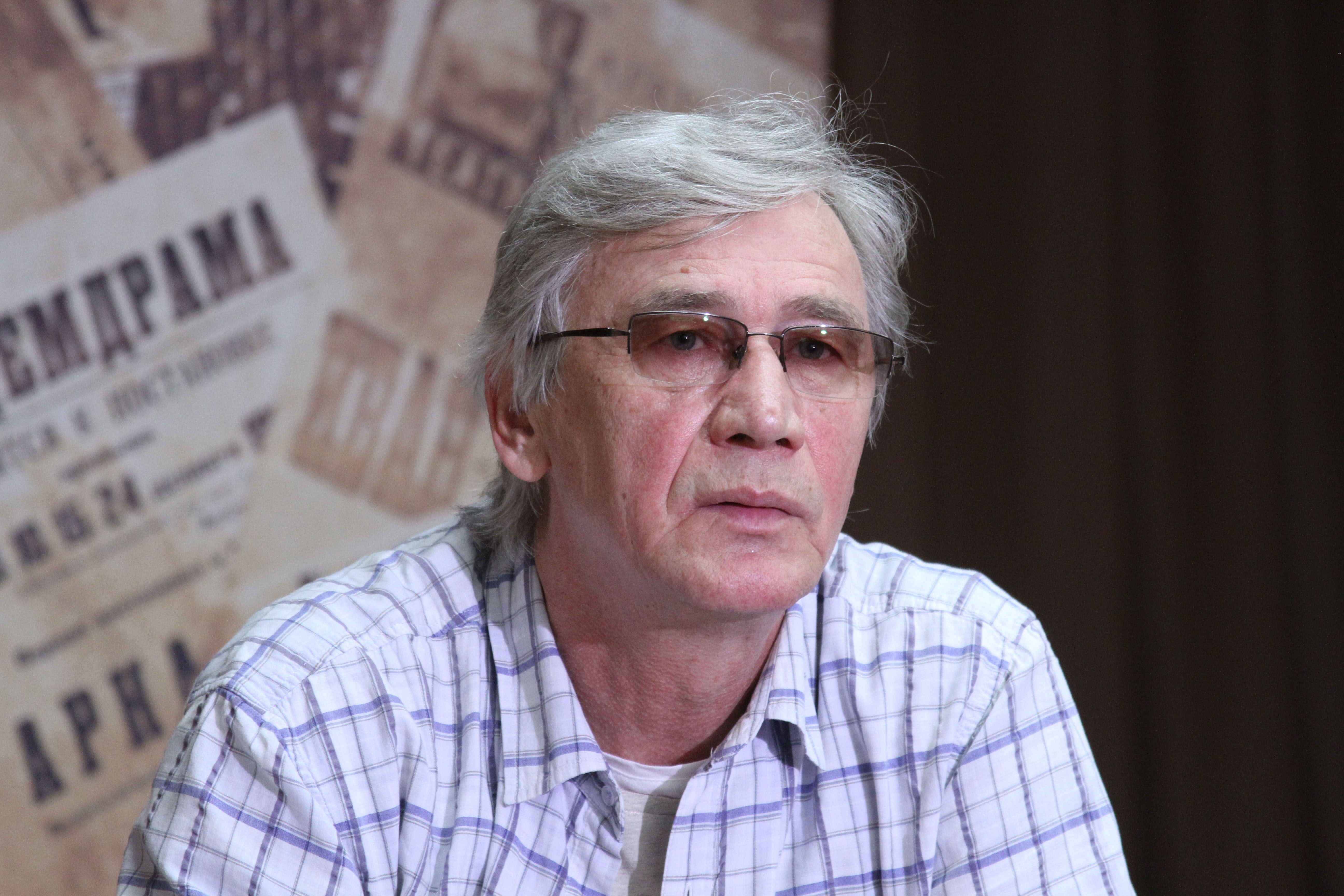
Алексей Слаповский

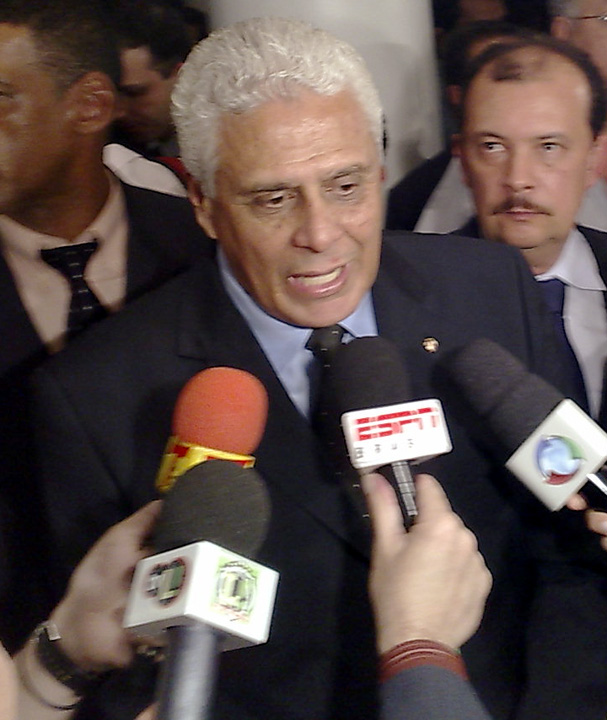
Роберто Динамит

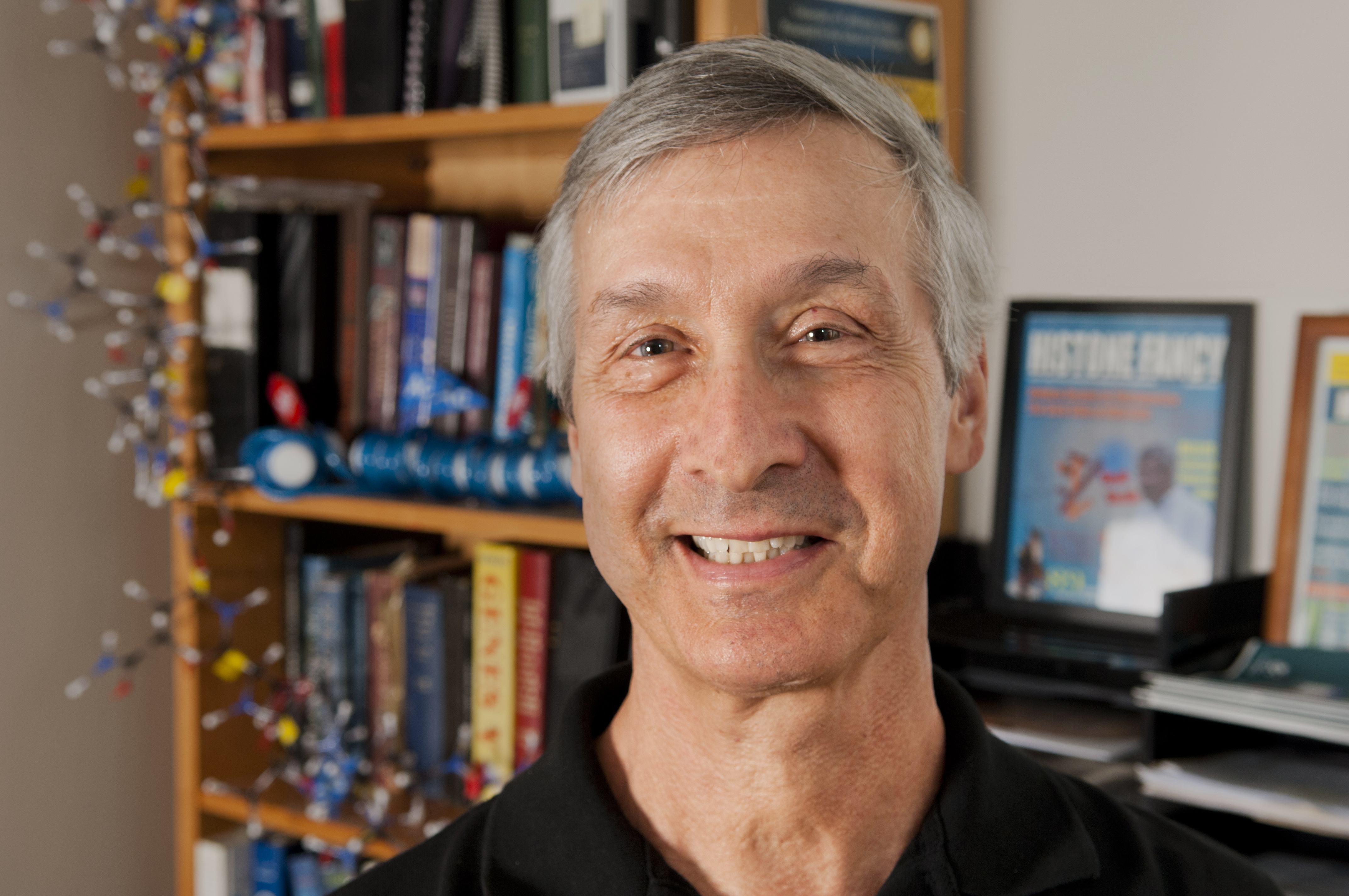
Чарльз Эллис

- Берзиньш, Гундарс (63) — латвийский политик и государственный деятель, министр финансов (2000—2002), министр здравоохранения (2004—2007), депутат Сейма (с 1993)[337].
- Горделадзе, Антонина Сергеевна (98) — советский и российский патологоанатом, доктор медицинских наук, профессор[338].
- Девич, Борислав[серб.] (59) — югославский бегун-марафонец, участник Олимпийских игр (1996)[339].
- Жилевича, Айя (82) — советский и латвийский микробиолог, член-корреспондент Латвийской академии наук (1994)[340].
- Калб, Бернард (100) — американский журналист, лектор и писатель[341].
- Кайм, Владислав (83) — польский боксёр, трёхкратный бронзовый призёр чемпионата Польши (1960, 1963, 1966)[342].
- Курц, Зигфрид (92) — немецкий дирижёр и композитор, лауреат Национальной премии ГДР (1976, 1988)[343].
- Монастырский, Леонид Фёдорович (82) — советский и российский актёр и режиссёр, заслуженный артист Казахской ССР (1969)[344].
- Роберто Динамит (68) — бразильский футболист, игрок национальной сборной, бронзовый призёр чемпионата мира (1978)[345]
- Слаповский, Алексей Иванович (65) — русский писатель, драматург и сценарист[346].
- Трипати, Кешари Натх[англ.] (88) — индийский политик, губернатор Западной Бенгалии (2014—2019), губернатор Бихара (2014—2015, 2017)[347].
- Шабанов, Александр Александрович (87) — российский политик, депутат Государственной думы (1995—2003)[348].
- Эллис, Чарльз Дэвид (71) — американский молекулярный биолог, доктор философии, профессор Рокфеллеровского университета, член Национальной академии наук США (2005)[349].
- Юрчик, Юрий Александрович (37) — украинский военнослужащий, полковник Государственной пограничной службы Украины, начальник штаба Мукачевского пограничного отряда, участник российско-украинской войны; погиб в результате артиллерийского обстрела. Герой Украины (2023, посмертно)[350].

## 7 января

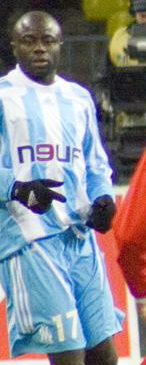
Модест М’Бами

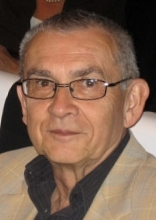
Юрий Манин

- Арбузов, Василий Васильевич (94) — советский работник автомобильного транспорта, Герой Социалистического Труда (1971)[351].
- Бжузка, Стефан (91) — польский шахматист, гроссмейстер ИКЧФ (1985)[352].
- Бэнкс, Рассел (82) — американский писатель[353].
- Джан (64) — португальский футболист, игрок национальной сборной[354].
- Дроботов, Михаил Капитонович (64) — украинский актёр театра и кино, заслуженный артист Украины (2013)[355]
- Лим, Уильям[англ.] (90) — сингапурский архитектор[356].
- М’Бами, Модест (40) — камерунский футболист, игрок национальной сборной, олимпийский чемпион (2000)[357].
- Манин, Юрий Иванович (85) — советский, немецкий и американский математик, член-корреспондент РАН (1991; член-корреспондент АН СССР с 1990)[358].
- Новакович, Александр Николаевич (61) — старший тренер сборной Белоруссии по конькобежному спорту[359].
- Рич, Адам (54) — американский актёр[360].
- Рэймонд Монрой (110) — неверифицированный американский супердолгожитель[361].
- Сойко, Богдан Игоревич (84) — протоиерей Русской православной церкви, настоятель Николо-Богоявленского кафедрального морского собора[362].
- Харчиков, Александр Анатольевич (73) — российский поэт и бард[363].
- Шатько, Григорий Иванович (63) — советский и белорусский актёр, директор Театра им. Якуба Коласа (1997—2012), заслуженный артист Белоруссии (1999)[364].
- Шунтов, Евгений Феликсович (87) — советский и белорусский футбольный тренер и спортивный деятель[365].
- Эрман, Леонид Иосифович (96) — советский и российский театральный деятель, директор театров «Современник» и МХТ им. А. П. Чехова, заслуженный деятель искусств Российской Федерации[366].

## 6 января

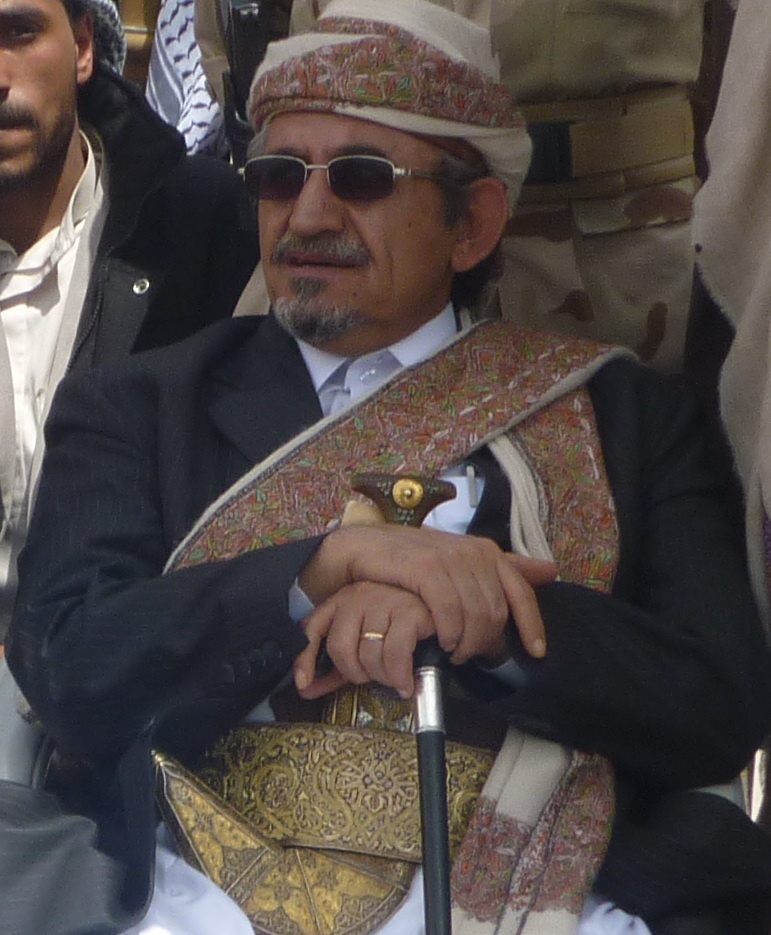
Садик аль-Ахмар

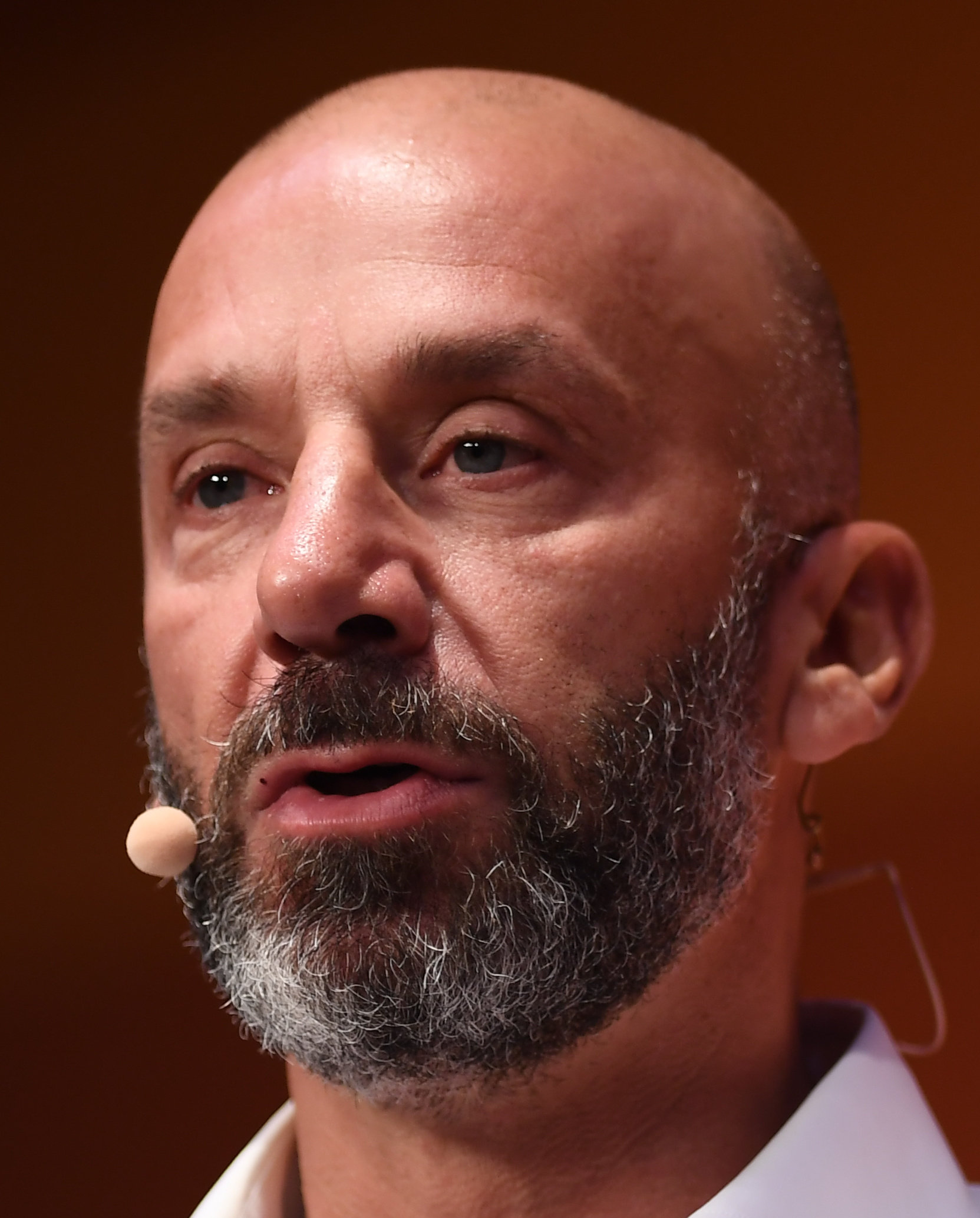
Джанлука Виалли

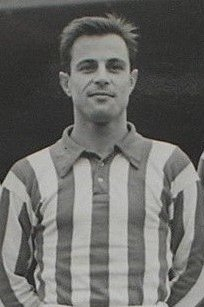
Жак Граттарола

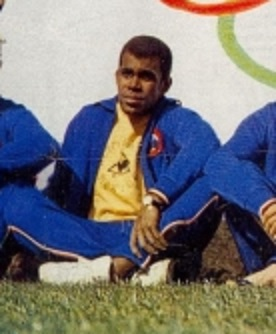
Марк-Каньян Каз

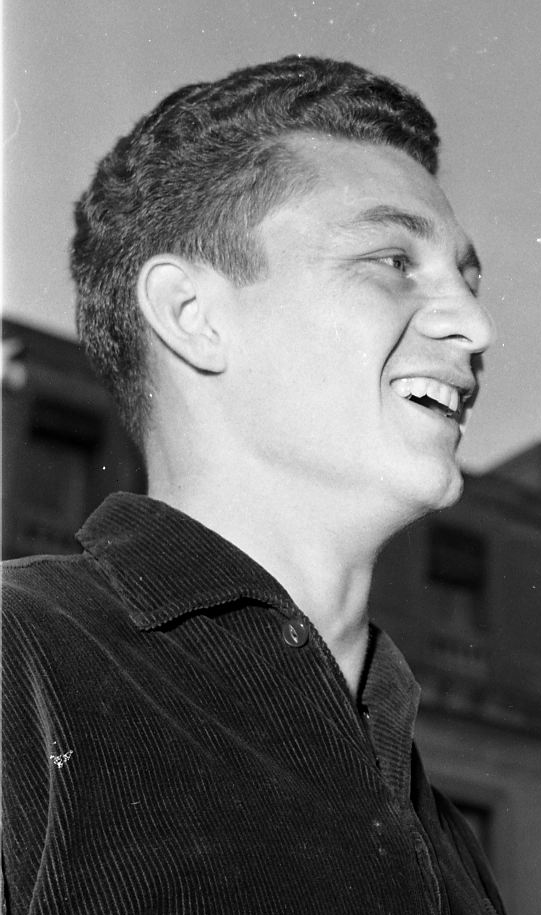
Карлос Монин

- Аббасов, Пулат Аббасович (78) — российский учёный в области строительства оснований и фундаментов, доктор технических наук, профессор, заслуженный деятель науки и техники РФ (1995), академик Российской академии архитектуры и строительных наук[367].
- Александров, Сергей Николаевич (85) — советский и украинский горный инженер, лауреат Ленинской премии, проректор ДонНТУ, директор Горного института ДонНТУ[368].
- Бедерсон, Бенджамин[англ.] (101) — американский физик, участник Манхэттенского проекта, главный редактор журнала Physical Review (1992—1996)
- Бердыев, Омар Эрниязович (43) — туркменский футболист, игрок национальной сборной[369].
- Вагрис, Янис Янович (92) — советский и латвийский политический, государственный и партийный деятель, первый секретарь ЦК КПЛ (1988—1990), председатель Президиума Верховного Совета Латвийской ССР (1985—1988)[370].
- Виалли, Джанлука (58) — итальянский футболист и тренер, игрок национальной сборной, бронзовый призёр чемпионата мира (1990) и Европы (1988)[371].
- Голынко, Дмитрий Юрьевич (53) — русский поэт, эссеист, искусствовед[372].
- Граттарола, Жак (92) — французский футболист («Канн», «Сент-Этьен»)[373].
- Джестори, Джервазио[англ.] (86) — итальянский католический прелат, епископ Сан-Бенедетто-дель-Тронто-Рипатрансоне-Монтальто (1996—2013)[374].
- Дожоогийн Цэдэв (83) — монгольский писатель, литературовед, переводчик, политический и общественный деятель, председатель Союза писателей Монголии (1977—1990), депутат Великого народного Хурала[375].
- Каз, Марк-Каньян (80) — французский футболист, игрок национальной сборной[376].
- Кинтана, Паула (66) — чилийский социолог и государственный деятель, министр планирования (2008—2010)[377].
- Монин, Карлос (83) — парагвайский футболист, игрок национальной сборной[378].
- Нгуен Тхо Тян (100) — вьетнамский государственный деятель, министр труда (1974—1981)[379].
- Овчинников, Владимир Николаевич (60) — российский звукорежиссёр и музыкальный продюсер[380].
- Очоа, Сихифредо[англ.] (80) — сальвадорский политик и дипломат, депутат Законодательной ассамблеи Сальвадора (2012—2015), посол в Гондурасе (2005—2009)[381].
- Пфайфер, Карл[нем.] (94) — австрийский журналист[382].
- Ройзман, Оуэн (86) — американский кинооператор[383].
- Савитт, Дик (95) — американский теннисист, победитель чемпионата Австралии и Уимблдонского турнира 1951 года в одиночном разряде, член Международного зала теннисной славы (1976)[384].
- Садик аль-Ахмар (66) — йеменский шейх, лидер племенного союза Хашид и партии Аль-Ислах[385].
- Трост, Аксель[нем.] (68) — немецкий экономист и политик, депутат Бундестага (2005—2017, 2021)[386].
- Хантер, Лью[англ.] (87) — американский сценарист и профессор сценарного мастерства[387].
- Шэнь Люйсюнь[кит.] (73) — тайваньский дипломат, представитель Тайваня в Великобритании (2011—2014) и США (2014—2016)[388].
- Коваль, Виталий Борисович (21) — украинский военнослужащий, лейтенант, участник российско-украинской войны, Герой Украины (2023, посмертно); погиб в бою.

## 5 января

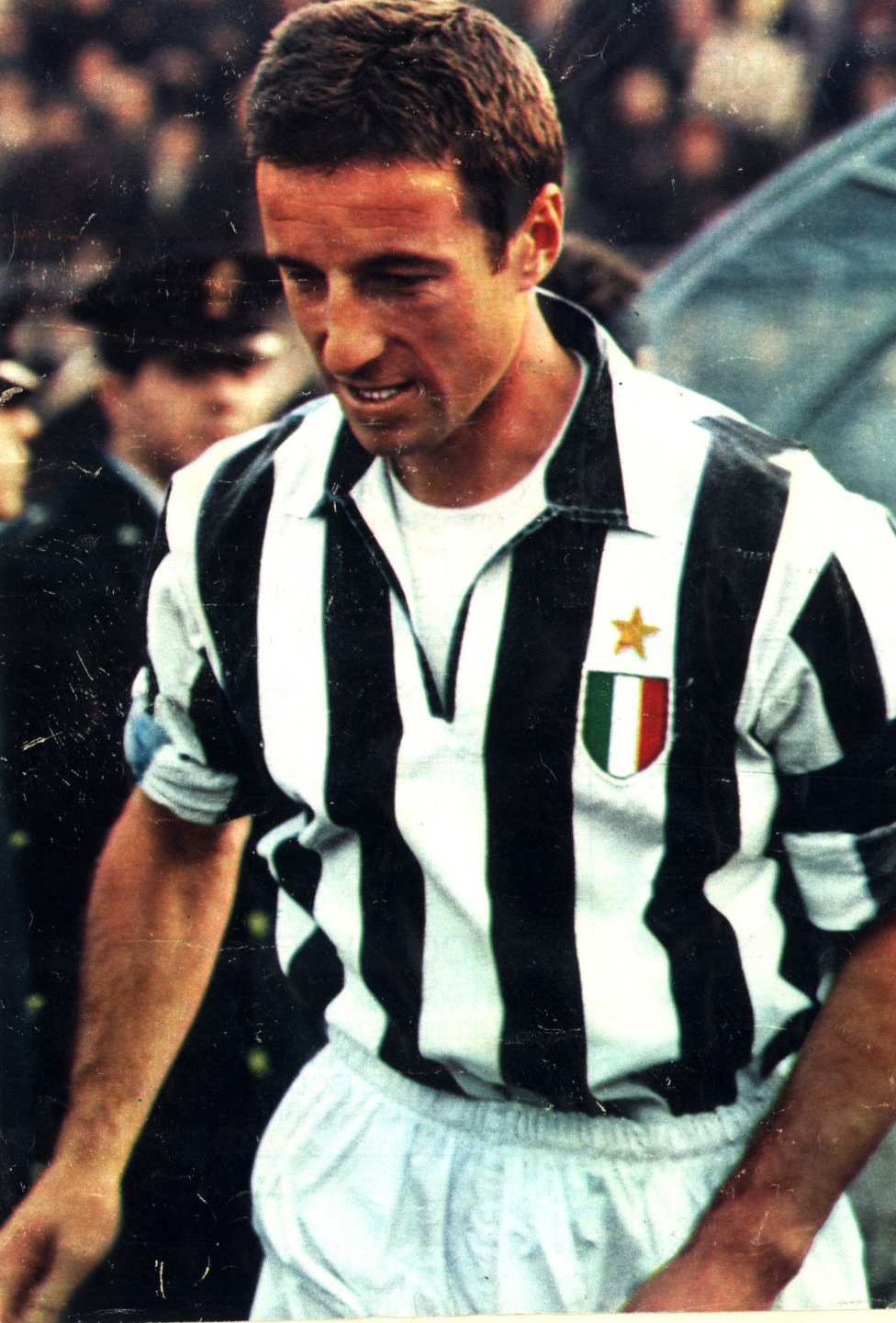
Эрнесто Кастано

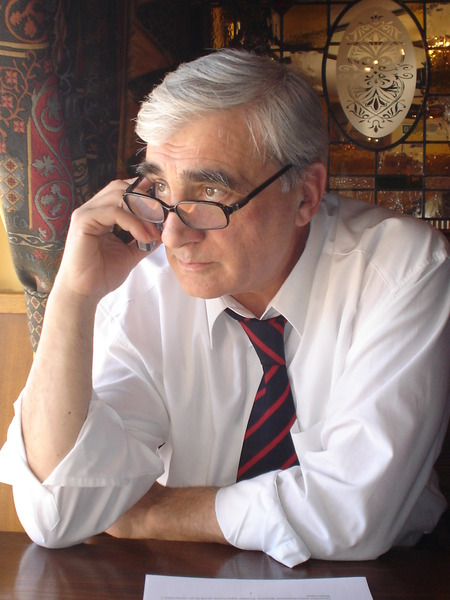
Георгий Левашов-Туманов

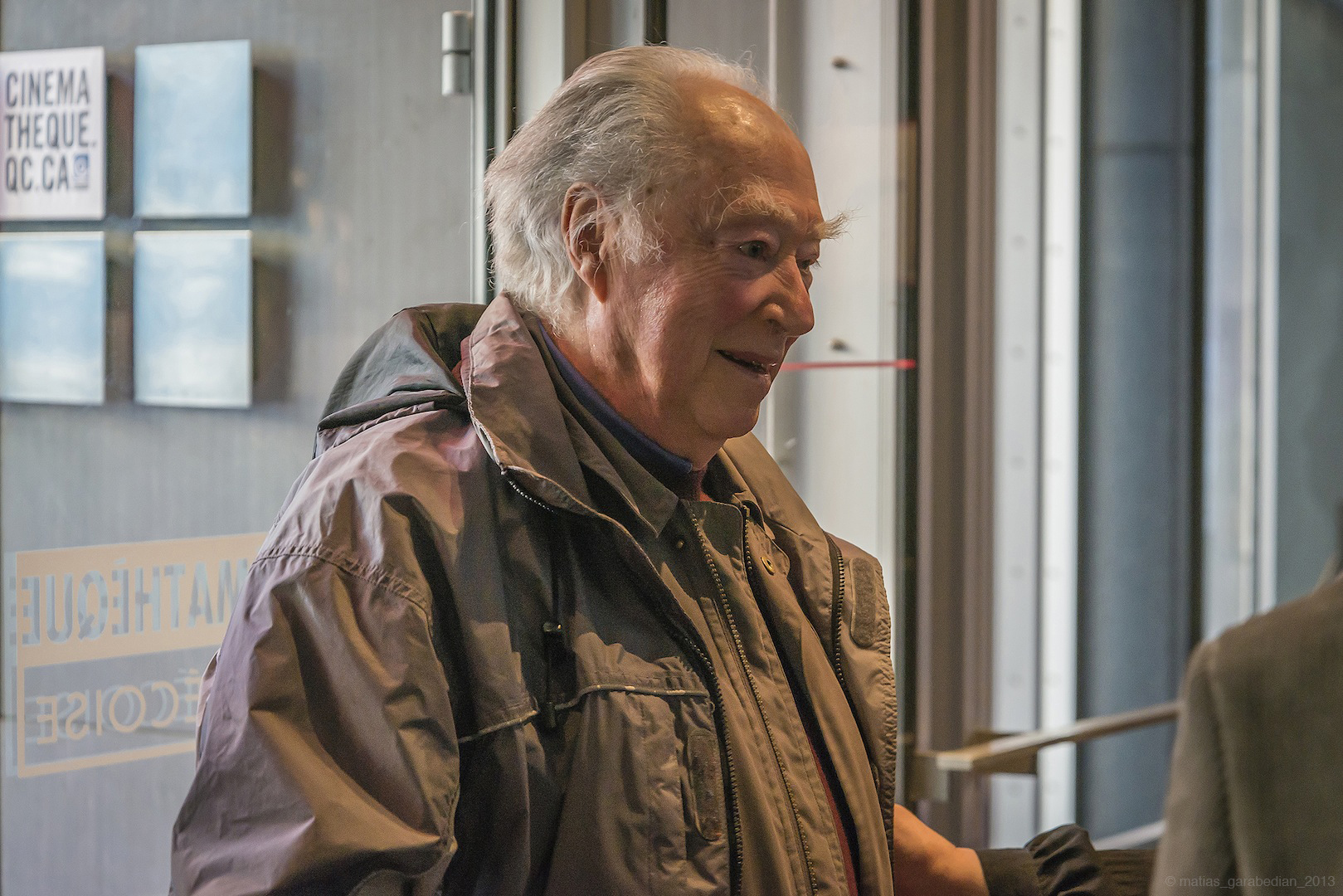
Майкл Сноу

- Абдулаев, Магомед Имранович (61) — российский государственный деятель, председатель правительства Дагестана (2010—2013); ДТП[389].
- Ариньо Ортис, Гаспар[исп.] (86) — испанский юрист и политик, член Конгресса депутатов (1989—1993)[390].
- Боэн, Эрл (81) — американский актёр[391].
- Гайсин, Салават Мухтарович (82) — российский хозяйственный деятель, генеральный директор (1992—2011) и председатель Совета директоров (2011—2014) ОАО «Башинформсвязь»[392].
- Гариш-Кульмбергер, Ренате (83) — немецкая толкательница ядра, серебряный призёр Летних Олимпийских игр 1964 года[393].
- Гинтис, Херберт (82) — американский экономист и педагог[394].
- Кастано, Эрнесто (83) — итальянский футболист, чемпион Европы (1968)[395].
- Ким Док Чу[кор.] (89) — председатель Верховного суда Южной Кореи (1990—1993)[396].
- Кочов, Стоян (92) — северомакедонский историк и публицист[397].
- Левашов-Туманов, Георгий Вадимович (79) — советский и грузинский кинорежиссёр и сценарист[398].
- Мурадов, Махир[азерб.] (66) — азербайджанский юрист, судья Конституционного суда Азербайджана (с 2012 года)[399].
- Отранто, Джорджо[итал.] (82) — итальянский историк раннего христианства, профессор, лауреат премии президента Республики (2012)[400].
- Рачков, Альберт Иванович (95) — советский партийный деятель и дипломат, посол в Южном Йемене (1986—1990)[401].
- Сноу, Майкл (93) — канадский кинорежиссёр, художник, скульптор, джазовый пианист, писатель[402].
- Тер-Мартиросян, Завен Григорьевич (86) — советский и российский учёный в области механики грунтов, оснований и фундаментов, профессор, доктор технических наук, заслуженный деятель науки Российской Федерации (1997)[403].
- Хилл, Майк[англ.] (73) — американский монтажёр, лауреат премии «Оскар» за лучший монтаж (1996)[404].
- Ян Фуюй (95) — китайский биохимик, член Китайской академии наук (1991)[405].

## 4 января

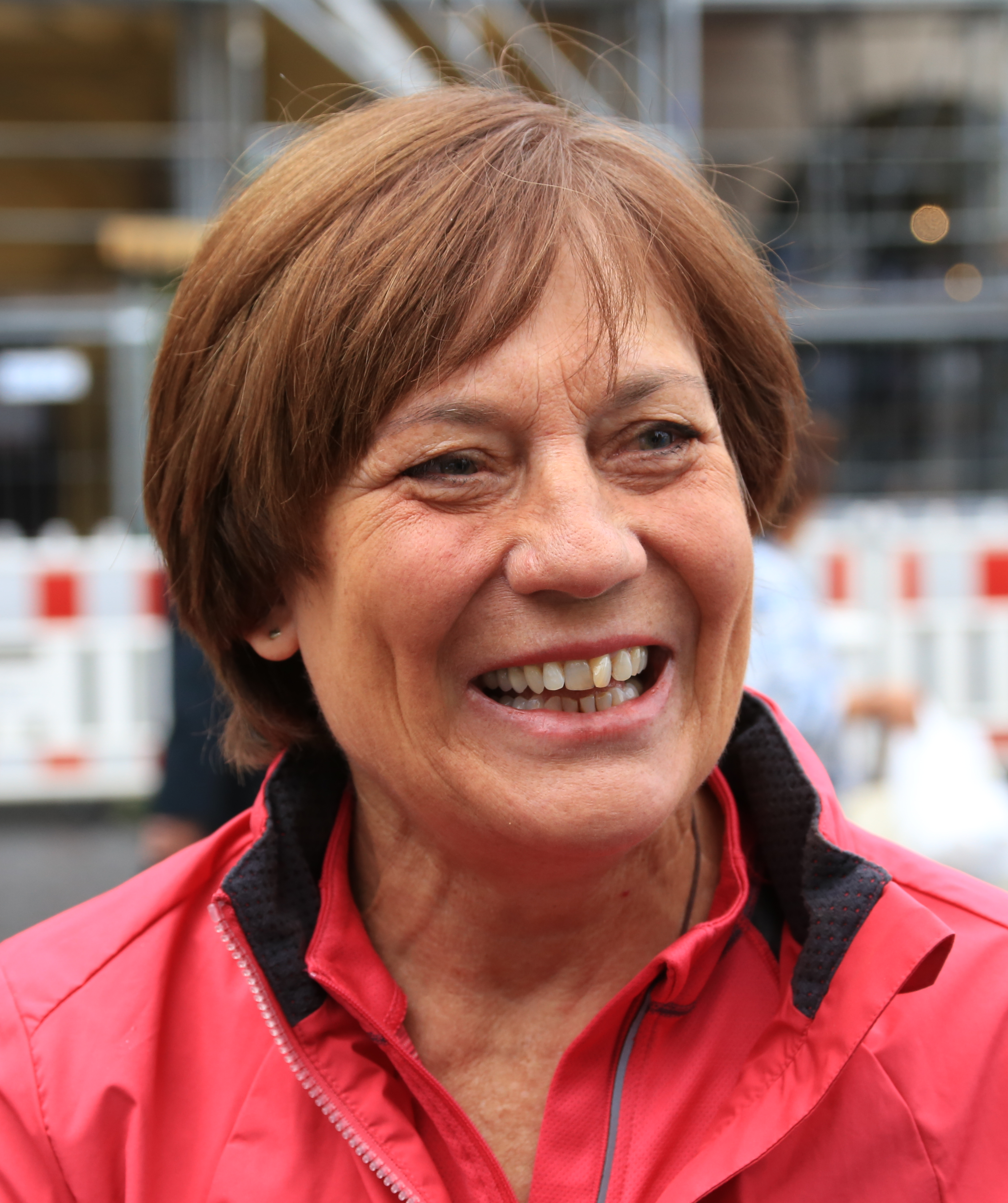
Рози Миттермайер

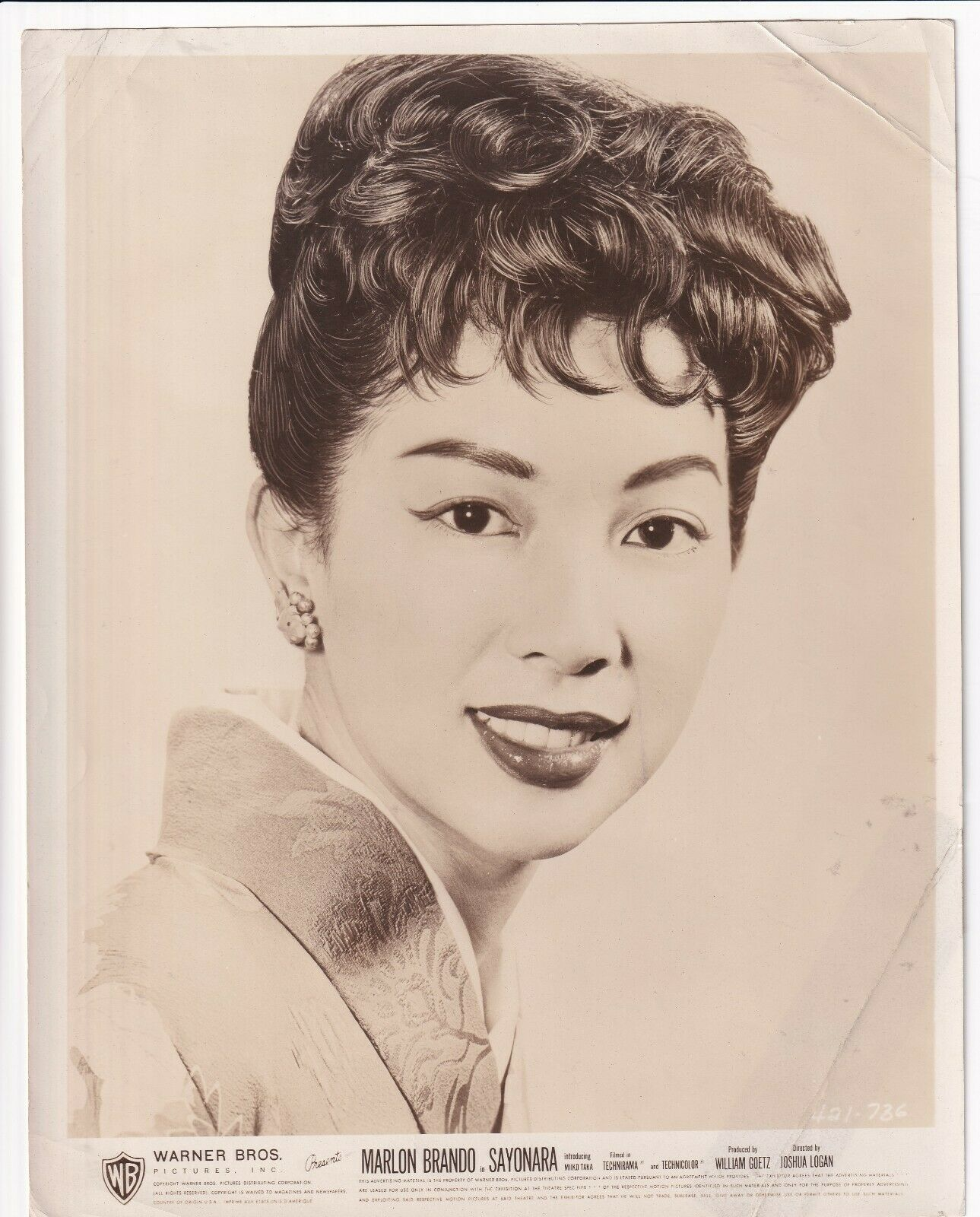
Миико Така

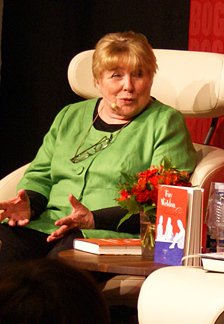
Фэй Уэлдон

- Бернал, Ричард[англ.] (73) — ямайский дипломат и экономист, профессор, посол в США (1991—2001)[406].
- Власов, Виктор Валентинович (66) — российский математик, доктор физико-математических наук (1997), профессор кафедры математического анализа мехмата МГУ[407].
- Голд, Дэвид[англ.] (86) — британский предприниматель, издатель (Gold Star Publications), председатель футбольного клуба Вест Хэм Юнайтед[408].
- Жоассен, Пьер[фр.] (74) — бельгийский кинорежиссёр и киносценарист[409].
- Калезич, Зоран[англ.] (72) — югославский и сербский эстрадный певец[410].
- Коваржова, Мария (95) — чехословацкая гимнастка, олимпийская чемпионка в командном многоборье 1948[411].
- Маккей-Сим, Алан[англ.] (71) — австралийский биомедик, специалист по взрослым стволовым и обонятельным клеткам, «Австралиец года» (2017)[412].
- Мацеёвский, Славомир[пол.] (71) — польский академический гребец, участник летних Олимпийских игр (1972)[413].
- Миттермайер, Рози (72) — немецкая горнолыжница, двукратная чемпионка зимних Олимпийских игр в Инсбруке (1976)[414].
- Морчаньи, Геза[венг.] (70) — венгерский актёр и сценарист[415].
- Радченко, Владимир Иванович (74) — украинский деятель спецслужб, министр внутренних дел (1994—1995), председатель СБУ (1995—1998, 2001—2003), секретарь СНБО (2003—2005), вице-премьер (2007), генерал армии (2001)[416].
- Ребеле, Ханс[нем.] (79) — западногерманский футболист, игрок национальной сборной[417].
- Сим Вон Ху (67) — сингапурский предприниматель в области компьютерной техники[418].
- Стонор, Томас, 7-й барон Камойс (82) — британский пэр и банкир, член Палаты лордов (1998—2000)[419].
- Така, Миико (97) — американская актриса[420]
- Телегди, Дьюла[венг.] (87) — венгерский нейроэндокринолог, действительный член Венгерской академии наук (1995)[421].
- Устинов, Юрий Анатольевич (88) — советский и российский учёный в области теории упругости, доктор физико-математических наук (1977), профессор, ректор РИСХМ (1983—1987), заслуженный деятель науки Российской Федерации[422].
- Уэлдон, Фэй (91) — английская писательница[423].
- Фрактер, Норман (85) — американский писатель, первый лауреат премии Эдварда Льюиса Валланта[англ.] (1963)[424].
- Хиллис, Элвуд[англ.] (96) — американский политик, член Палаты представителей (1971—1987)[425].
- Э, Клебер[фр.] (85) — французский инженер и политик, депутат Национального собрания (1981—1986)[426].

## 3 января

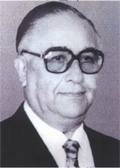
Абдельсалам аль-Маджали

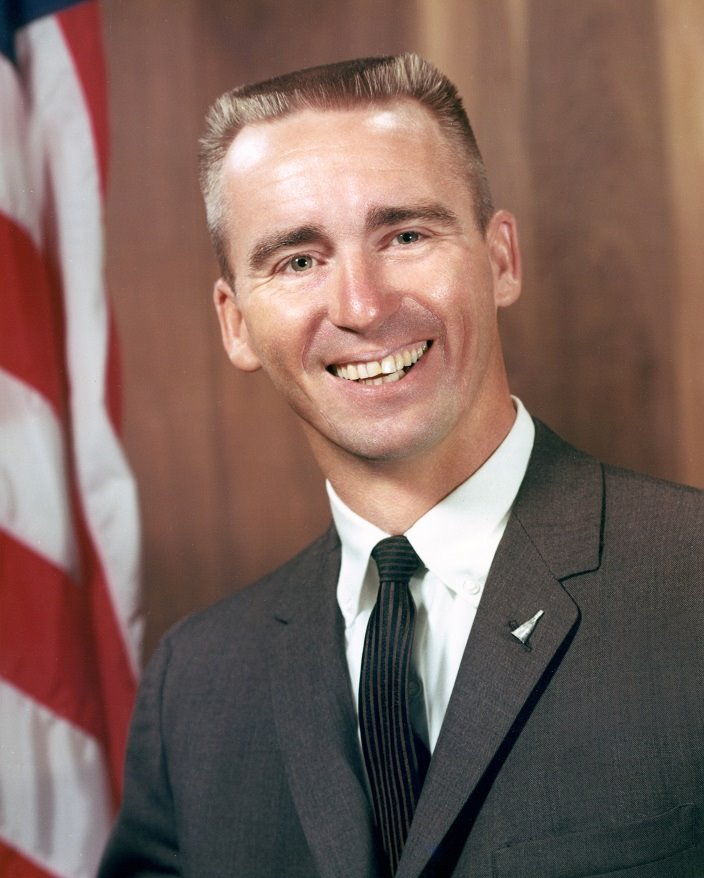
Уолтер Каннингем

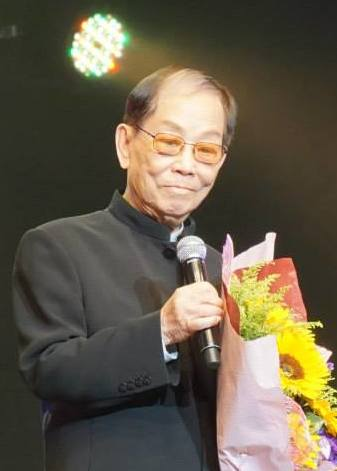
Джозеф Ку

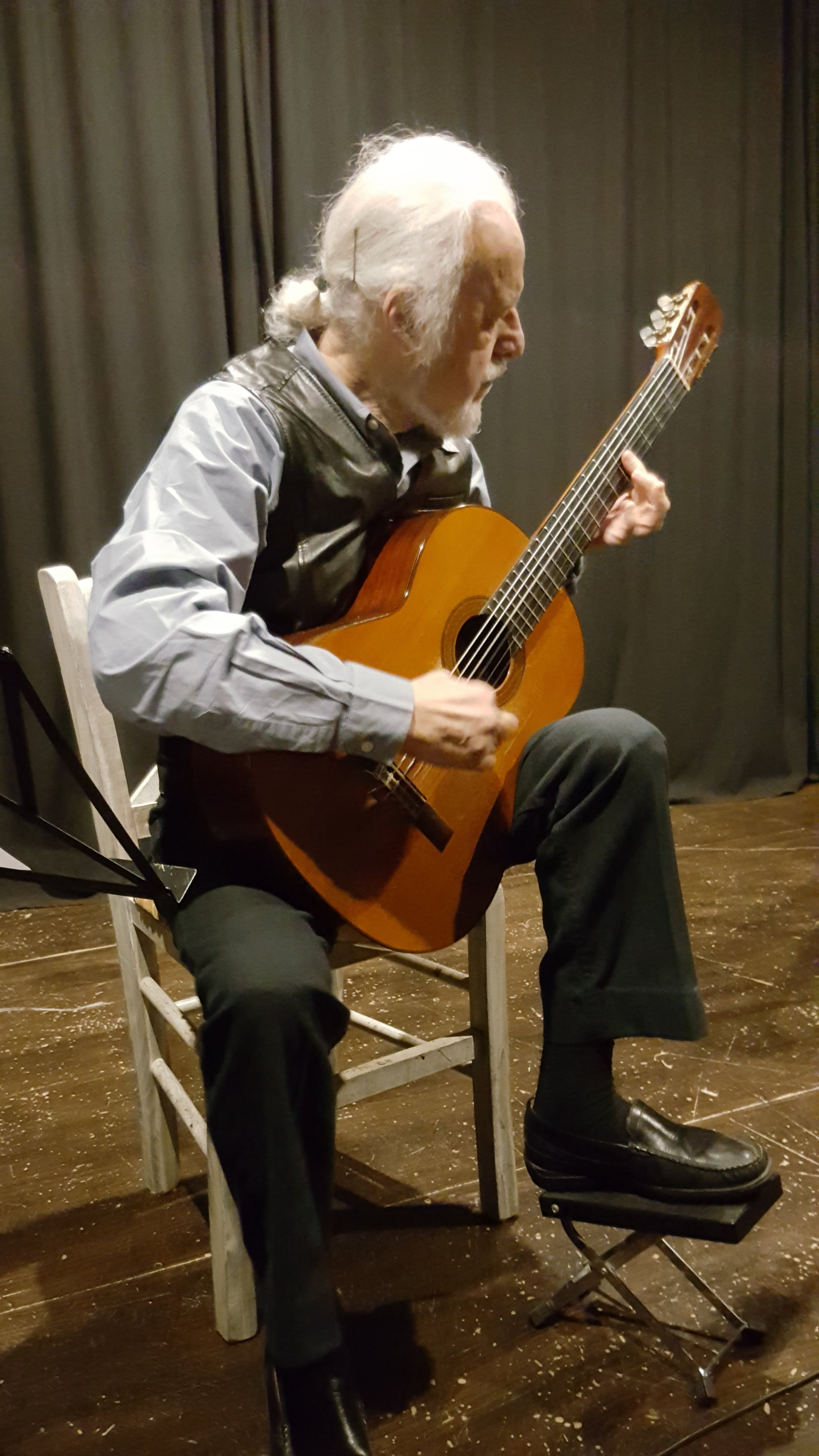
Нотис Маврудис

Алексей Малашенко

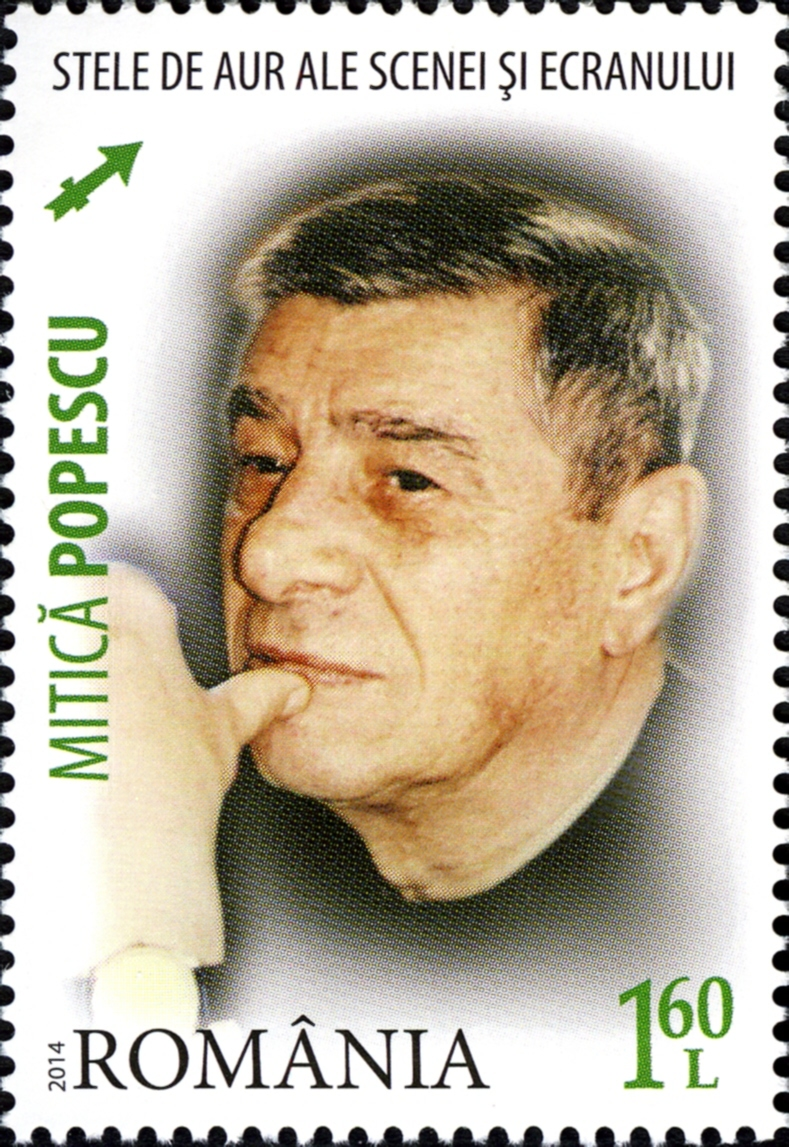
Митикэ Попеску

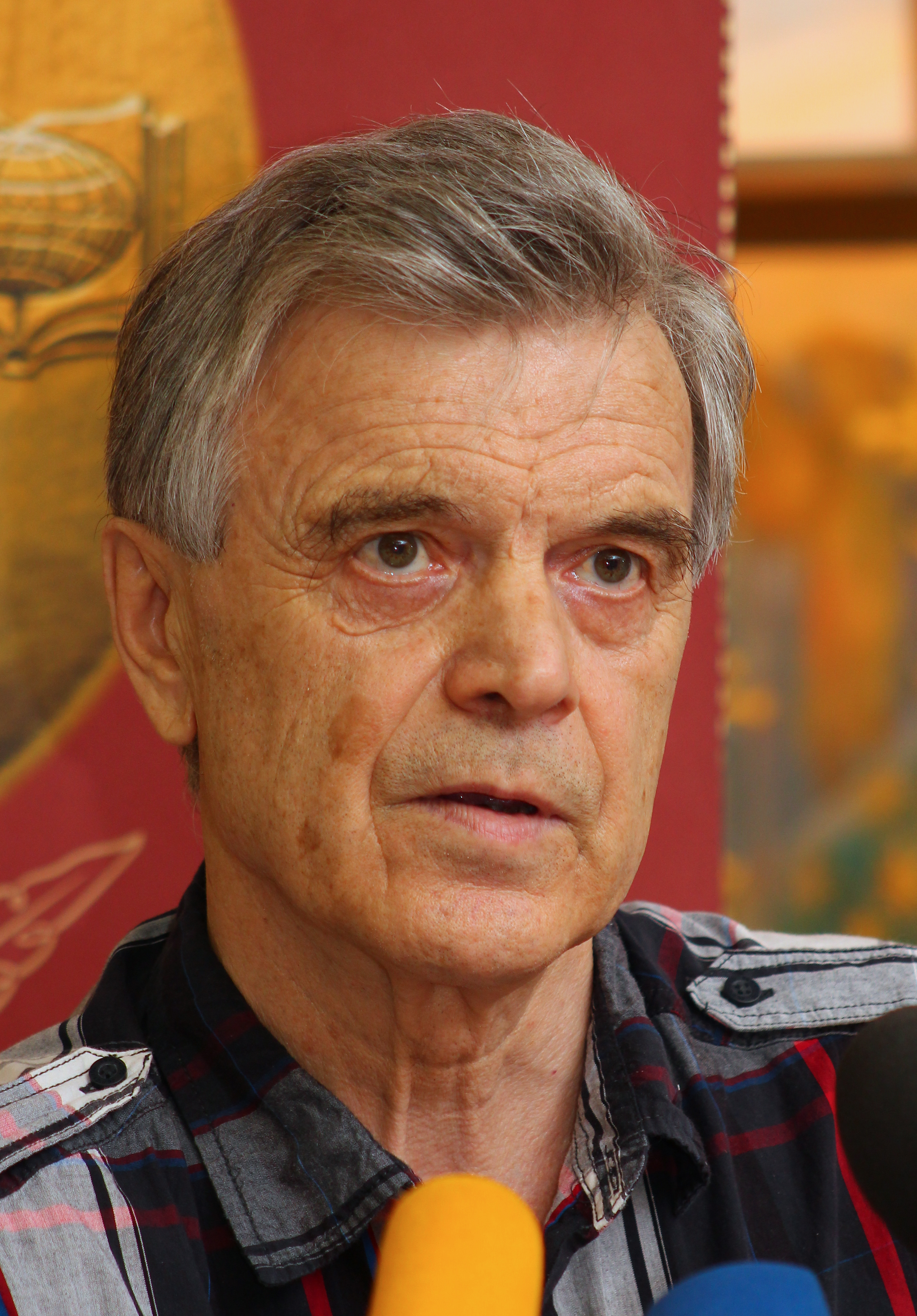
Руслан Хасбулатов

- Абдельсалам аль-Маджали (97) — премьер-министр Иордании (1993—1995, 1997—1998)[427].
- Борен, Альберто[фр.] (82) — бельгийский политический деятель, сенатор (1987—1991, 1994—1995), депутат Палаты представителей (1995—1999)[428].
- Вербс, Норберт[нем.] (82) — немецкий католический прелат, вспомогательный епископ Шверина (1981—1994) и Гамбурга (1994—2015)[429].
- Зидаров, Любен (99) — болгарский художник и книжный иллюстратор, народный художник Болгарии[430].
- Каннингем, Уолтер (90) — американский астронавт («Аполлон-7»)[431].
- Кристенсен, Иб (92) — датский политик, депутат Фолькетинга (1973—1975, 1977—1981), депутат Европейского парламента (1984—1994)[432].
- Ку, Джозеф (91) — гонконгский композитор[433].
- Кутзее, Тео[англ.] (74) — южноафриканский политик, депутат Национальной ассамблеи (2009—2014)[434].
- Ловенстейн, Джеймс[англ.] (95) — американский дипломат, посол в Люксембурге (1977—1981)[435].
- Маврудис, Нотис (77) — греческий композитор, гитарист и радиопродюсер; несчастный случай[436].
- Маклафлин, Эмбер (49) — американская трансгендерная женщина — преступница; казнена[437].
- Малашенко, Алексей Всеволодович (71) — советский и российский политолог и востоковед, доктор исторических наук[438].
- Павласек, Петр[чеш.] (75) — чехословацкий тяжелоатлет, участник летних Олимпийских игр (1972, 1976)[439].
- Парнис, Сильвио[англ.] (57) — мальтийский политик, депутат Палаты представителей (1998—2022)[440].
- Попеску, Митикэ (86) — румынский актёр[441].
- Редондо, Николас[исп.] (95) — испанский политический и профсоюзный деятель, генеральный секретарь Всеобщего союза трудящихся (1976—1994), член Конгресса депутатов (1977—1987)[442].
- Рэнкин, Алан[англ.] (64) — шотландский гитарист (The Associates)[443].
- Томбези, Джорджо[итал.] (96) — итальянский политик, член Палаты депутатов (1976—1983)[444].
- Хасбулатов, Руслан Имранович (80) — российский государственный деятель, председатель Верховного Совета РСФСР / Российской Федерации (1991—1993), член-корреспондент РАН (1991)[445].
- Хендрикс, Бесси (115) — американская супердолгожительница[446].
- Хьюз, Томас Лоу (97) — американский правительственный чиновник, директор Бюро разведки и исследований Государственного департамента США (1963—1969)[447].
- Чжао Циго (92) — китайский почвовед, член Китайской академии наук (1991)[448].
- Энани, Мохамед[англ.] (83) — египетский писатель и переводчик[449].

## 2 января

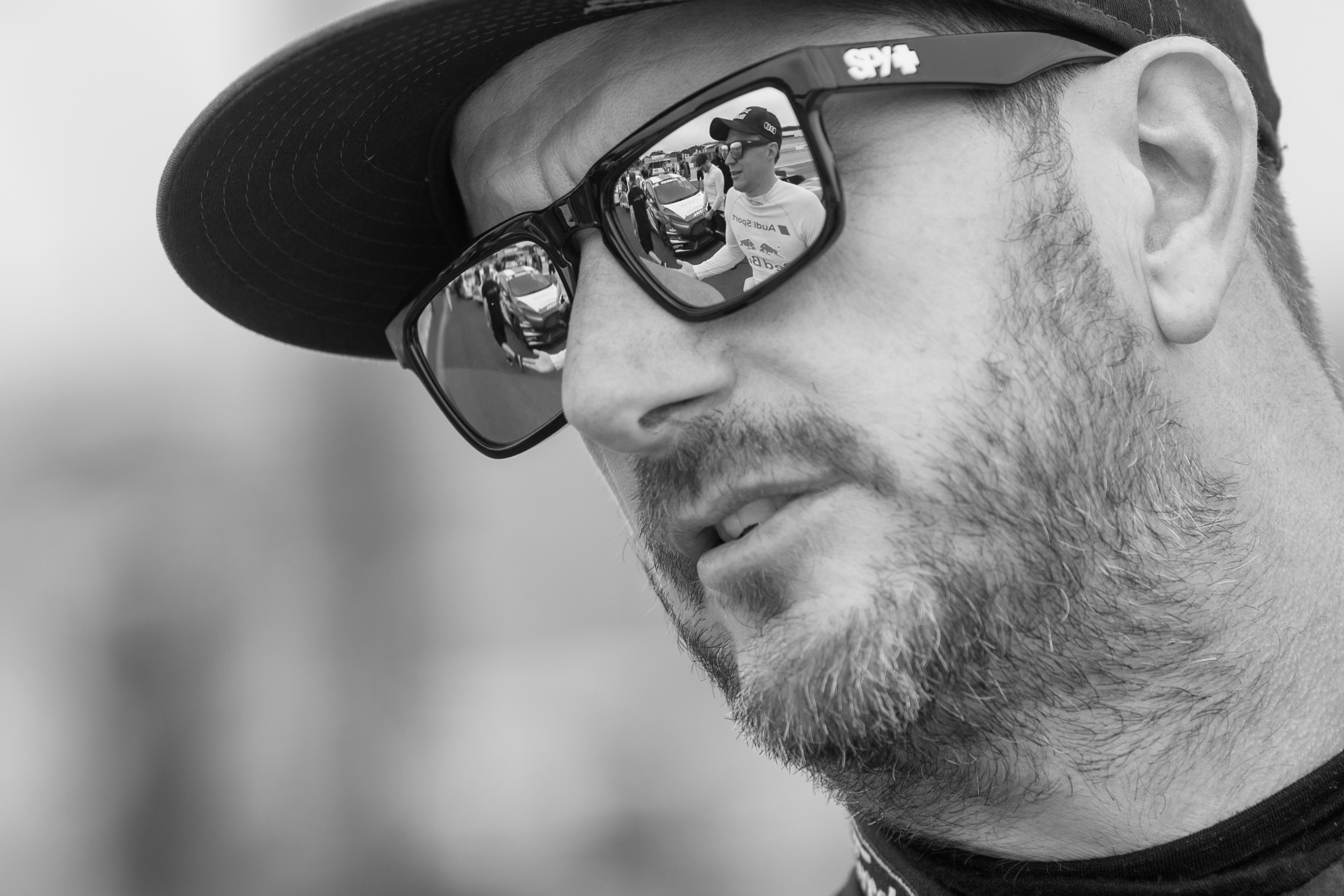
Кен Блок

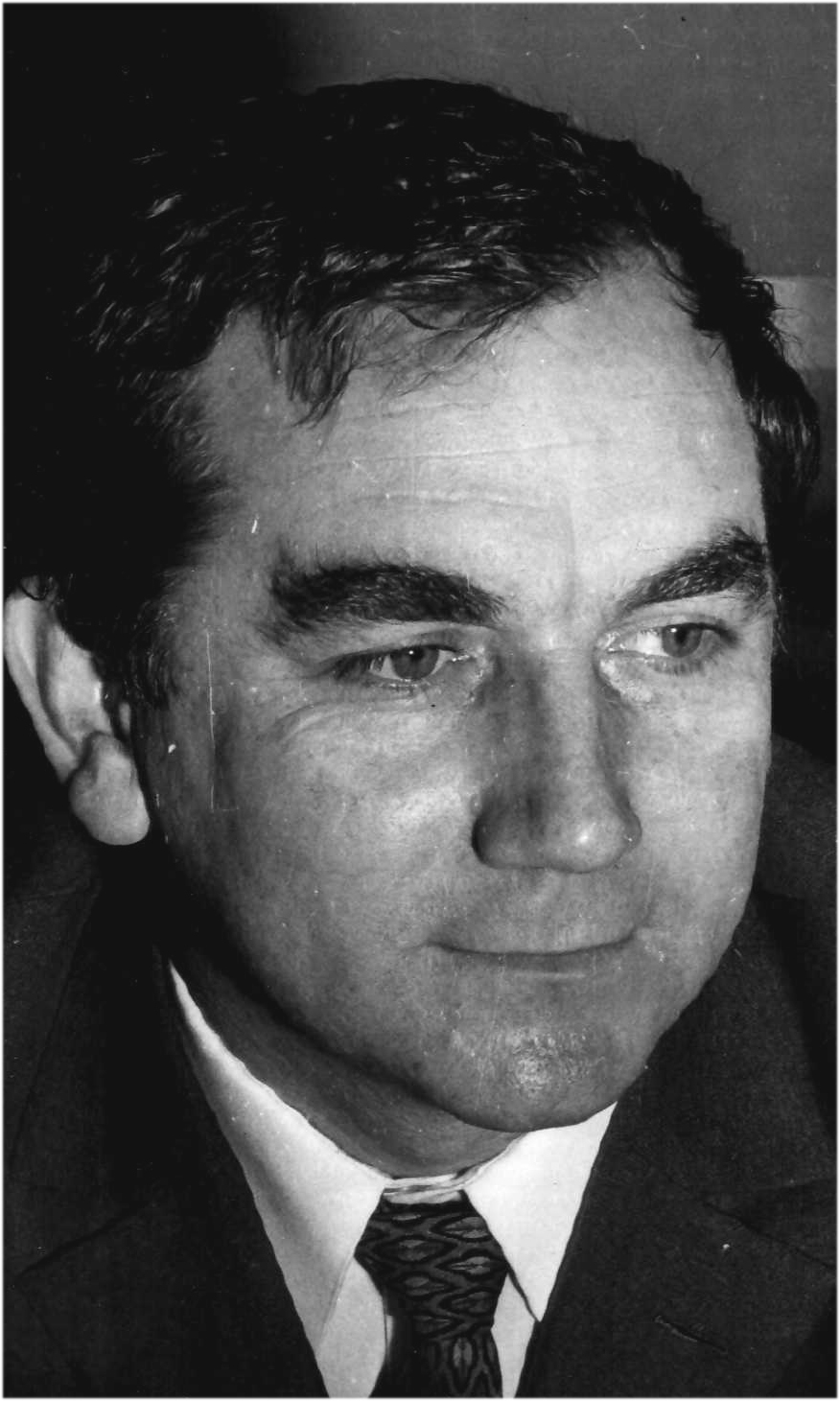
Думитру Попеску

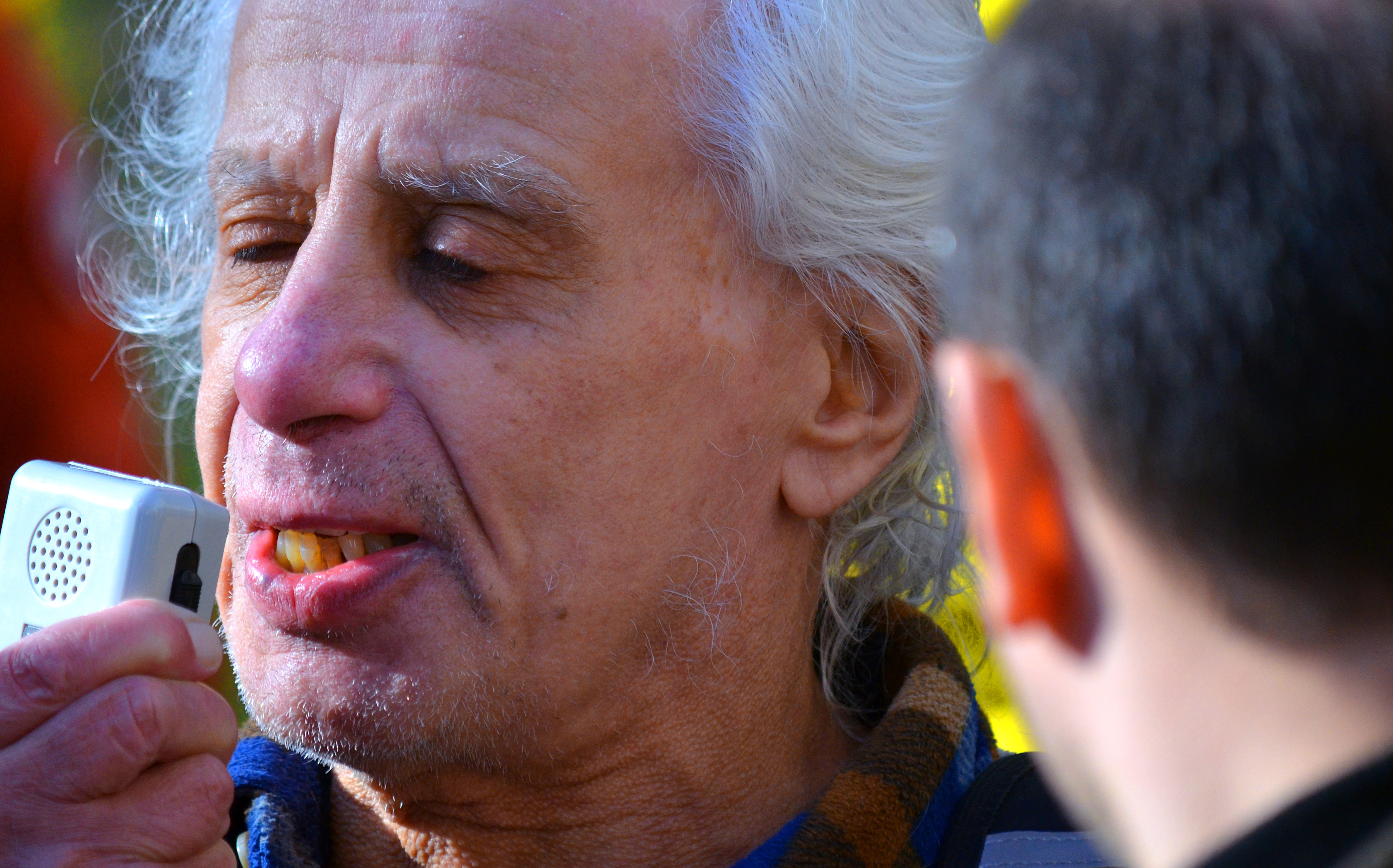
Виктор Файнберг

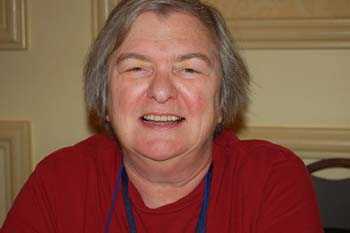
Сюзи Макки Чарнас

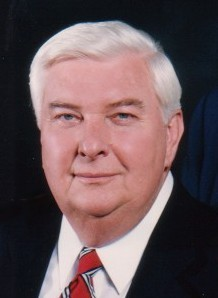
Линкольн Элмонд

- Аджапуа, Тото Тарашевич (84) — советский и абхазский композитор, народный артист Абхазии[450].
- Акар, Ален[фр.] (71) — французский каноист-спринтер, бронзовый призёр чемпионата мира (1974)[451].
- Блок, Кен (55) — американский автогонщик; ДТП[452].
- Ван Чжилян[кит.] (94) — китайский литературный переводчик с русского языка, лауреат медали Пушкина (1999)[453].
- Галати, Фрэнк[англ.] (79) — американский сценарист и режиссёр, лауреат премии «Тони» (1990)[454].
- Давид, Катрин[фр.] (73) — французская писательница[455].
- Даунс, Эндрю (72) — британский композитор[456].
- Попеску, Думитру Раду (87) — румынский писатель и сценарист, действительный член Румынской академии (2006)[457].
- Стаффорд, Мэрилин[англ.] (97) — британский фотограф и фотожурналист[458].
- Труевцев, Константин Михайлович (79) — советский и российский политолог[459].
- Тунси, Абдеррахим[фр.] (86) — марокканский актёр[460].
- Файнберг, Виктор Исаакович (91) — советский филолог и диссидент[461].
- Чарнас, Сюзи Макки (83) — американская писательница[462].
- Шеожева, Роза Заурбековна (90) — советская и российская певица, заслуженная артистка РСФСР (1967)[463].
- Элмонд, Линкольн (86) — американский государственный деятель, губернатор штата Род-Айленд (1995—2003)[464].

## 1 января

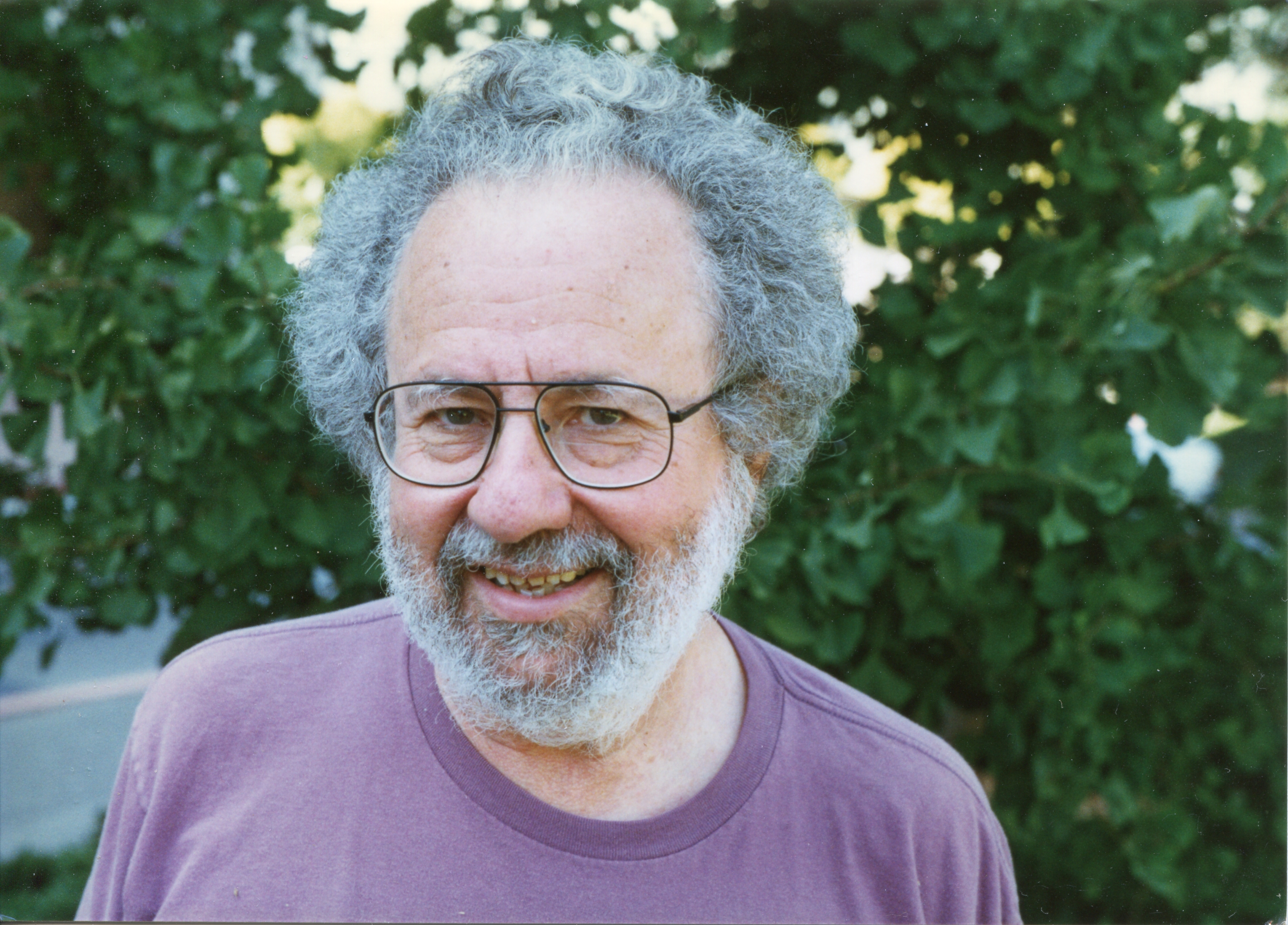
Мартин Дэвис

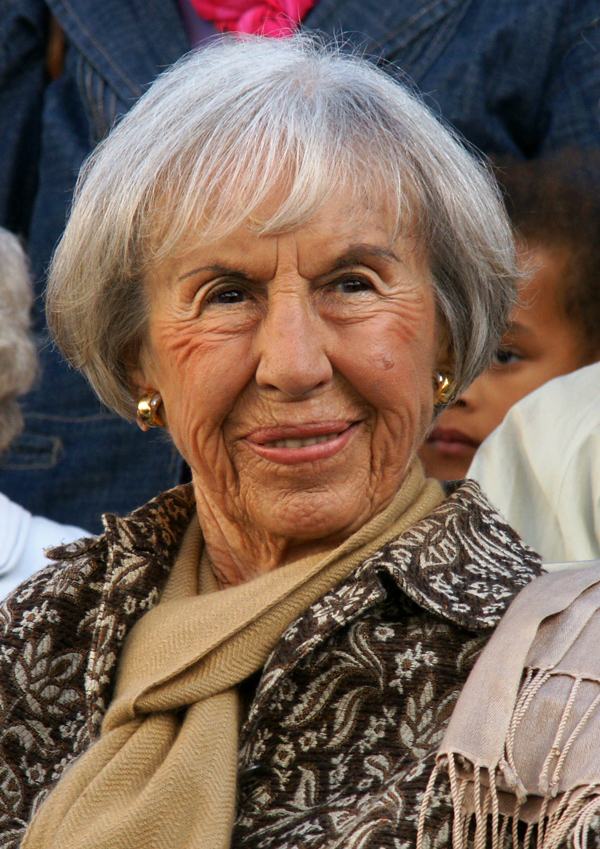
Лисе Нёргор

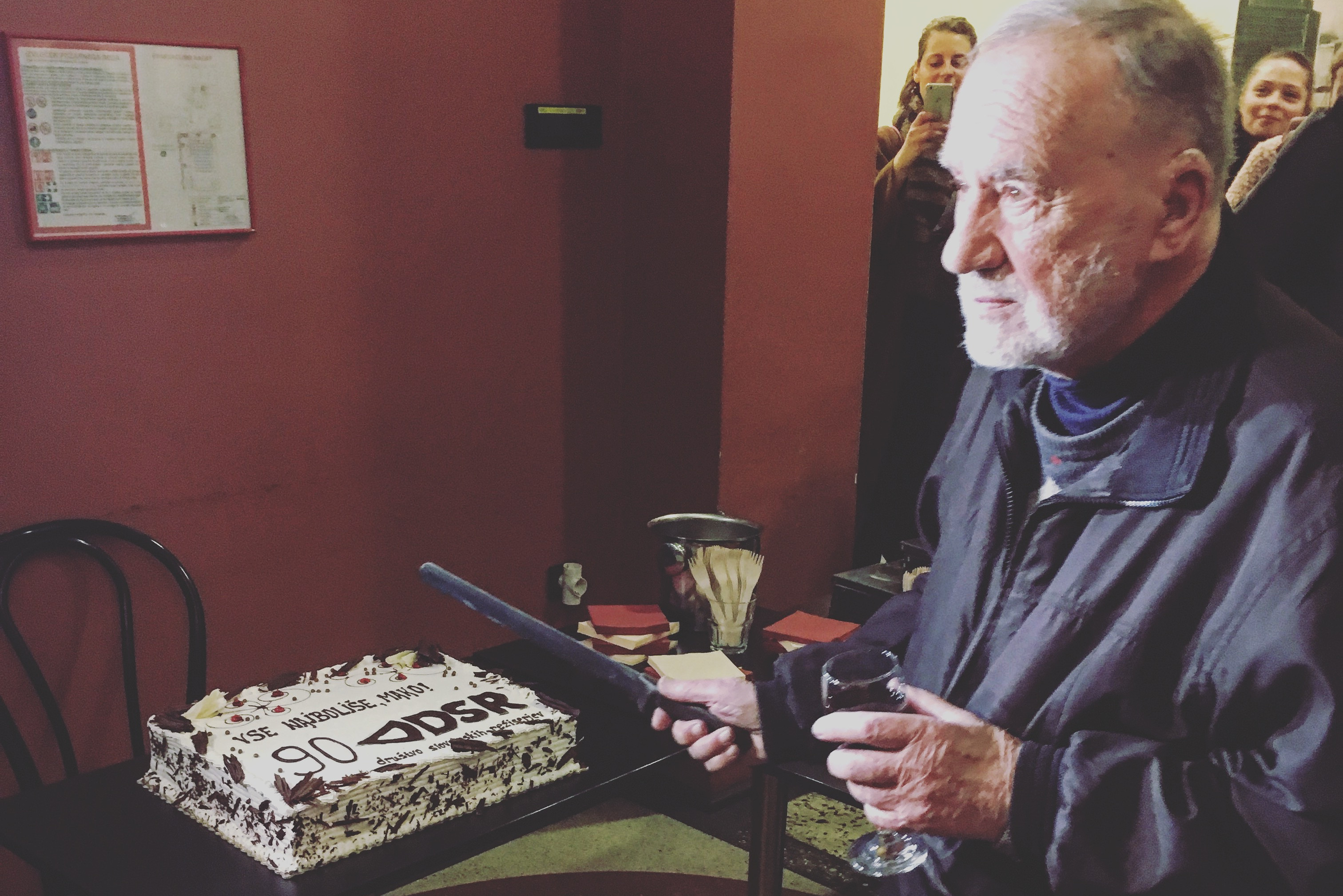
Мако Сайко

- Gangsta Boo (43) — американская рэп-исполнительница, участница группы Three 6 Mafia; передозировка[465]
- Артали, Марио[итал.] (84) — итальянский бизнесмен и политик, член Палаты депутатов (1972—1976)[466].
- Божинович, Франсиско (63) — чилийский биолог, разработчик теории интегративной биологии, лауреат Национальной премии Чили в области естественных наук (2020)[467].
- Быков, Виктор Филиппович (69) — советский и российский архитектор, заслуженный архитектор Российской Федерации[468].
- Вальдес, Ласаро[нем.] (82) — кубинский джазовый пианист и композитор[469].
- Вэй Лянь[кит.] (77) — китайский кинорежиссёр[470].
- Го Наньхун[кит.] (86) — тайваньский политический деятель, министр транспорта и коммуникаций (1987—1990), президент ряда университетов[471].
- Дэвис, Мартин (94) — американский математик, член Американской академии искусств и наук (1982) и Американского математического общества (2012)[472].
- Колдаев, Юрий Григорьевич (74) — советский и российский врач-невролог, заслуженный врач России[473].
- Кылар, Леэло (95) — эстонская пианистка и музыкальный педагог[474].
- Макгарви, Фрэнк (66) — шотландский футболист, игравший в национальной сборной[475].
- Макнелли, Арт[англ.] (97) — американский футбольный судья и функционер, директор по судейству Национальной футбольной лиги (1968—1991), член Зала славы профессионального футбола (2022)[476].
- Мамадкулов, Бурхон (77) — советский и таджикский оперный певец, народный артист Таджикской ССР (1990), профессор[477].
- Монтейт, Келли[англ.] (80) — американский комик и телеведущий[478].
- Мялк, Кадри (64) — советская и эстонская художница и дизайнер ювелирных изделий[479].
- Нараин, Минакши[англ.] (58) — американский физик-экспериментатор, внёсшая свой вклад в открытии t-кварка и бозона Хиггса[480].
- Нёргор, Лисе (105) — датская журналистка и писательница[481].
- Перлман, Эдит[англ.] (86) — американская писательница, лауреат премии Национального круга книжных критиков (2012)[482].
- Пицос, Апостолос[англ.] (104) — греческий бизнесмен, топ-менеджер BSH Hausgeräte[483].
- Попков, Владимир Андреевич (82) — советский и российский фармаколог и педагог, академик РАО (1999)[484].
- Ребрик, Богдан Васильевич (84) — советский и украинский политический деятель, народный депутат Украины (1990—1994)[485].
- Ривард, Бобби[англ.] (83) — канадский хоккеист («Питтсбург Пингвинз»)[486].
- Роулинс, Майкл[англ.] (81) — британский фармаколог, профессор, президент Королевского медицинского общества (2012—2014)[487].
- Сайко, Мако (95) — югославский и словенский режиссёр и сценарист[488].
- Сере, Жак (94) — французский актёр и режиссёр[489].
- Уайт, Фред[англ.] (67) — американский музыкант (Earth, Wind & Fire), член Зала славы рок-н-ролла (2000)[490].
- Хань Жуй[кит.] (93) — китайский фармаколог, член Китайской академии медицинских наук[491].
- Черкасов, Владимир Кузьмич (76) — советский и российский химик, член-корреспондент РАН (2003)[492].
- Чжу Цзушоу[кит.] (77) — китайский дипломат, посол в Нидерландах (2001—2003) и Венгрии (2003—2007)[493].
- Чижов, Людвиг Александрович (86) — советский и российский дипломат, посол в Японии (1990—1996)[494].